# Chevrolet
Chevrolet – amerykański producent samochodów osobowych, SUV-ów, samochodów sportowych, vanów i pickupów z siedzibą w Detroit działający od 1911 roku. Należy do amerykańskiego koncernu General Motors.

## Historia

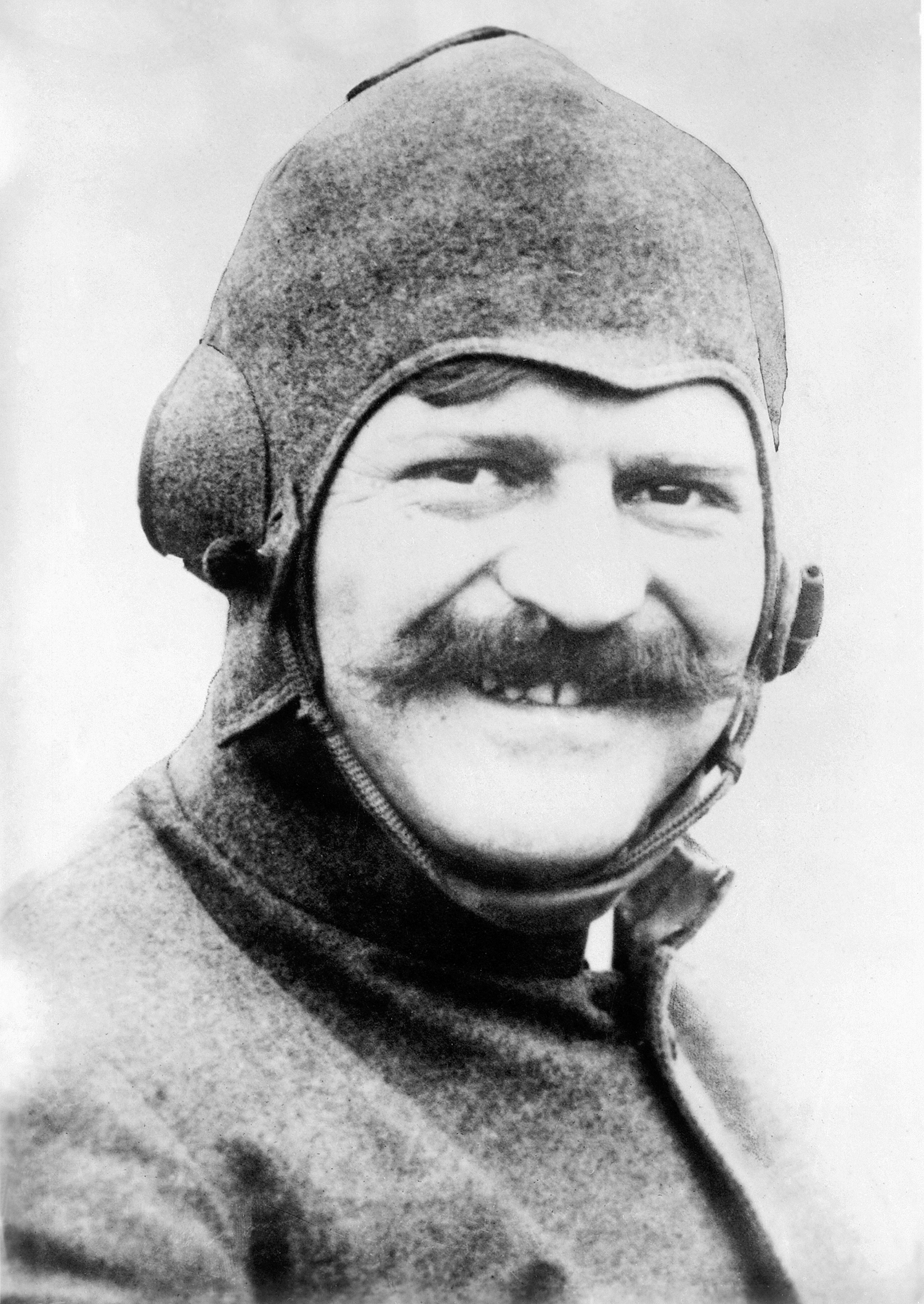
Louis Chevrolet – założyciel firmy

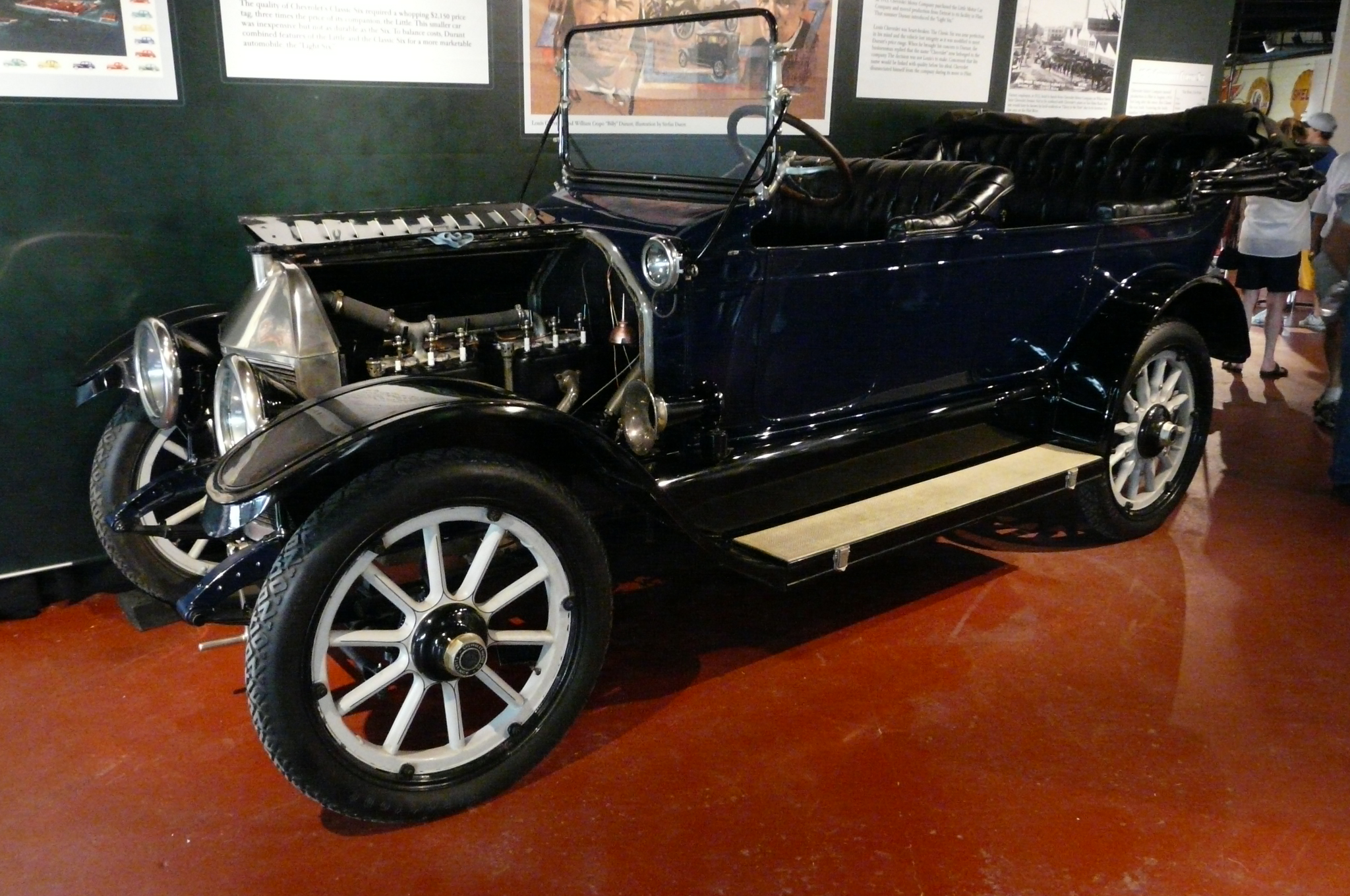
Chevrolet Series C z 1912 roku

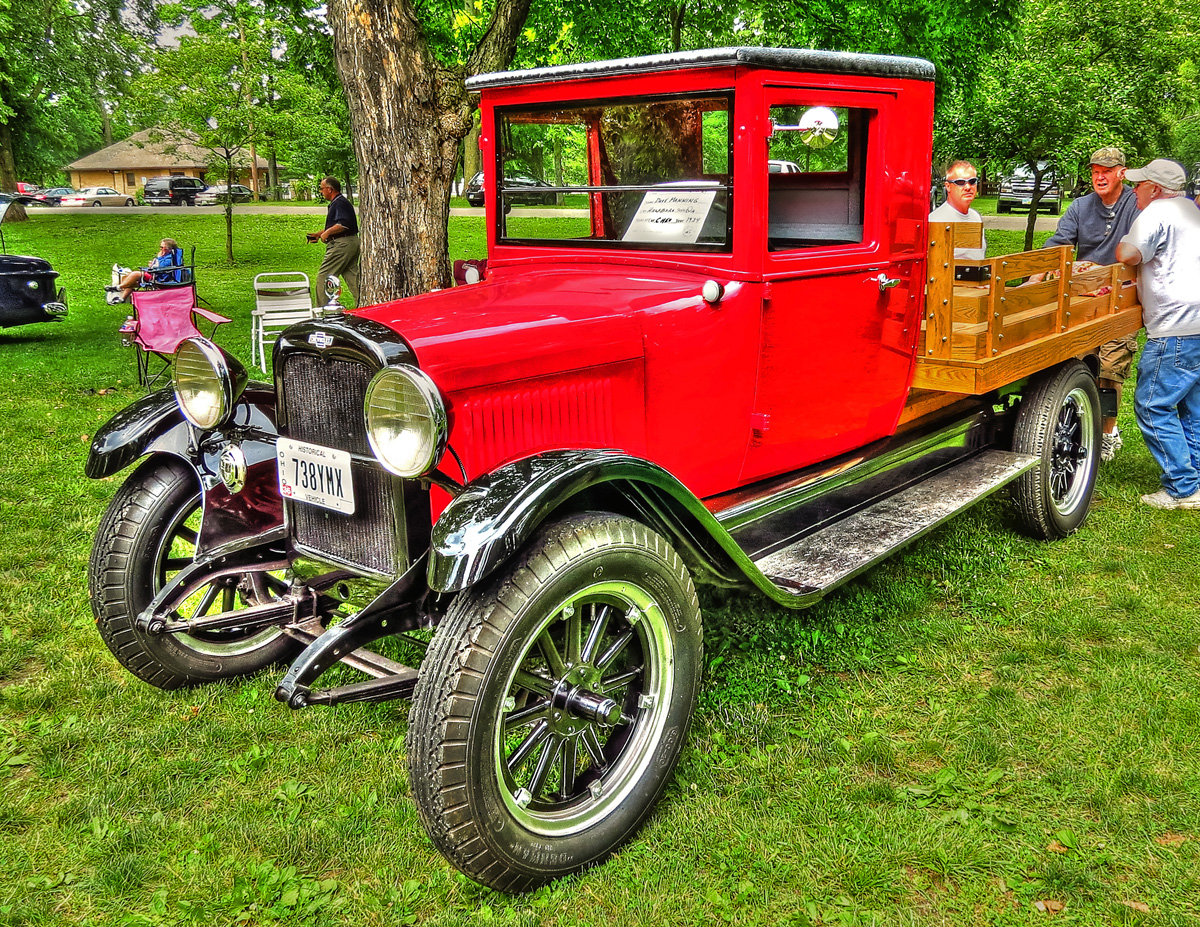
Chevrolet Superior z 1924 roku

Spółka Chevrolet założona została 3 listopada 1911 przez Louisa Chevroleta, urodzonego w Szwajcarii kierowcę wyścigowego i mechanika, oraz Williama C. „Billy’ego” Duranta, amerykańskiego pioniera motoryzacyjnego. Siedziba przedsiębiorstwa mieściła się w Detroit, w Stanach Zjednoczonych. W roku powstania przedsiębiorstwa zaprezentowany został pierwszy model samochodu osobowego – Classic Six serii C z dużym, sześciocylindrowym silnikiem 4.9L, który sprzedawany był w cenie 2150 USD. W 1915 Durant wykupił udziały Chevroleta w spółce, a w 1916 pakiet kontrolny General Motors.

### General Motors
W 1916 Durant wykorzystał sukces Chevroleta do odzyskania kontroli nad General Motors i ponownie został prezesem spółki. Wtedy też spółka Chevrolet stała się częścią General Motors. W 1917 Chevrolet posiadał swoje fabryki w Nowym Jorku, Tarrytown (stan Nowy Jork), Flint (stan Michigan), Toledo (Ohio), St. Louis (Missouri), Oakland (Kalifornia), Fort Worth (Teksas) i w Oshawa (Ontario).
Pod koniec lat 20. Chevrolet był wiodącą globalną marką samochodową, której zakłady produkcyjne mieściły się w wielu krajach. W 1928 powstał oddział General Motors w Indiach, dzięki czemu w Bombaju rozpoczął się montaż samochodów, półciężarówek i autobusów Chevroleta. W tym samym roku rozpoczęła się produkcja aut w nowo otwartej fabryce General Motors w Warszawie.

### Chevrolet współcześnie
Od samego początku istnienia Chevrolet oferował samochody osobowe i półciężarowe w przystępnych cenach, ale z wykorzystaniem rozwiązań technologicznych zarezerwowanych dla samochodów droższych. W kolejnych dziesięcioleciach XX wieku w samochodach Chevroleta wprowadzono między innymi szkło bezodpryskowe, wtrysk paliwa, nieblokujące się hamulce, elektroniczne układy stabilizacji toru jazdy i silnik V8 small-block.
W 2011, czyli sto lat i ponad 209 milionów samochodów osobowych i użytkowych później, Chevrolet dostępny był na ponad 140 rynkach na świecie. Był czwartą co do wielkości marką motoryzacyjną pod względem rocznego wolumenu sprzedaży.
W 2011 firma sprzedała 4,76 mln pojazdów na całym świecie, ustanawiając tym samym globalny rekord sprzedaży. Najwyższy poziom sprzedaży został zanotowany w Stanach Zjednoczonych, w których z salonów wyjechało 1 775 812 pojazdów marki, Brazylii – 632 201 oraz Chinach – 595 068. Inne rynki, na których zanotowano duży wzrost sprzedaży to między innymi Wietnam (79%), Rosja (49%), Turcja (30%) oraz Niemcy (21%).
W Europie, w której marka została ponownie wprowadzana na rynek w 2005, zanotowano zaś sprzedaż na poziomie 517 800 samochodów.
W grudniu 2013 General Motors zapowiedział całkowite wyjście Chevroleta z rynków Europy (z wyjątkiem Rosji i WNP) do końca 2015. Jeszcze w 2012 Chevrolet podpisał siedmioletnią umowę sponsorską z angielskim klubem piłkarskim Manchester United F.C. o rekordowej wartości 530 mln USB (47 mln GBP rocznie), która zaczęła obowiązywać w 2014. W momencie wycofania z rynku europejskiego w ofercie Chevroleta znajdowały się takie modele jak Cruze, Aveo, Spark, Malibu i Orlando, crossovery Trax i Captiva, a także sportowe modele Camaro i Corvette oraz elektryczny Volt. Na rynku amerykańskim dostępne były także Impala, SUVy Equinox, Traverse, Tahoe i Suburban oraz pickupy Colorado i Silverado.

### Historia Chevroleta w Polsce

#### Chevrolet przed II wojną światową

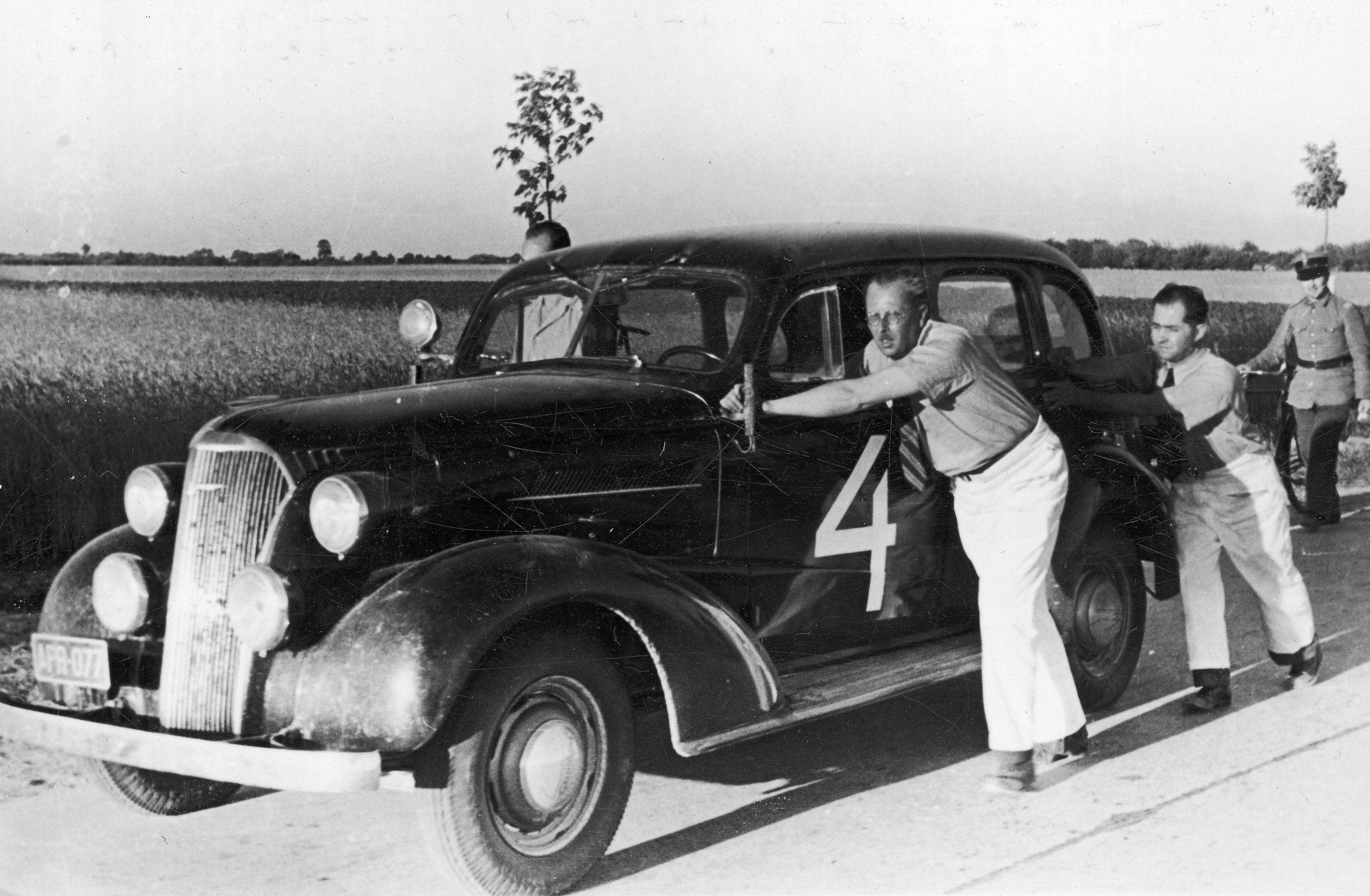
Chevrolet Master Sedan montowany w Warszawie (1936–1939)

Samochody marki Chevrolet trafiły do Polski najprawdopodobniej wraz z Błękitną Armią Hallera. W latach 1922–1923 wojsko sprzedało cywilom kilkanaście swoich Chevroletów. General Motors Export Co. sprowadził do Polski pierwsze auta osobowe i użytkowe w 1924 roku, aby trzy lata później rozpocząć podbój polskiego rynku samochodowego. W 1927 roku sprzedano 1205 Chevroletów, co uplasowało markę na drugim miejscu wśród marek samochodów zarejestrowanych przez urzędy.
W lipcu 1928 roku na terenie warsztatów firmy „Elibor” Ł.J.Borkowski w Warszawie przy ul. Wolskiej 101/105 ruszyła produkcja karoserii Chevroletów. Jesienią rozpoczęto montaż podwozi, łącznie z nitowaniem ram. Do końca roku w polskiej montowni wyprodukowano 2098 samochodów osobowych i podwozi autobusowych oraz ciężarowych. Łącznie w 1928 roku w Polsce sprzedano 3554 auta marki Chevrolet. Ze względu na światowy kryzys montownia została zamknięta w 1931 roku.
W 1936 General Motors rozpoczął współpracę ze spółką Lilpop, Rau i Loewenstein (LRL), dzięki czemu w tym samym roku uruchomiony został montaż samochodów m.in. marki Chevrolet w zakładach przy ul. Bema 65 w Warszawie. Wśród montowanych samochodów osobowych znalazły się Master Sedan, Master De Luxe, Imperial i Sedan Taxi. W fabryce montowane były także pojazdy użytkowe, takie jak dostawcze Chevrolet 112, ciężarowe Chevrolet 121, 131, 157 oraz autobusy miejskie – model 183. Model 157 używany był m.in. przez Pocztę Polską i Polskie Radio, zaś „Autobus Bielany”, czyli model 183 wykorzystywany był przez Autobusy Miejskie w Warszawie. W zakładach przy ul. Bema 65 w 1937 roku wyprodukowano 3700 samochodów, a w 1938–4680. Wielkie plany na kolejne lata pokrzyżowała II wojna światowa.

### Chevrolet w czasie II wojny światowej

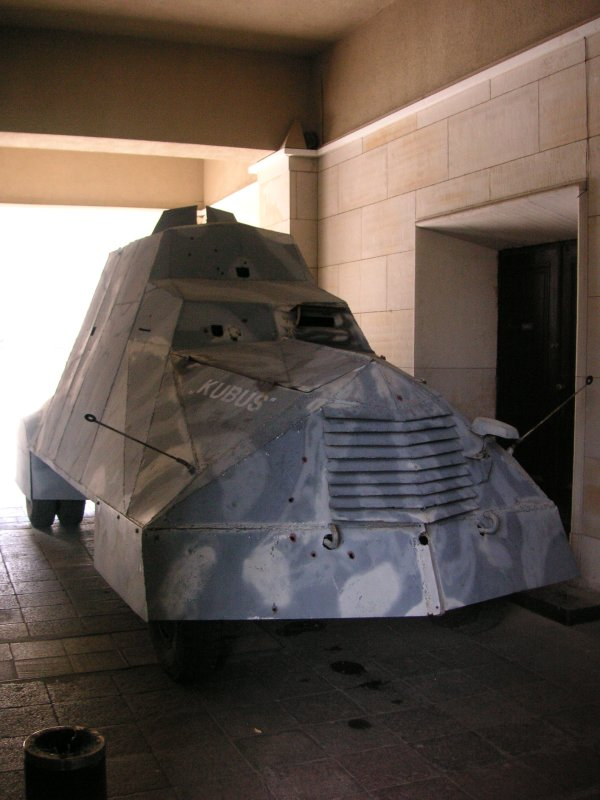
Samochód pancerny Kubuś zbudowany na podwoziu Chevroleta 157 w czasie Powstania Warszawskiego

W okresie II wojny światowej LRL zaprzestał produkcji pojazdów cywilnych Chevrolet i przestawił zakłady produkcyjne na produkcję uzbrojenia. Samochody Chevrolet 157 brały udział między innymi w Warszawskiej Brygadzie Pancerno-Motorowej, zaś samochód osobowy Chevroleta był używany między innymi przez biskupa polowego Wojska Polskiego, Józefa Gawlinę i dowódcę Warszawskiej Brygady pancerno-motorowej, płk Stefana „Grota” Roweckiego.
Samochód pancerny „Kubuś” powstał zaś w sierpniu 1944 roku na bazie podwozia ciężarowego Chevroleta i służył armii podczas Powstania Warszawskiego. Obecnie znajduje się w Muzeum Wojska Polskiego w Warszawie i jest najstarszym zachowanym samochodem pancernym polskiej konstrukcji.
W 1945 roku oddziały Ludowego Wojska Polskiego posiadały kilkaset ciężarowych Chevroletów, a II Armia Wojska Polskiego 204 samochody tej marki. Do połowy września tego roku Polska otrzymała także 800 samochodów od dowództwa armii amerykańskiej i kanadyjskiej.

### Chevrolet w czasach PRL
Podczas II wojny światowej fabryki samochodów, w tym zakłady Lilpopa, zostały zniszczone, dlatego też General Motors miał nadzieję na otwarcie własnego przedstawicielstwa. Okazało się to niemożliwe ze względu na scentralizowanie zakupów przez instytucje kierowane przez nowe państwo.
Centralny Zarząd Przemysłu Metalowego poprzez Centralny Zarząd Motoryzacji prowadził rozmowy na temat zakupu licencji m.in. z Chevroletem i Fiatem. Ostatecznie marka amerykańska nie została wybrana, gdyż nie uznano jej za „politycznie słuszną”. Mimo to w latach 1946–1956 rząd kupił od duńskiej montowni około 1500 osobowych Chevroletów Fleetmaster, Stylemaster, Fleetline i Bel Air, które zostały przydzielone najważniejszym urzędom PRL (w tym władzom PZPR), stąd Chevroleta Fleetmastera nazywano gwarowo „demokratką”. W latach 60. samochody te trafiły do indywidualnych użytkowników, którzy mogli je odkupić od spółdzielni transportowych lub wygrać na loterii.

### Chevrolet w Polsce w XXI wieku

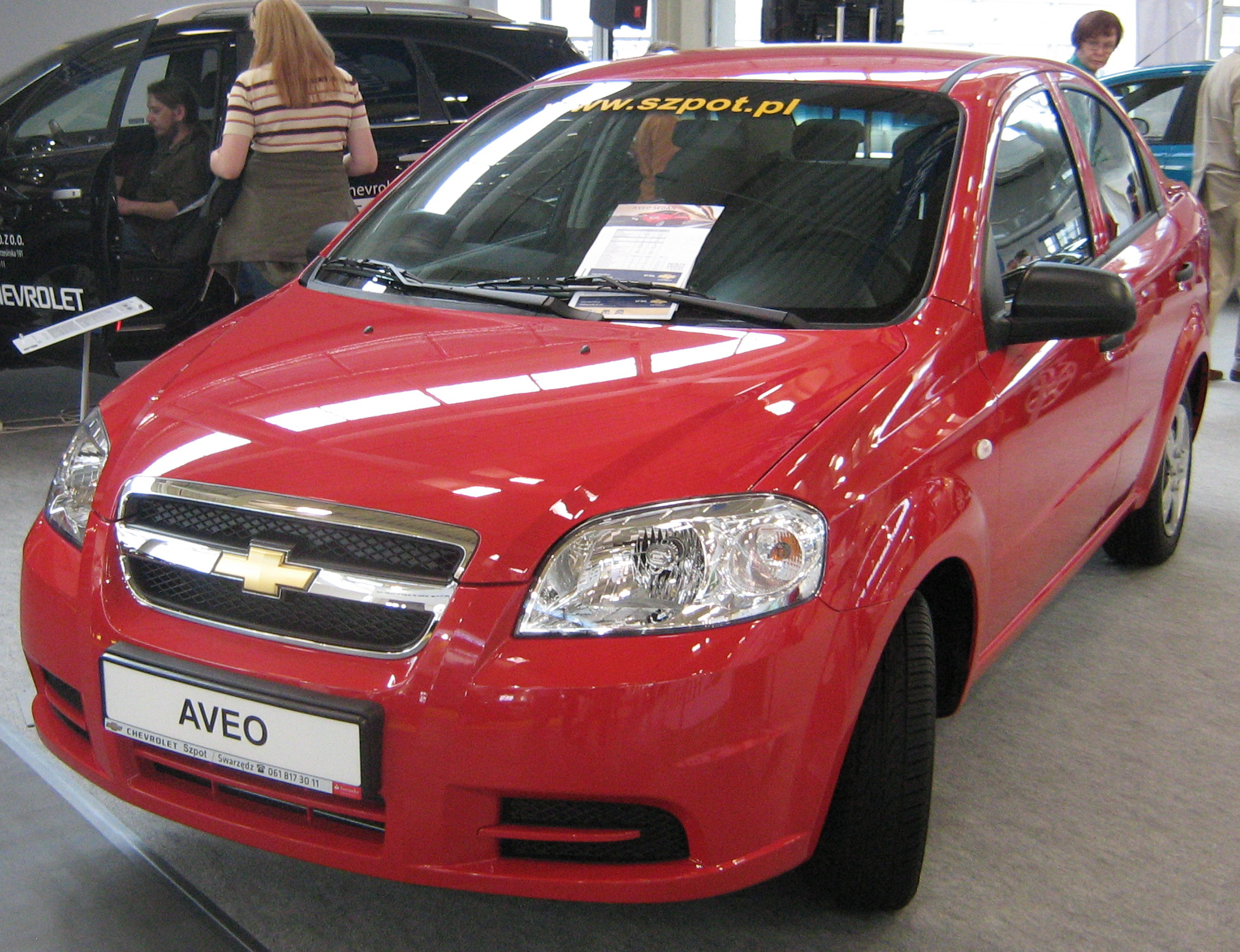
Chevrolet Aveo T250 sedan wyprodukowany w FSO

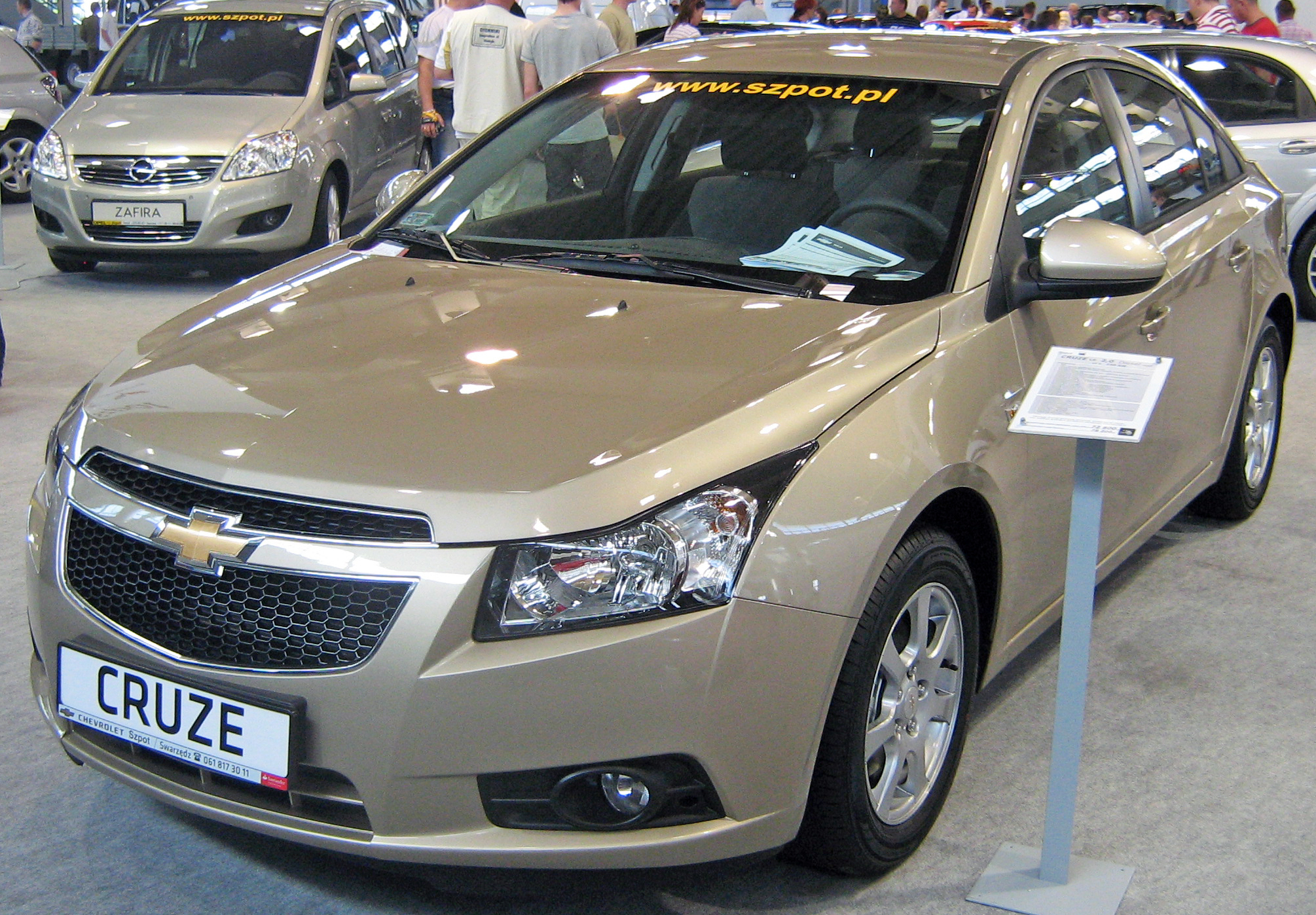
Chevrolet Cruze podczas Poznań Motor Show 2009

W Polsce auta marki Chevrolet pojawiły się powtórnie w maju 2005 roku, początkowo były to wyłącznie przebrandowane produkty GM Daewoo. 11 listopada 2007 roku w fabryce FSO w Warszawie na Żeraniu wyprodukowano pierwszego Chevroleta Aveo, do lutego 2011 roku wyprodukowano 126 622 sztuki. Produkcję w FSO zakończono 22 lutego 2011. Produkcję Aveo w 2013 roku uruchomiono w Rosji. W 2011 i pierwszym półroczu 2012 roku spośród oferowanych modeli w Polsce największym zainteresowaniem cieszyły się Chevrolety Aveo, Spark i Cruze. Łącznie w Polsce w pierwszym półroczu 2012 sprzedano 6500 sztuk Chevroletów, dzięki czemu firma znalazła się w pierwszej dziesiątce najczęściej wybieranych marek samochodów.
W grudniu 2013 roku General Motors poinformował, że do końca 2015 roku Chevrolet zostanie wycofany z rynków europejskich (z wyjątkiem Rosji i WNP), w tym również z Polski. Ostatecznie zakończenie sprzedaży aut Chevrolet w Polsce nastąpiło już na początku 2014 roku. W 2013 Chevrolet zanotował około 1,2% udział w rynku europejskim przy 6,7% Opla/Vauxhalla. GM swoją decyzję uzasadniało trudną sytuacją ekonomiczną na kontynencie oraz skupieniem się w Europie na markach Opel, Vauxhall i Cadillac. Na wybranych rynkach europejskich kontynuowano sprzedaż modeli sportowych Corvette i Camaro, w Polsce jednak modele te również nie są dostępne. Także i ich sprzedaż zakończyła się w ramach oficjalnej sprzedaży w 2019 roku.

#### Sprzedaż w Polsce
- 2007 – 5204
- 2008 – 5899
- 2009 – 5698[25]
- 2010 – 6170
- 2011 – 7782
- 2012 – 10 524[26]
- 2013 – 10 685[27]
- 2014 – 1817[28]

### Historia logo Chevroleta

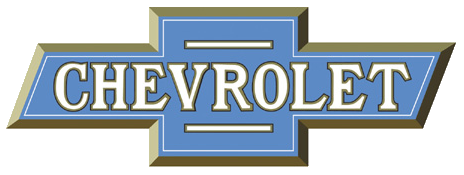
Pierwowzór dzisiejszego logo z 1913 roku

W 1914 po raz pierwszy Chevrolet zaprezentował logo w kształcie „muszki”. Zostało ono zaprojektowane pod nadzorem Williama Duranta. Istnieje wiele różnych wersji historii powstania tego znaku. Według oficjalnych materiałów Chevroleta pt. The Chevrolet Story of 1961, Durant zainspirował się wzorem na tapecie we francuskim hotelu, w którym zatrzymał się podczas podróży w 1908. Durant miał oderwać kawałek tapety, aby pokazać ją znajomym z myślą, że będzie to dobry znak rozpoznawczy dla marki samochodów.
W książce Lawrence R. Gustin pt. „Billy Durant” wdowa po Durancie – Catherine, stwierdziła, że pomysł na logo powstał podczas pobytu pary na wakacjach w Hot Springs, w stanie Wirginia w 1912. Według tej wersji, Durant podczas czytania gazety miał wykrzyknąć: „Myślę, że to byłoby dobre logo dla Chevroleta”.
Inną koncepcję powstania logo przedstawił Ken Kaufmann, historyk i redaktor „The Chevrolet Review”. Dziewięć dni po utworzeniu spółki Chevrolet, czyli 12 listopada 1911, w gazecie „The Constitution”, wydawanej w Atlancie, ukazała się reklama firmy Coalettes. Ken Kaufmann zauważył podobieństwa między logo Coalettes i Chevroleta (np.: początkowa litera „C”, dziewięć liter, ciemne tło z białym obramowaniem i białymi literami). Wersje logo różniły się jednak od siebie liczbą wyróżnionych liter (Coalettes wyróżniło pośrodku trzy, Durant żadnej) oraz czcionka (Coalettes wybrało lekkie, pochylone litery, zaś Durant bardziej formalny, rzymski krój czcionki).
W 1914 „muszka” została po raz pierwszy zaprezentowana w reklamie oraz na nowych, bardziej przystępnych cenowo modelach marki.
Od 2004 Chevrolet wprowadził „muszkę” w złotej wersji, która stanowi aktualnie znak rozpoznawczy marki na całym świecie.

## Chevrolet WTCC

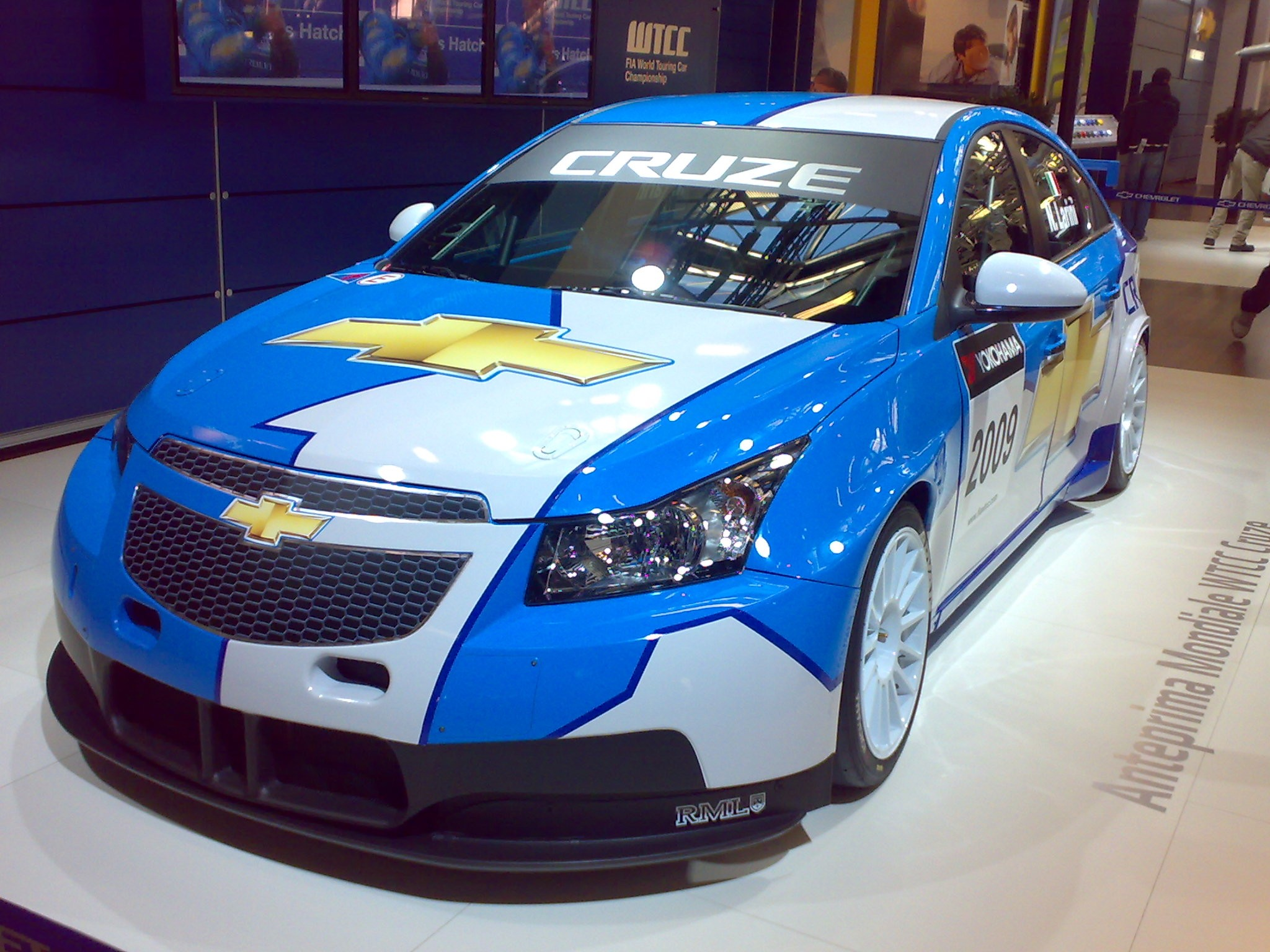
Chevrolet Cruze WTCC

Chevrolet obecny jest na Mistrzostwach WTCC od 2005. Kierowcami Chevroleta byli wtedy Alain Menu, Nicola Larini i Robert Huff. Pierwsze zwycięstwo dla Chevroleta zdobył Alain Menu w 2006.
W kolejnym roku pasmo sukcesów nie miało końca – Chevrolet zdobył swoje pierwsze pole position (Menu w Zandvoort), pierwsze podwójne zwycięstwo (1. miejsce – Menu, 2. miejsce – Larini, Zandvoort), pierwszego hat tricka (pole position, zwycięstwo, najlepszy czas okrążenia – Menu w Pau), a także pierwsze potrójne zwycięstwo (Menu – 1. miejsce, Huff – 2. miejsce, Larini – 3. miejsce w Porto). W 2007 zespół odniósł ogółem siedem zwycięstw. W 2008 Chevrolet zdobył trzecie miejsce w końcowym rankingu WTCC, dzięki pięciu kolejnym zwycięstwom. W 2009 na wyścigu zadebiutował nowy Cruze, a Huff i Larini odnieśli dwa kolejne zwycięstwa.
W 2010 nastąpiła zmiana kierowców – Yvan Muller zastąpił Nicolę Lariniego. W tym samym roku Chevrolet świętował podwójne zwycięstwo – Yvan Muller zdobył tytuł mistrzowski w kategorii kierowców WTCC, zaś sam Chevrolet tytuł mistrzowski w kategorii konstruktorów. W 2011 zespół Chevroleta odniósł łącznie 21 zwycięstw w 24 wyścigach, a także zdobyły 12 miejsc pole position w 12 rundach. Yvan Muller wywalczył tytuł mistrza świata WTCC 2011 w klasyfikacji kierowców, a Robert Huff wicemistrza.
W 2012 zespół Chevroleta znów dominował na podium – Robert Huff zdobył tytuł mistrza świata WTCC, Alain Menu wicemistrza, trzecie miejsce zajął zaś Yvan Muller. Chevrolet uzyskał również po raz kolejny mistrzowski tytuł w kategorii konstruktorów. Na początku lipca 2012 Chevrolet ogłosił wycofanie się z wyścigów WTCC. W ciągu ośmiu lat zespół wywalczył trzy podwójne tytuły mistrzowskie (w kategorii konstruktorów i kierowców) oraz zwyciężył w aż 68 wyścigach. Chevrolet będzie nadal obecny w globalnych sportach motorowych w innych seriach wyścigowych, w tym w wyścigach IndyCar i serii GT.

### Modele samochodów
Chevrolet na przestrzeni lat rozwinął swoje lokalne działy na pięciu kontynentach, wkraczając na kilkaset rynków z całego świata. Szczytowym okresem był przełom XX i XXI wieku, kiedy to marka sprzedawała swoje i zapożyczone w ramach badge engineering konstrukcje w większości regionów. Druga i trzecia dekada XXI wieku to z kolei okres gwałtownej restrukturyzacji, w ramach której marka opuściła kilkanaście dużych rynków samochodowych, koncentrując się na Ameryce Północnej i Ameryce Łacińskiej, Chinach oraz Bliskim Wschodzie.

## Chevrolet w Ameryce Północnej

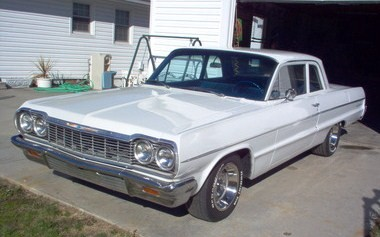
Chevrolet Bel Air

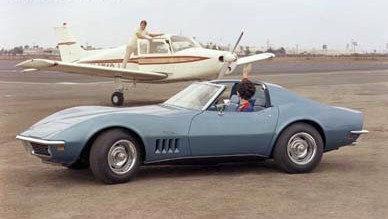
Chevrolet Corvette

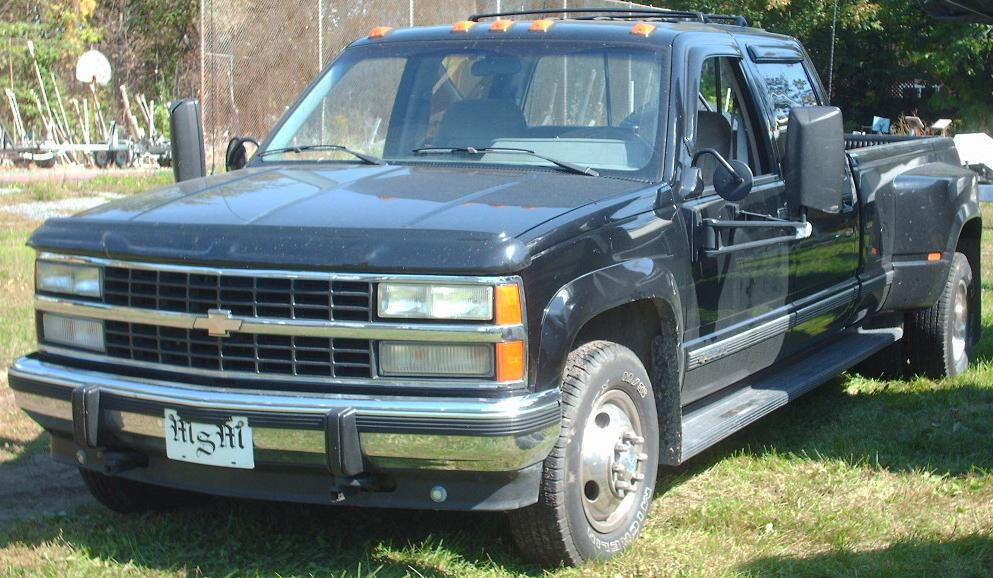
Chevrolet C/K

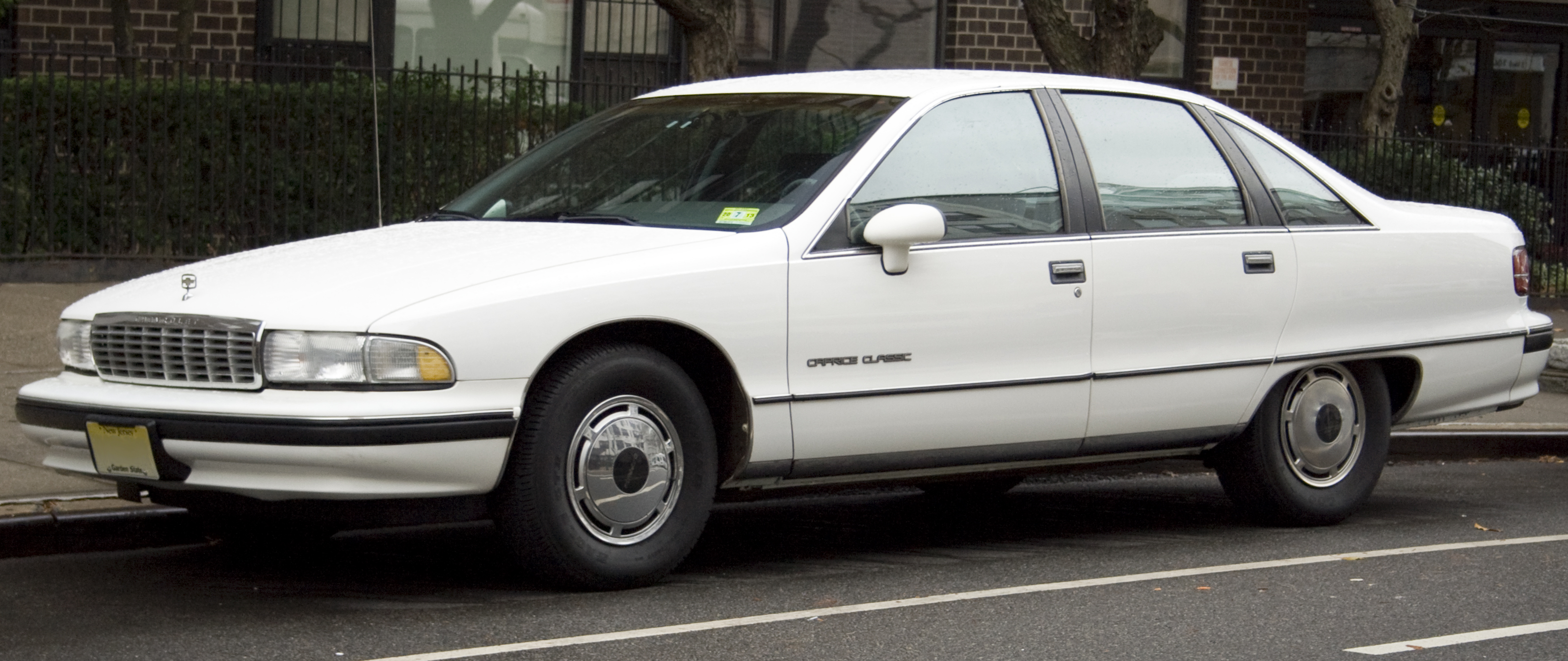
Chevrolet Caprice

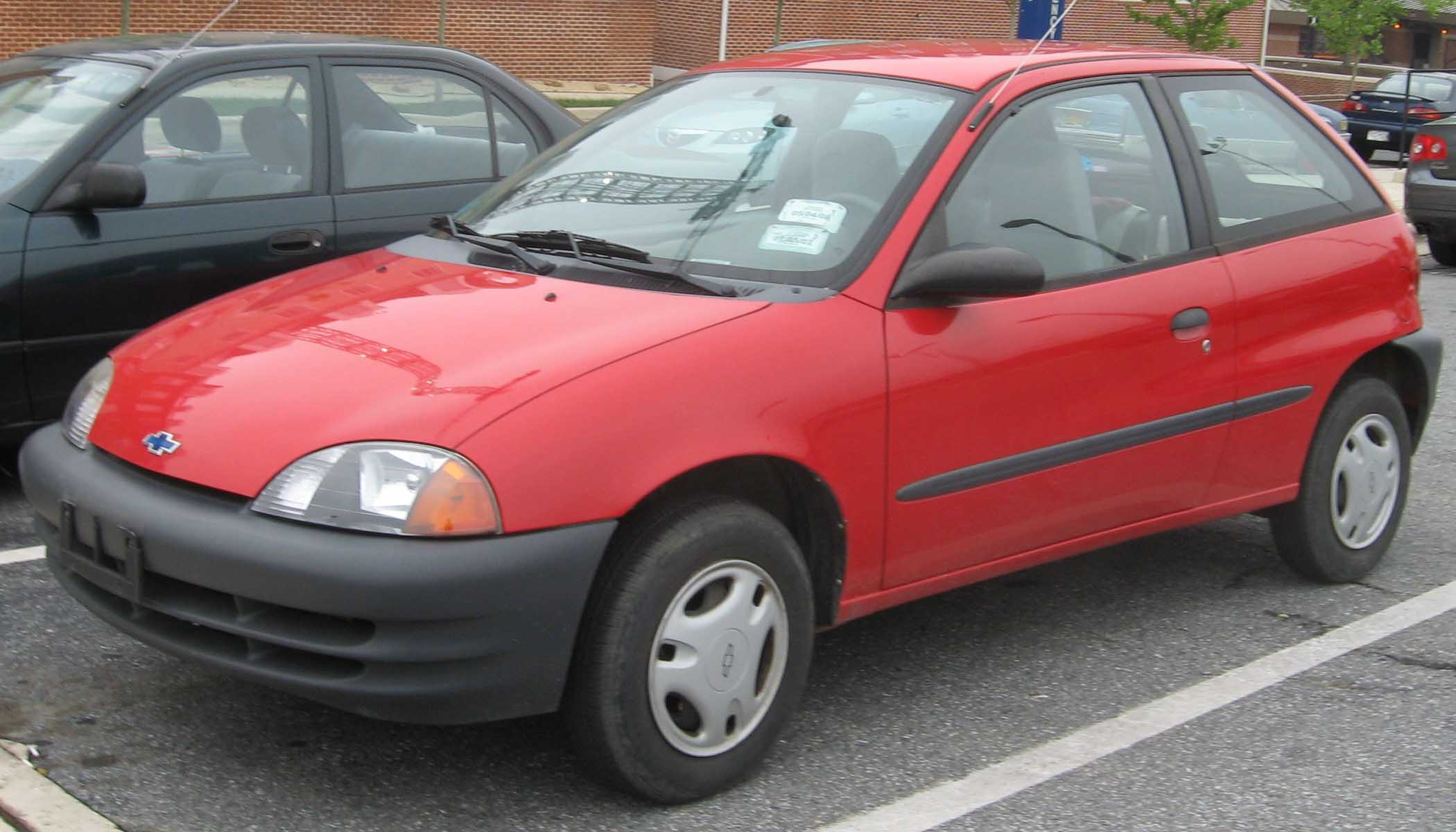
Chevrolet Metro

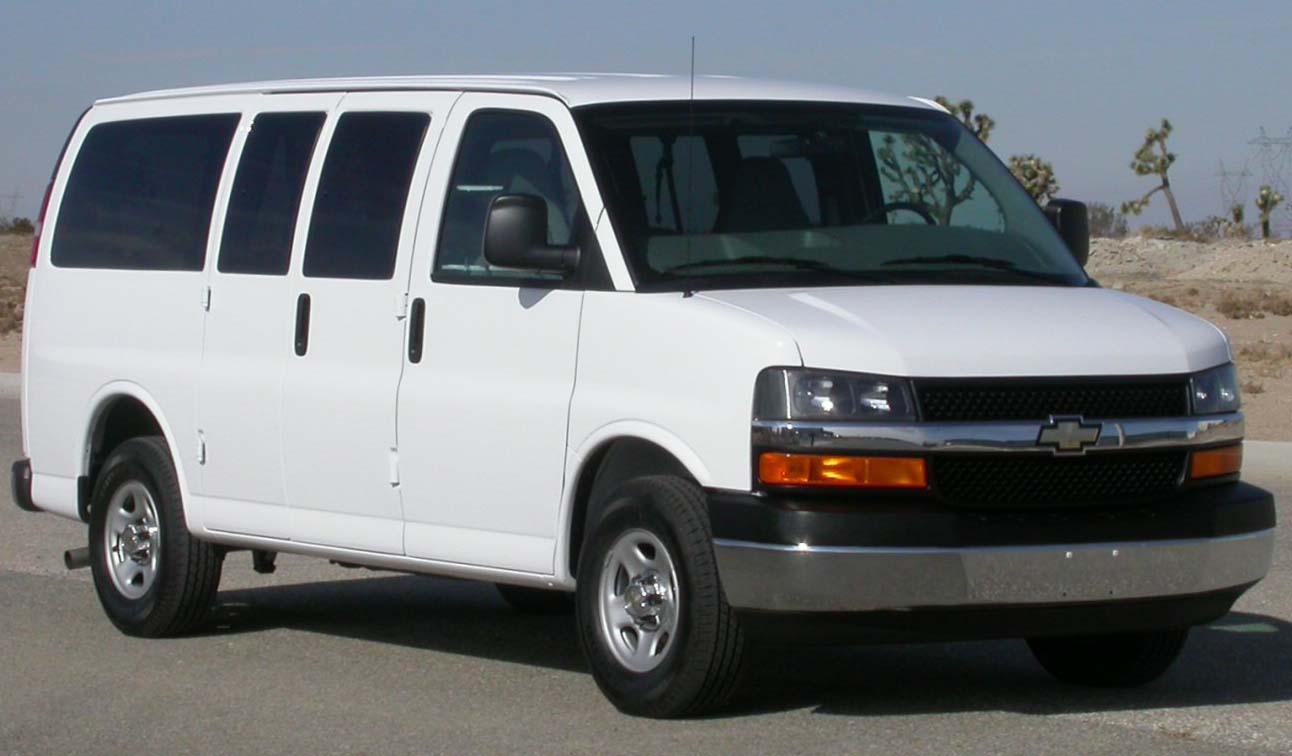
Chevrolet Express

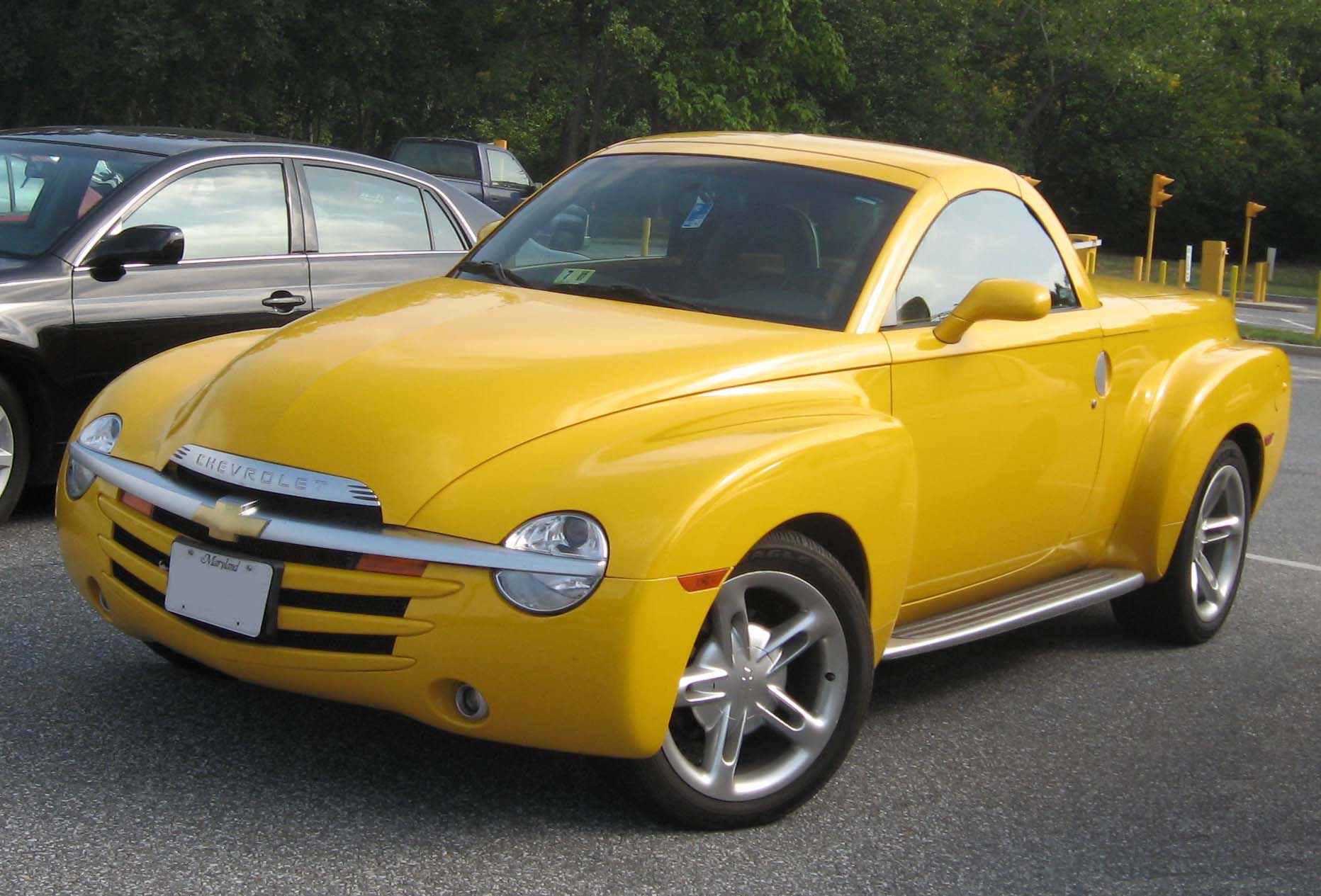
Chevrolet SSR

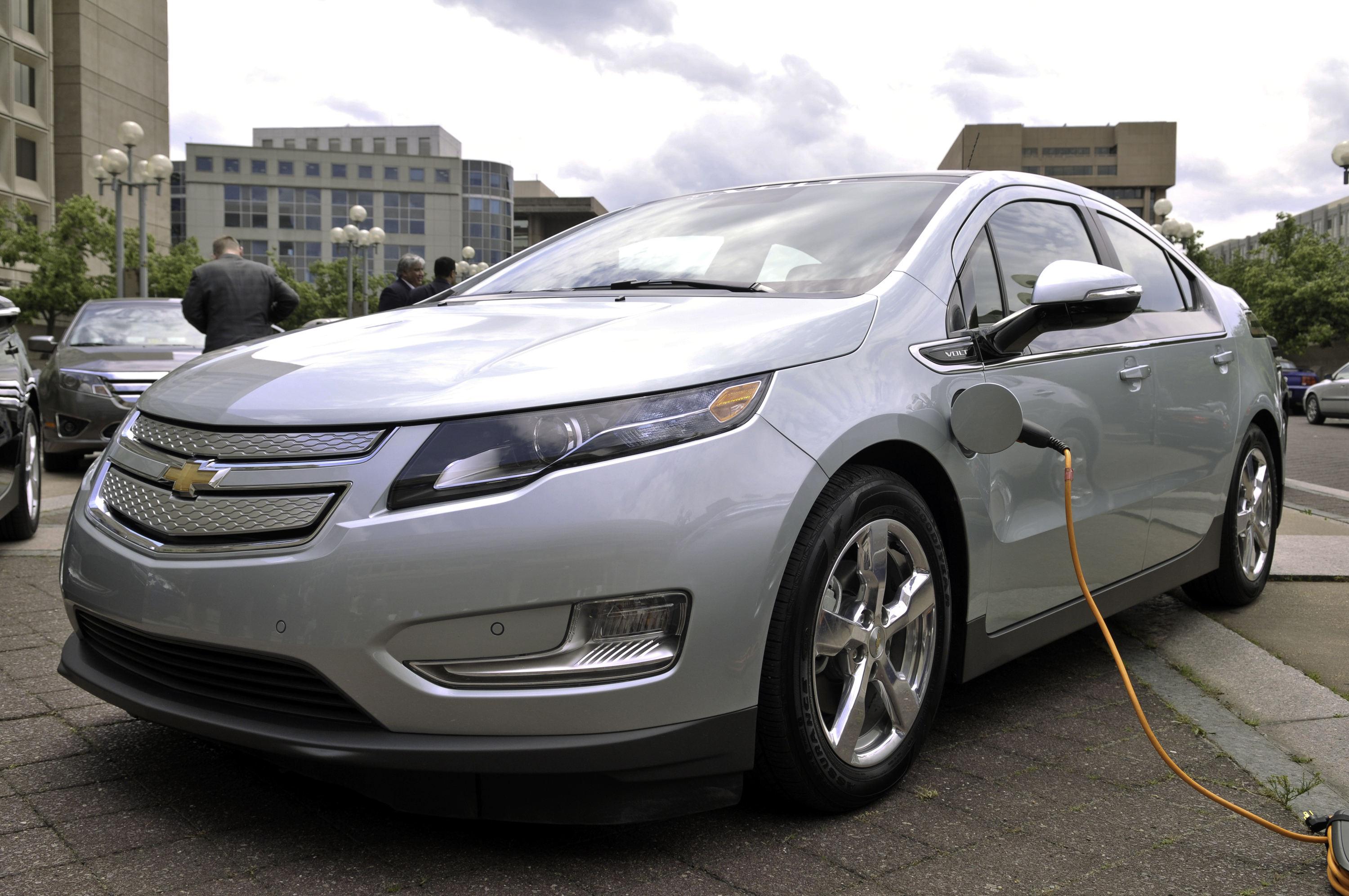
Chevrolet Volt

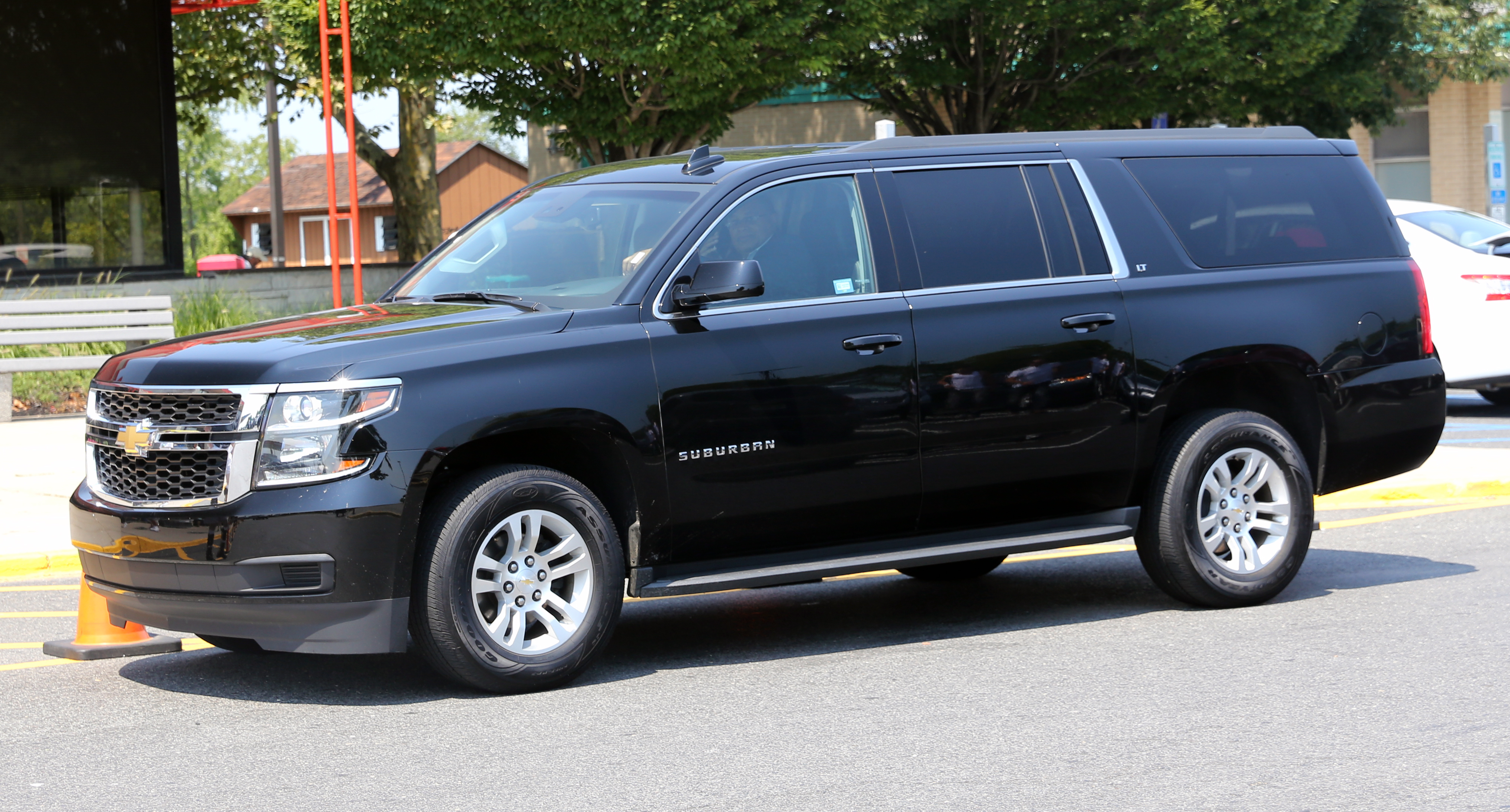
Chevrolet Suburban

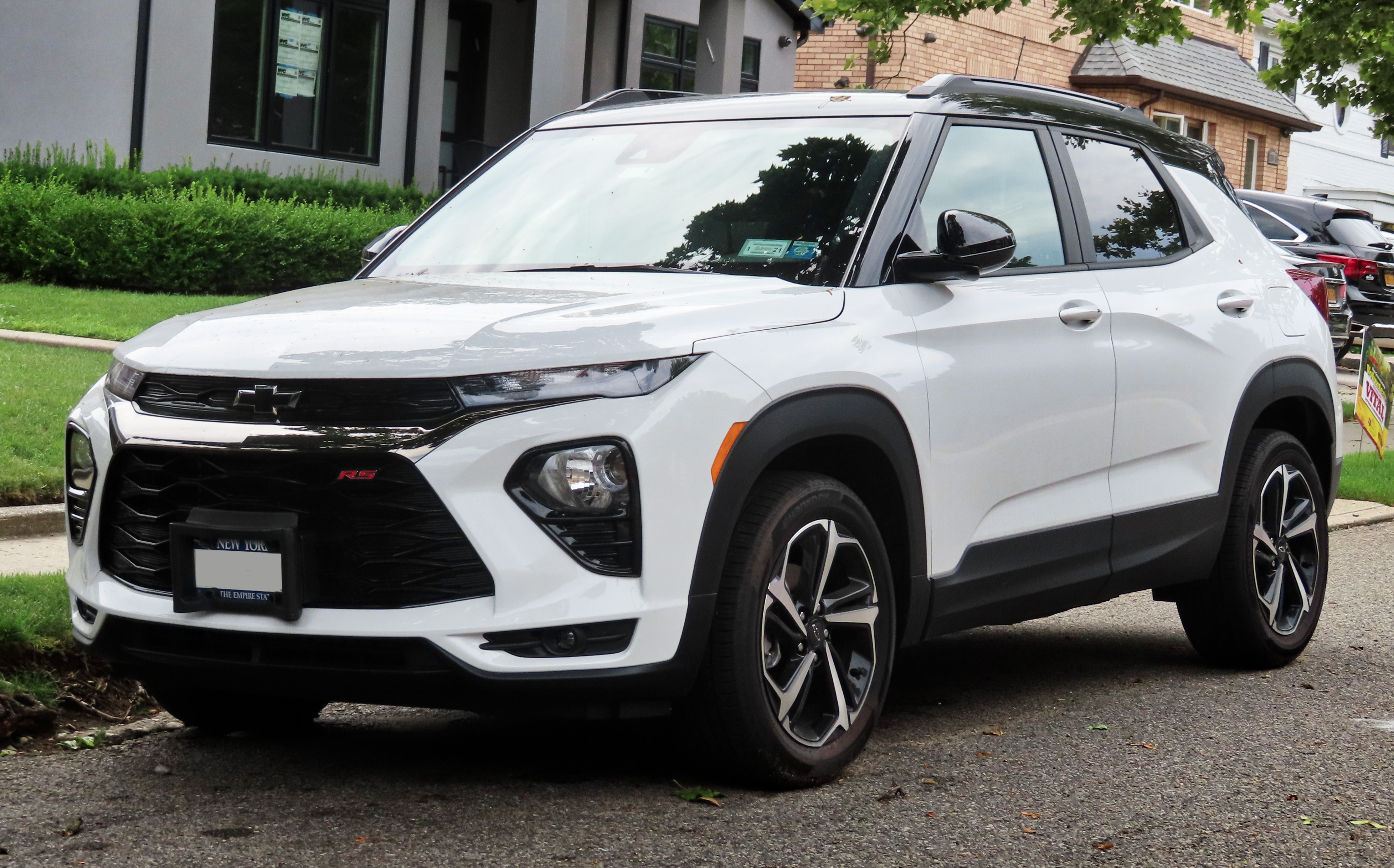
Chevrolet Trailblazer

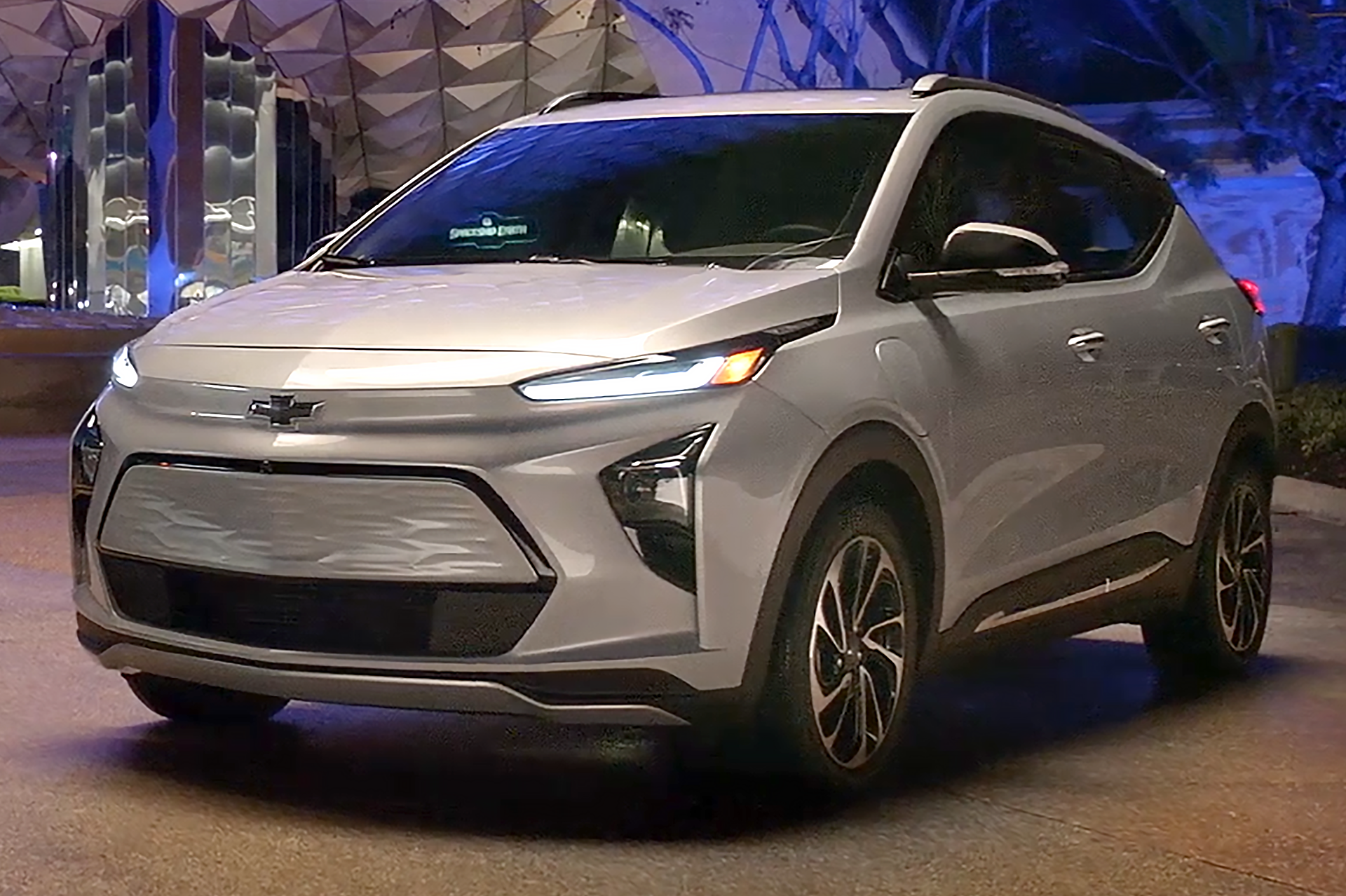
Chevrolet Bolt EUV

Stany Zjednoczone to rodzimy rynek Chevroleta, posiadając niemal identyczną ofertę modelową z sąsiednią Kanadą. Pozostaje on krajem gdzie marka jest najdłużej obecna w nieprzerwanej formie od czasu założenia w 1911 roku. W 2011 roku marka świętowała stulecie sprzedaży samochodów w Stanach Zjednoczonych. Na przestrzeni lat amerykańska oferta Chevroleta ulegała fazowym zmianom – w pierwszej połowie XX wieku oferta modelowa składała się z automobili i półotwartych samochodów o typowej dla przedwojennej motoryzacji budowie, następnie ewoluowała w latach 50. i 60. w kierunku dużych samochodów osobowych oraz pickupów.
W latach 70. samochody przyjęły bardziej zwarte, kanciaste kształty, a pod koniec lat 80. amerykański oddział Chevroleta po raz pierwszy zaczął poszerzać lokalne portfolio o modele powstałe w ramach badge engineering – jak model Nova zbudowany we współpracy z Toyotą. Na przełomie lat 90. i 00. XXI wieku, ofertę marki poszerzyły modele importowane z Korei Południowej w ramach współpracy z ówczesnym GM-Daewoo, a także z Japonii w ramach sojuszu z Suzuki.
Przełomowym momentem okazał się listopad 2018 roku, kiedy to Mary Barra, prezeska General Motors, ogłosiła decyzję o stopniowym wycofywaniu samochodów osobowych z północnoamerykańskiej oferty marki na rzecz zwiększenia obecności SUV-ów i crossoverów. Decyzję tę motywowano spadającym popytem i zmianami upodobań amerykańskich konsumentów. Decyzja ta była kolejną tego typu, jaką pół roku wcześniej ogłosił amerykański oddział Forda i wywołała kontrowersje.
W 2019 roku Chevrolet opuścił na rodzimym rynku segment samochodów kompaktowych po raz pierwszy od momentu debiutu Corvaira w 1959 roku, kończąc w lutym 2019 roku produkcję modelu Volt, w czerwcu – Cruze. W lutym 2020 roku z taśm w Hamtramck zjechała ostatnia sztuka obecnego na rynku ponad 50 lat modelu Impala, z kolei w lipcu tego samego roku producent kontynuował politykę wycofywania się z kolejnych segmentów klasycznych samochodów osobowych poprzez zakończenie produkcji miejskiego Sonika.
Początek lat 20. XXI wieku to okres intensywnej elektryfikacji oferty Chevroleta w Ameryce Północnej, poszerzając ją najpierw w 2021 roku o niewielkiego crossovera Bolt EUV, a w styczniu 2022 roku podczas targów CES w Las Vegas zapowiadając poszerzenie gamy o pierwsze modele oparte na modułowej architekturze Ultium. W ten sposób w 2023 do sprzedaży trafi crossover Equinox EV i pickup Silverado EV.

### Obecnie produkowane

#### SUV-y i crossovery
- Trailblazer
- Trax
- Equinox
- Blazer
- Traverse
- Tahoe
- Suburban

#### Samochody elektryczne
- Equinox EV
- Blazer EV
- Silverado EV
- BrightDrop

#### Pickupy
- Colorado
- Silverado
- Silverado HD

#### Samochody sportowe
- Corvette

#### Samochody dostawcze
- Express

### Historyczne
- Classic Six (1911–1914)
- Light Six (1914–1915)
- Series H (1914–1916)
- Series F (1917)
- Series 490 (1915–1922)
- Series D (1917–1918)
- Series FA (1917–1918)
- Series FB (1919–1922)
- Superior (1923–1926)
- Series M (1923)
- Series AA (1927)
- Series AB (1928)
- Series AC (1929)
- Series AD (1930)
- Series AE (1931)
- Series BA (1932)
- Eagle (1933)
- Standard Six (1933–1936)
- G/S (1937 – 1939)
- H/T (1939 – 1941)
- Master (1933–1942)
- Fleetline (1941–1942)
- AK-Series (1941–1947)
- Fleetmaster (1946–1948)
- Stylemaster (1946–1948)
- Deluxe (1941–1952)
- Advance Design (1947–1955)
- 150 (1953–1957)
- 210 (1953–1957)
- Delray (1954–1958)
- Yeoman (1957–1958)
- Task Force (1955–1959)
- Apache (1955–1959)
- Cameo (1955–1959)
- Parkwood (1959–1961)
- Lakewood (1961–1963)
- Greenbrier (1961–1965)
- Chevy II (1961–1967)
- Corvair (1960–1969)
- Townsman (1953–1972)
- Nomad (1955–1972)
- Brookwood (1958–1972)
- Kingswood (1959–1972)
- Biscayne (1957–1975)
- Chevelle (1964–1977)
- Vega (1971–1977)
- Nova (1967–1979)
- Monza (1975–1980)
- Bel Air (1950–1981)
- Malibu (1978–1983)
- Citation (1979–1984)
- Citation II (1984–1985)
- El Camino (1959–1987)
- Chevette (1975–1987)
- Nova (1984–1988)
- LUV (1972–1988)
- Spectrum (1984–1988)
- Celebrity (1981–1990)
- K5 Blazer (1969–1994)
- Sprint (1984–1994)
- Van (1964–1995)
- Sportvan (1964–1995)
- Caprice (1965–1996)
- Corsica (1987–1996)
- Beretta (1987–1996)
- Lumina APV (1989–1996)
- Impala SS (1994–1996)
- S-10 EV (1997–1998)
- C/K (1960–2001)
- Lumina (1990–2001)
- Metro (1998–2001)
- Prizm (1998–2001)
- Camaro (1966–2002)
- S-10 (1982–2004)
- S-10 Blazer (1983–2005)
- Tracker (1989–2004)
- Venture (1997–2004)
- Cavalier (1981–2005)
- Astro (1985–2005)
- Classic (2003–2005)
- TrailBlazer EXT (2002–2006)
- SSR (2003–2006)
- Epica (2004–2006)
- Monte Carlo (1969–2007)
- Malibu MAXX (2003–2007)
- TrailBlazer (2001–2008)
- Uplander (2004–2008)
- Cobalt (2005–2010)
- Aveo (2003–2011)
- HHR (2005–2011)
- Avalanche (2001–2013)
- Orlando (2011–2014)
- Spark EV (2013–2016)
- Caprice PPV (2011–2017)
- SS (2014–2017)
- City Express (2014–2018)
- Cruze (2008–2019)
- Volt (2010–2019)
- Impala (1957–2020)
- Sonic (2011–2020)
- Spark (2012–2022)
- Bolt (2016–2023)
- Bolt EUV (2021–2023)
- Malibu (1997–2024)
- Camaro (2008–2023)

## Chevrolet w Europie

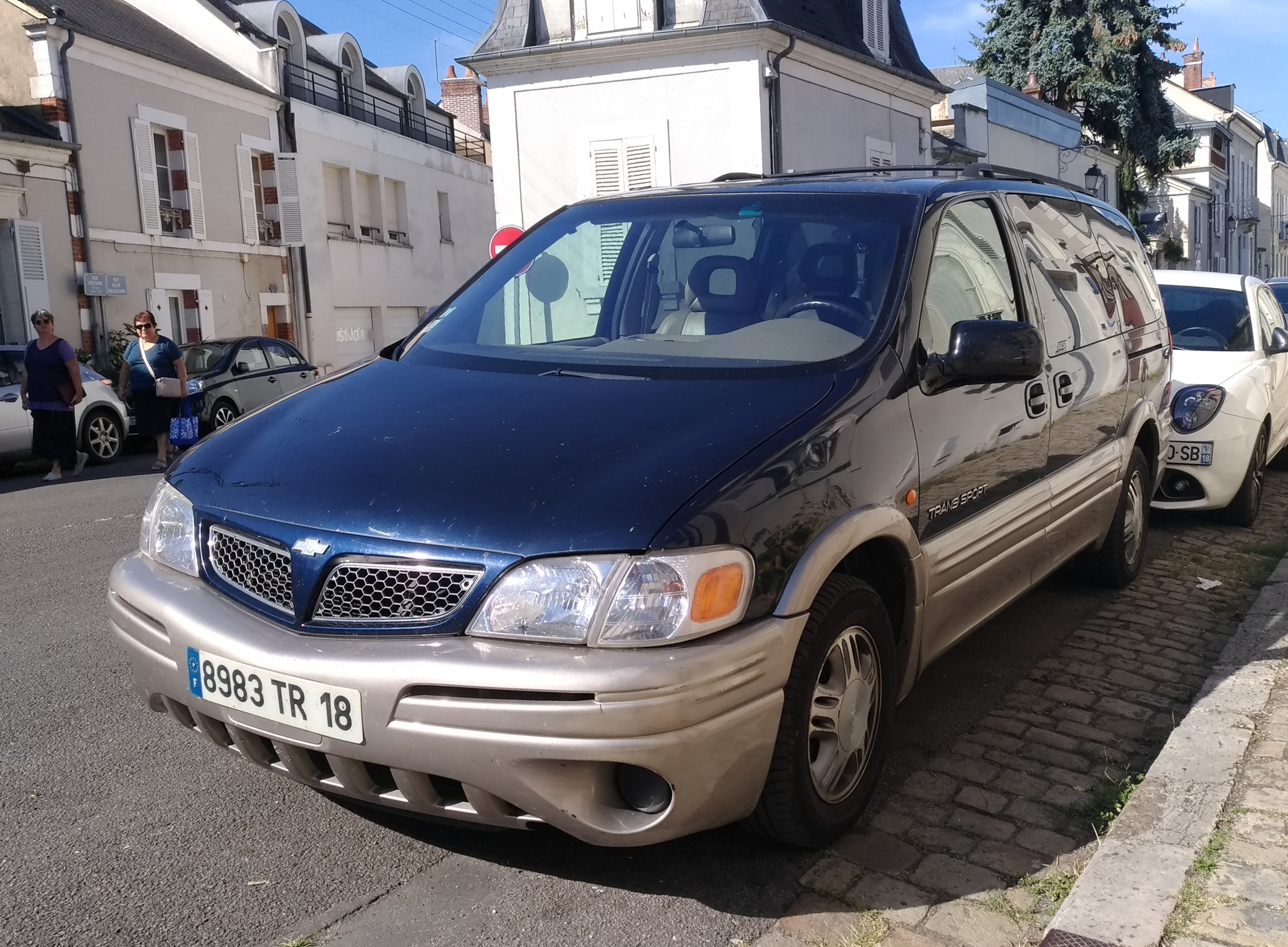
Chevrolet Trans Sport

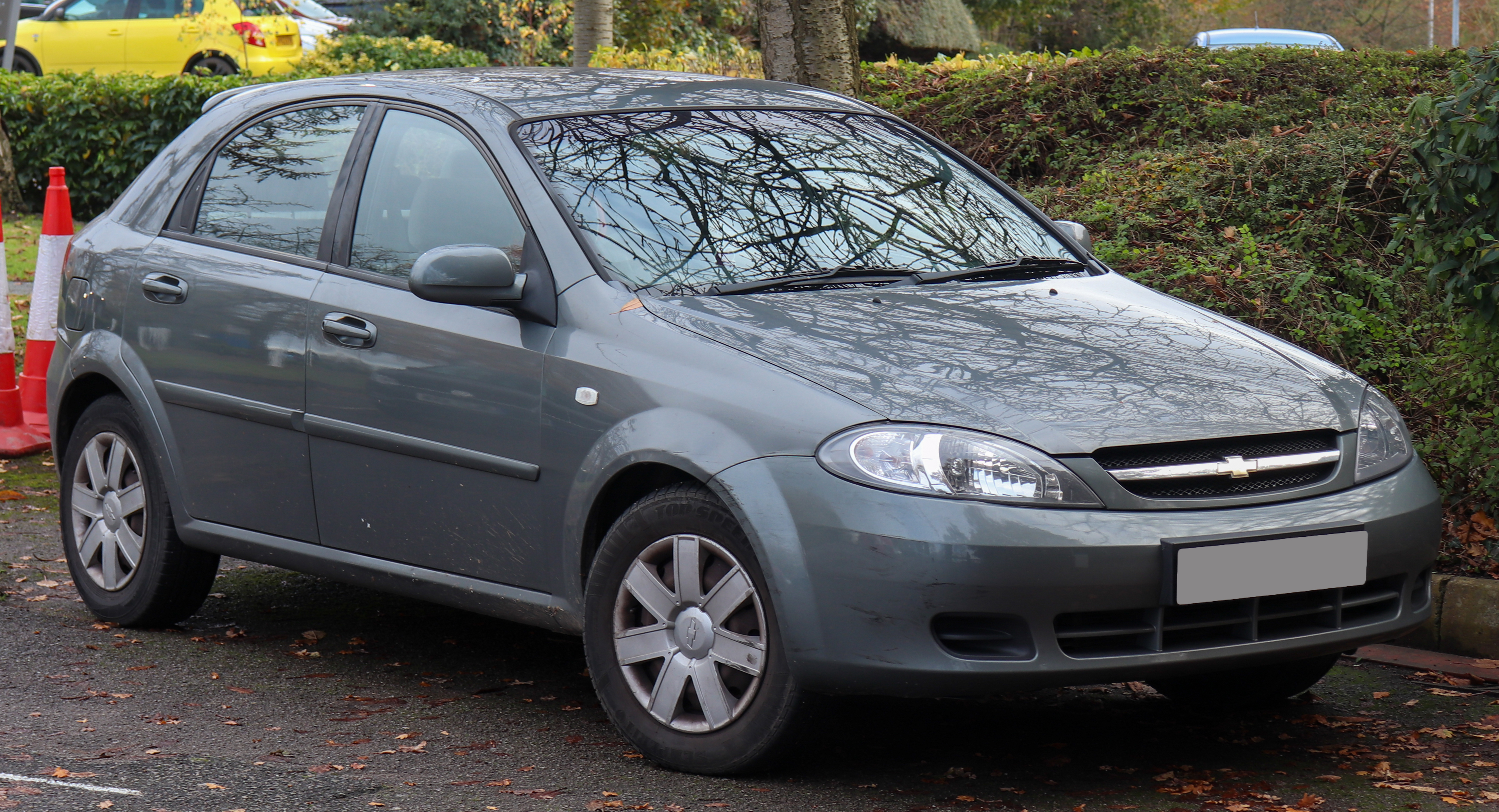
Chevrolet Lacetti

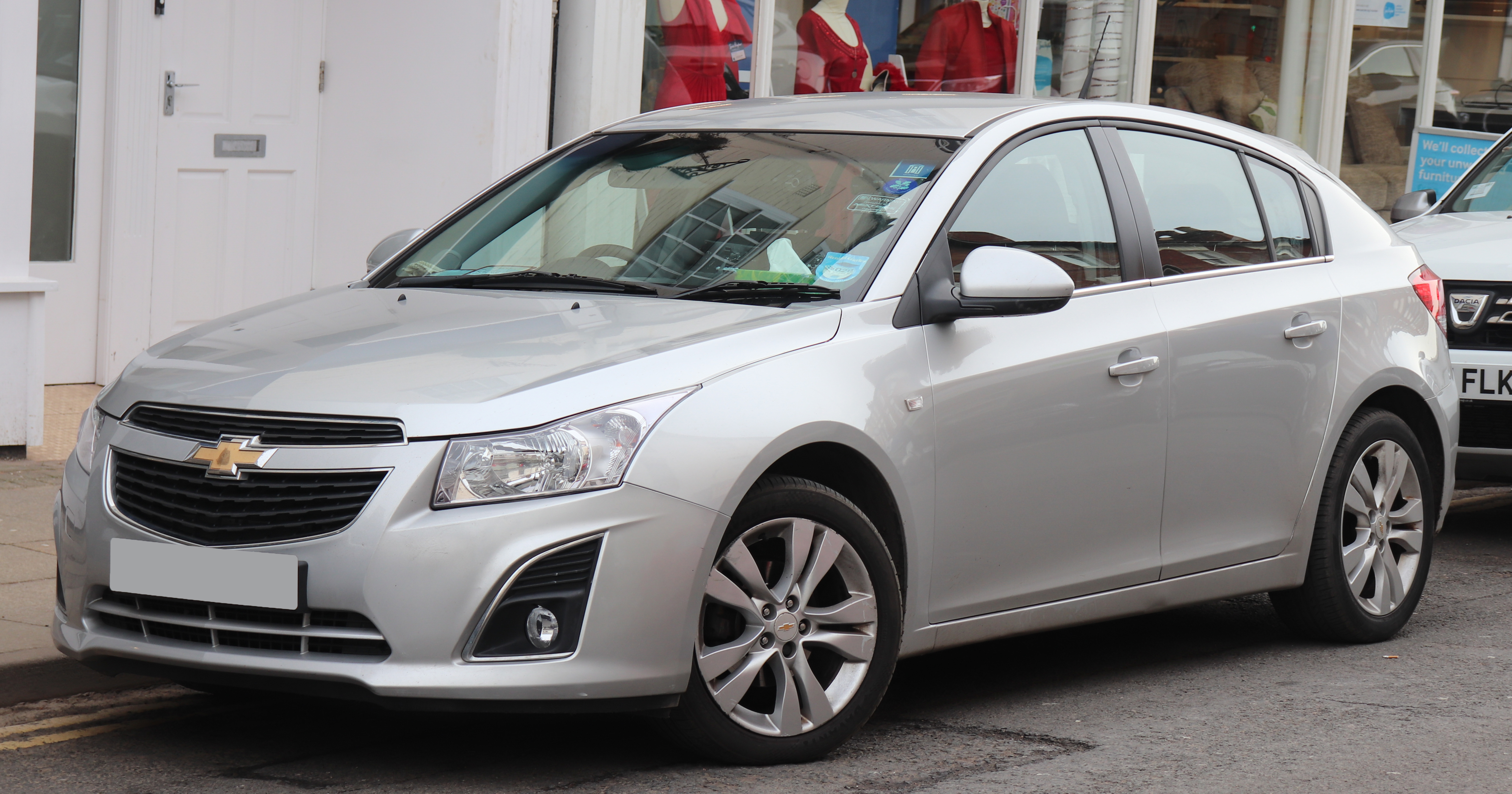
Chevrolet Cruze

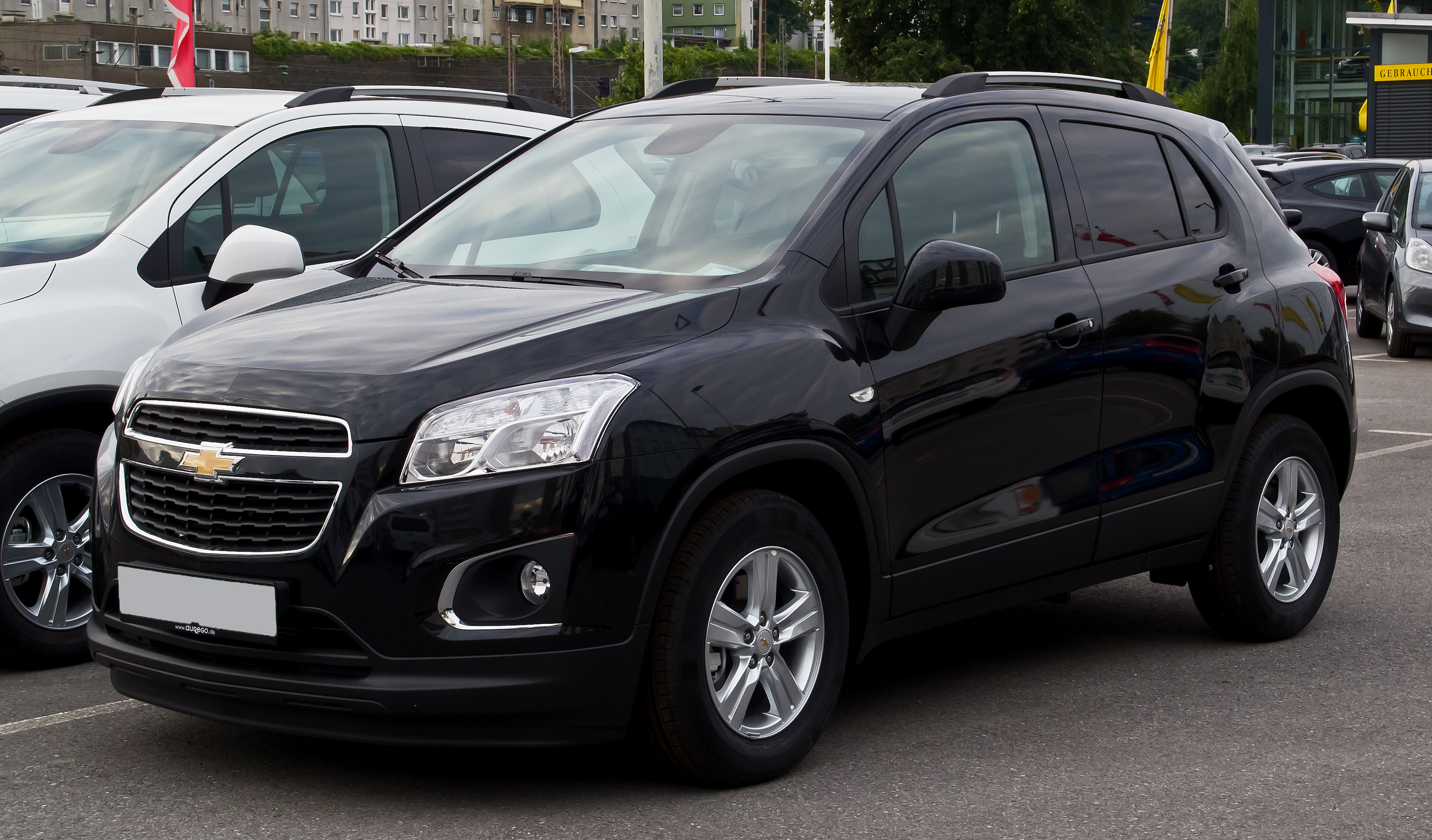
Chevrolet Trax

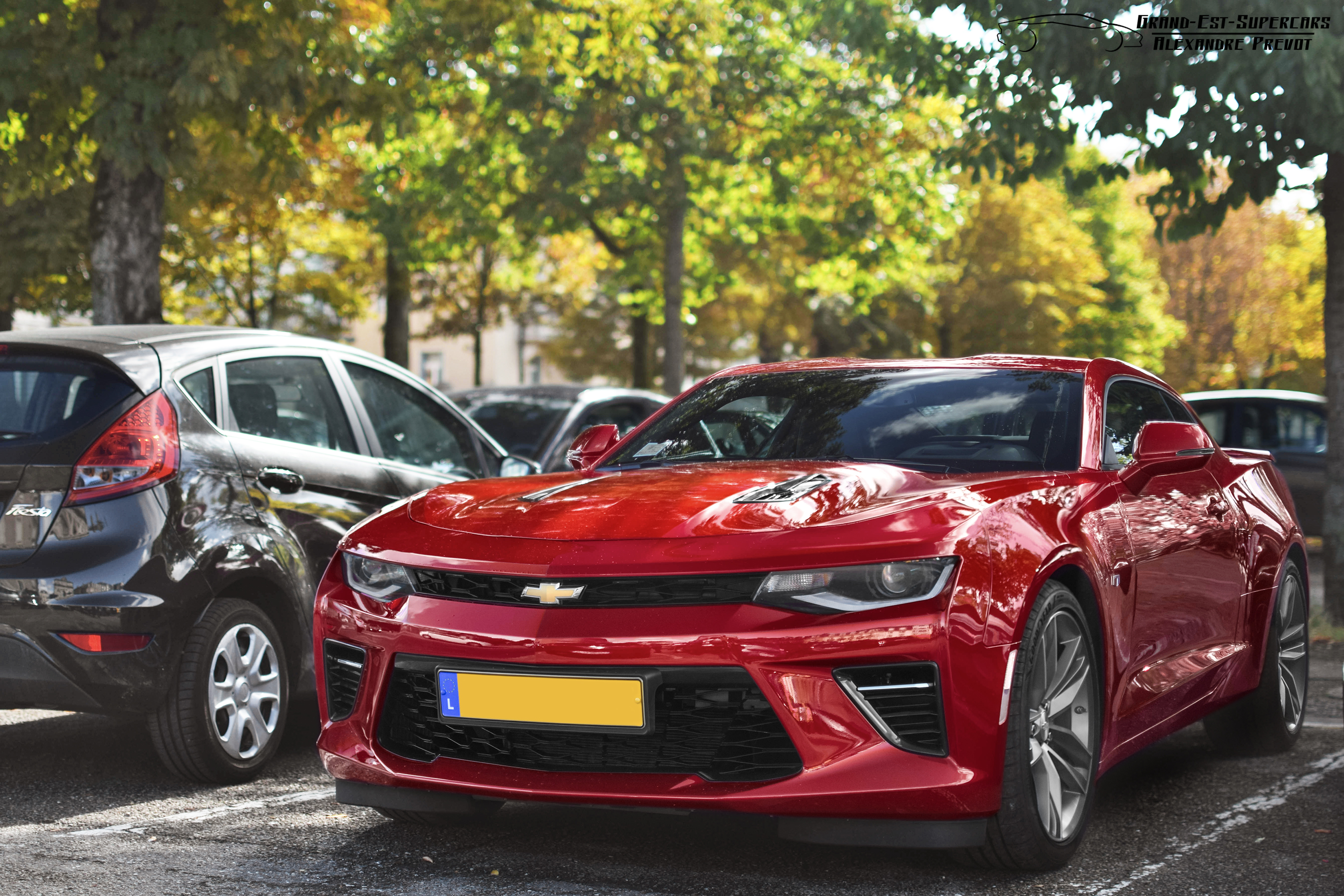
Chevrolet Camaro

Aż do lat 90. XX wieku Chevrolet nie był zainteresowany rynkiem europejskim, gdyż dostęp do tego regionu zapewniały należące wówczas do General Motors marki Opel i Vauxhall. Polityka ta uległa zmianie w 1997 roku, kiedy to podjęto decyzję o sprzedawaniu modelu Pontiac Trans Sport jako Chevrolet Trans Sport na wybranych rynkach Europy Zachodniej. W 1999 roku importowano m.in. do Francji, Belgii i Szwajcarii także model Oldsmobile Alero jako Chevrolet Alero.
W 2004 roku z powodu bankructwa koreańskiego Daewoo, General Motors podjęło decyzję o przemianowaniu całej dotychczasowej oferty firmy na Chevrolety. Tym samym, marka ta po raz pierwszy w historii otworzyła oficjalne, ogólnoeuropejskie przedstawicielstwo. Chevrolet był pozycjonowany jako tańsza alternatywa dla Opla (Vauxhalla w Wielkiej Brytanii). W kolejnych latach Chevrolet sprzedawał w Europie kolejne generacje konstrukcji opracowanych przez biuro w Korei Południowej. Jednakże w 2005 i 2008 roku ofertę wzbogacono o modele pochodzące z północnoamerykańskiej gamy – Corvette i HHR, które dostępne były w wybranych krajach w małoseryjnej produkcji. Z kolei w 2010 i 2012 roku do regularnej sprzedaży trafiły kolejne modele opracowane w Ameryce Północnej – Camaro i Malibu.
W grudniu 2013 roku, bez wcześniejszych zapowiedzi, General Motors ogłosiło likwidację europejskiego oddziału Chevroleta i całkowite wycofanie tej marki z regionu, z wyjątkiem Rosji i Ukrainy. Argumentem było wytwarzanie zbyt dużej wewnętrznej konkurencji dla Opla. Początkowo Chevrolet miał wygasić swoją sieć dealerską do końca 2015 roku, jednak proces ten przeprowadzono już w połowie 2014 roku. Niezależnie od tej decyzji, w wybranych krajach europejskich oferowano przez niezależnych dealerów modele Camaro i Corvette, jednak i te modele zniknęły z rynku pod koniec 2019 roku, oznaczając całkowite wycofanie Chevroleta ze sprzedaży w Europie.

### Historyczne
- Alero (1999–2001)
- Blazer (1997–2004)
- Trans Sport (1997–2004)
- TrailBlazer (1999–2004)
- Evanda (2004–2006)
- Kalos (2004–2006)
- Rezzo (2004–2008)
- Tacuma (2004–2008)
- Lacetti (2004–2009)
- Matiz (2004–2009)
- Nubira (2004–2009)
- HHR (2009–2010)
- Epica (2006–2011)
- Aveo (2005–2014)
- Spark (2005–2014)
- Captiva (2006–2014)
- Cruze (2008–2014)
- Volt (2011–2014)
- Orlando (2011–2014)
- Malibu (2011–2014)
- Trax (2012–2014)
- Corvette (2005–2019)
- Camaro (2008–2019)

## Chevrolet w Chinach

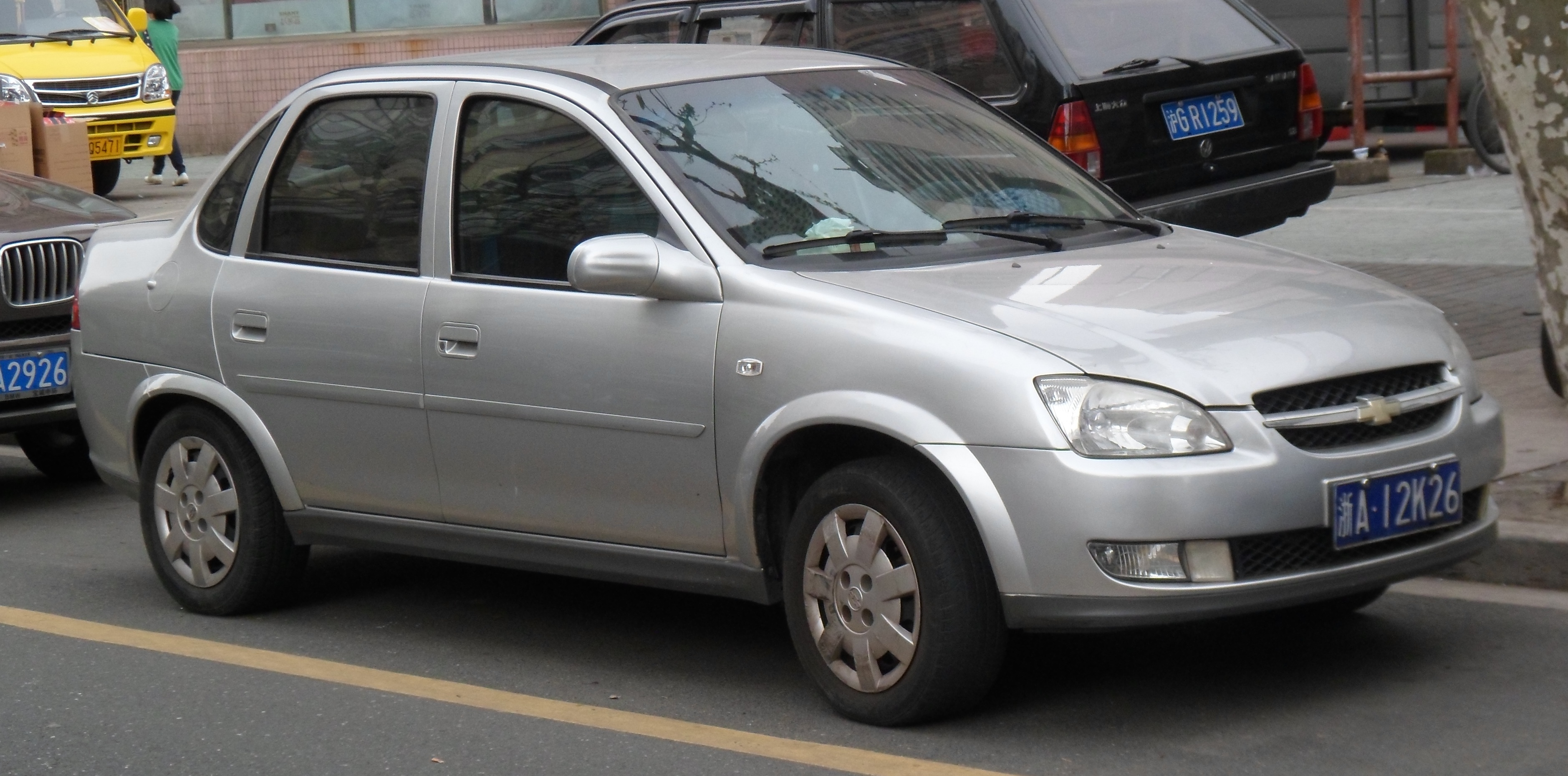
Chevrolet Sail

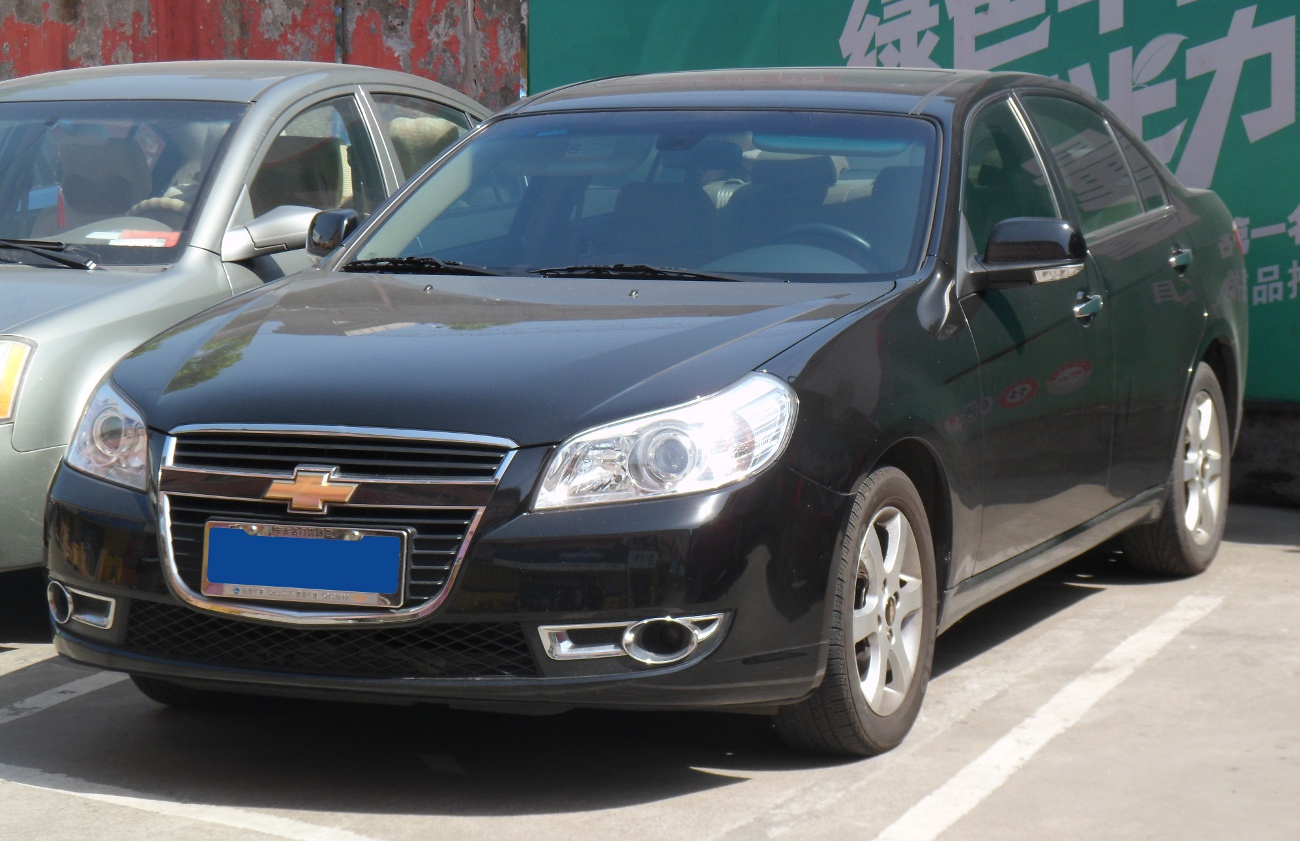
Chevrolet Epica

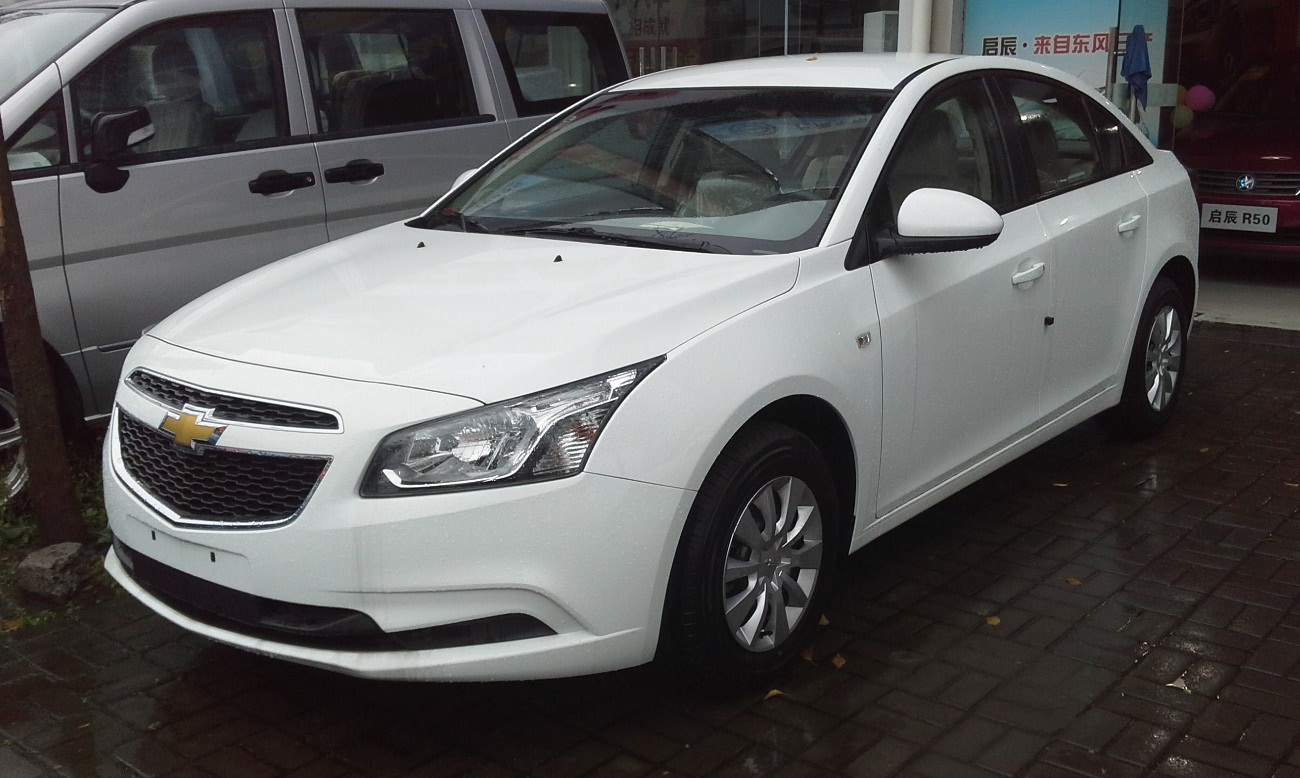
Chevrolet Cruze

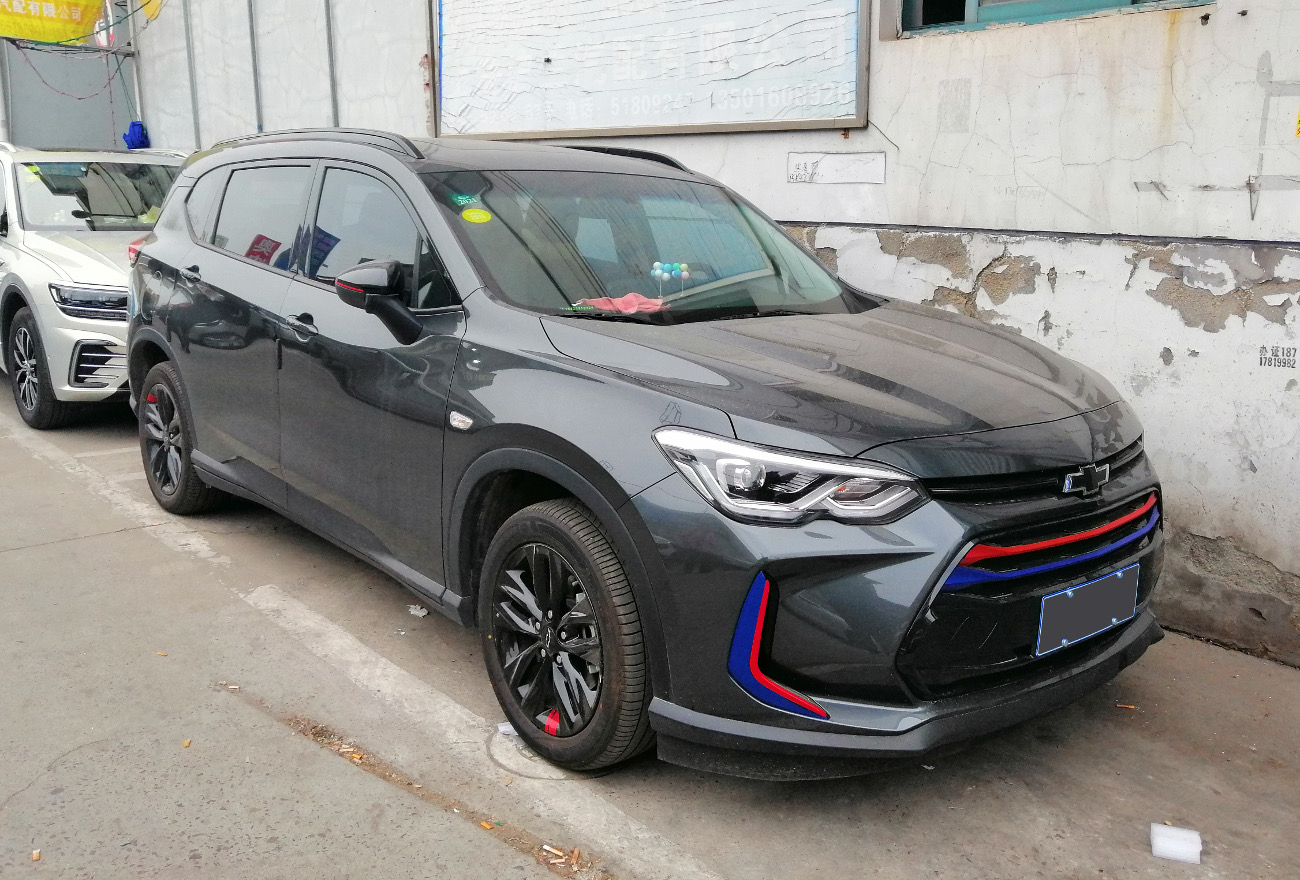
Chevrolet Orlando

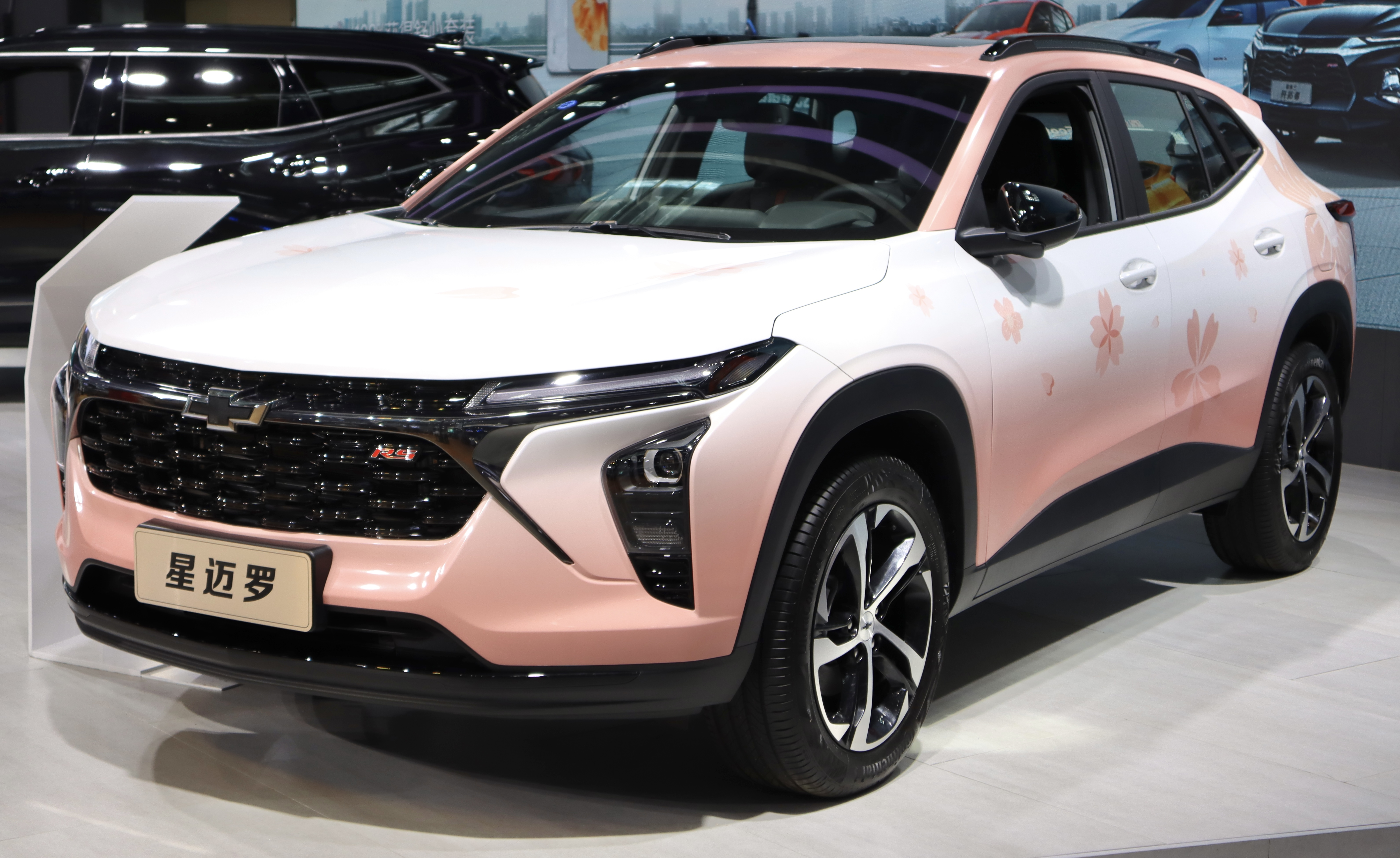
Chevrolet Seeker

General Motors rozpoczęło oficjalną działalność w Chinach w 1997 roku, tworząc spółkę GM Shanghai. W pierwszej kolejności na rynek trafiła marka Buick, a Chevrolet otworzył oficjalne chińskie przedstawicielstwo 7 lat później, w 2004 roku. Od tego czasu oferta marki była systematycznie rozbudowywana o kolejne konstrukcje, najpierw opracowane przez południowokoreański oddział GM i produkowane w większości w Chinach. Od drugiej dekady XXI wieku lokalne portfolio było stopniowo poszerzane przez modele zbudowane specjalnie z myślą o Chinach, uzupełniając je o modele importowane ze Stanów Zjednoczonych. Przełom drugiej i trzeciej dekady przyniósł z kolei sukcesywnie redukowanie gamy modelowej, wycofując się z miejskich samochodów, a następnie także minivanów i segmentu modeli sportowych. Rok 2022 firma zamknęła z rekordową stratą, oddając generalnie spadek popularności produktów General Motors w Chinach.

### Obecnie produkowane

#### Samochody osobowe
- Monza
- Malibu XL

#### Samochody elektryczne
- Menlo

#### SUV-y i crossovery
- Tracker
- Seeker
- Equinox
- Equinox Plus
- Blazer

#### Historyczne
- Corsica (1990–1996)
- Lumina APV (1990–1997)
- Sail S-RV (2005–2010)
- Lova (2006–2010)
- Spark (2003–2012)
- Epica (2005–2014)
- Sail (2005–2019)
- Camaro (2011–2019)
- Malibu (2013–2019)
- Trax (2013–2019)
- Lova RV (2016–2019)
- Cavalier (2016–2019)
- Cruze (2008–2020)
- Orlando (2018–2022)
- Onix (2019–2022)
- Trailblazer (2019–2022)

## Chevrolet w Ameryce Łacińskiej

### Meksyk

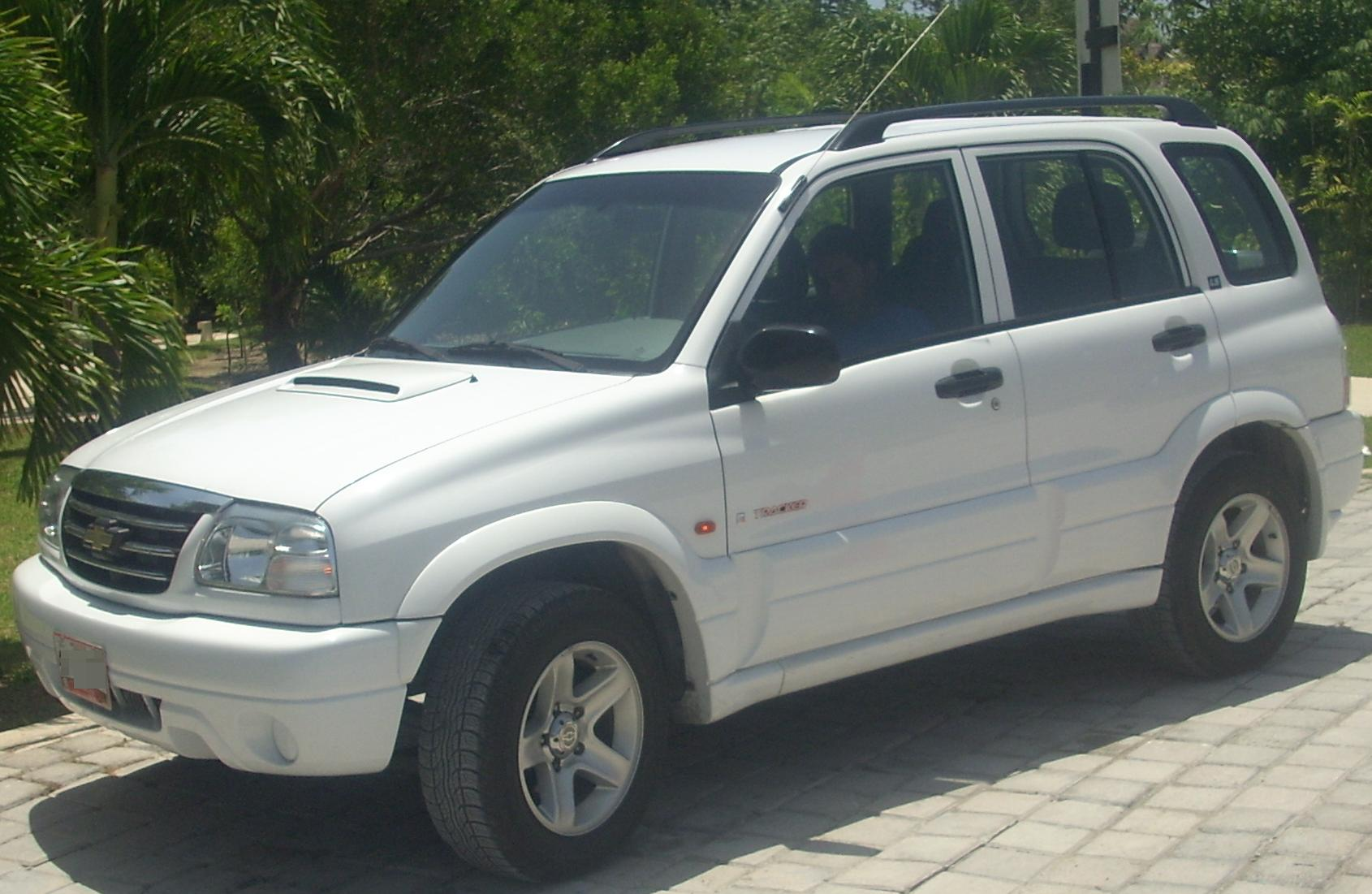
Chevrolet Grand Vitara

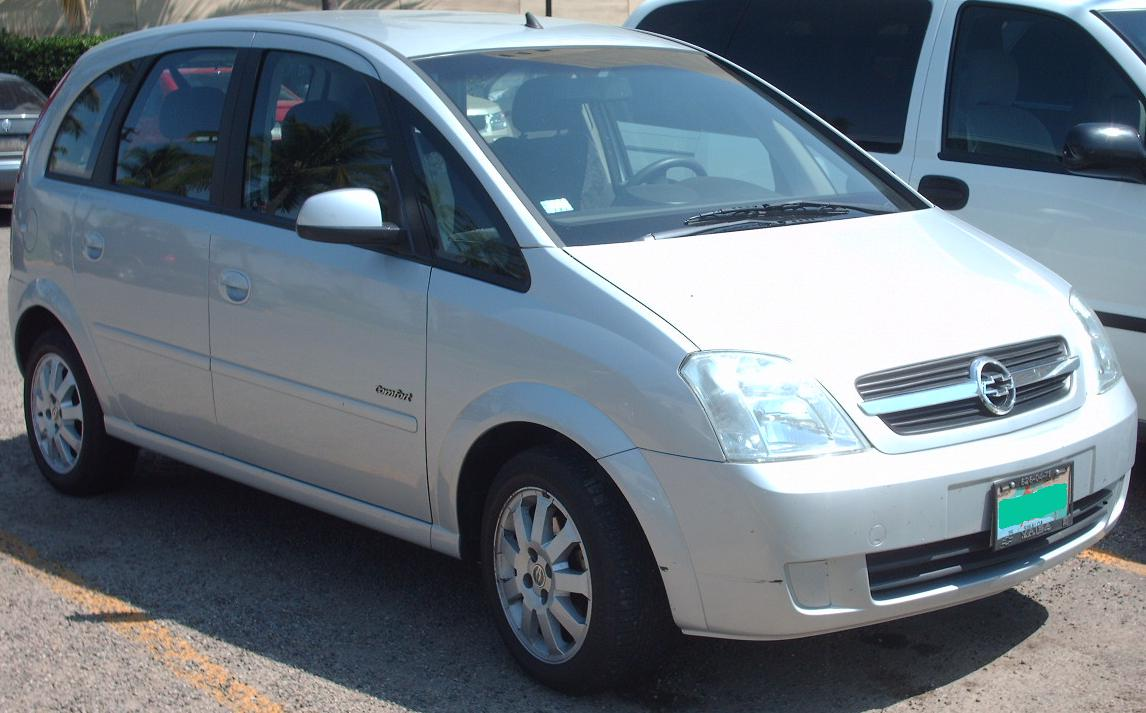
Chevrolet Meriva

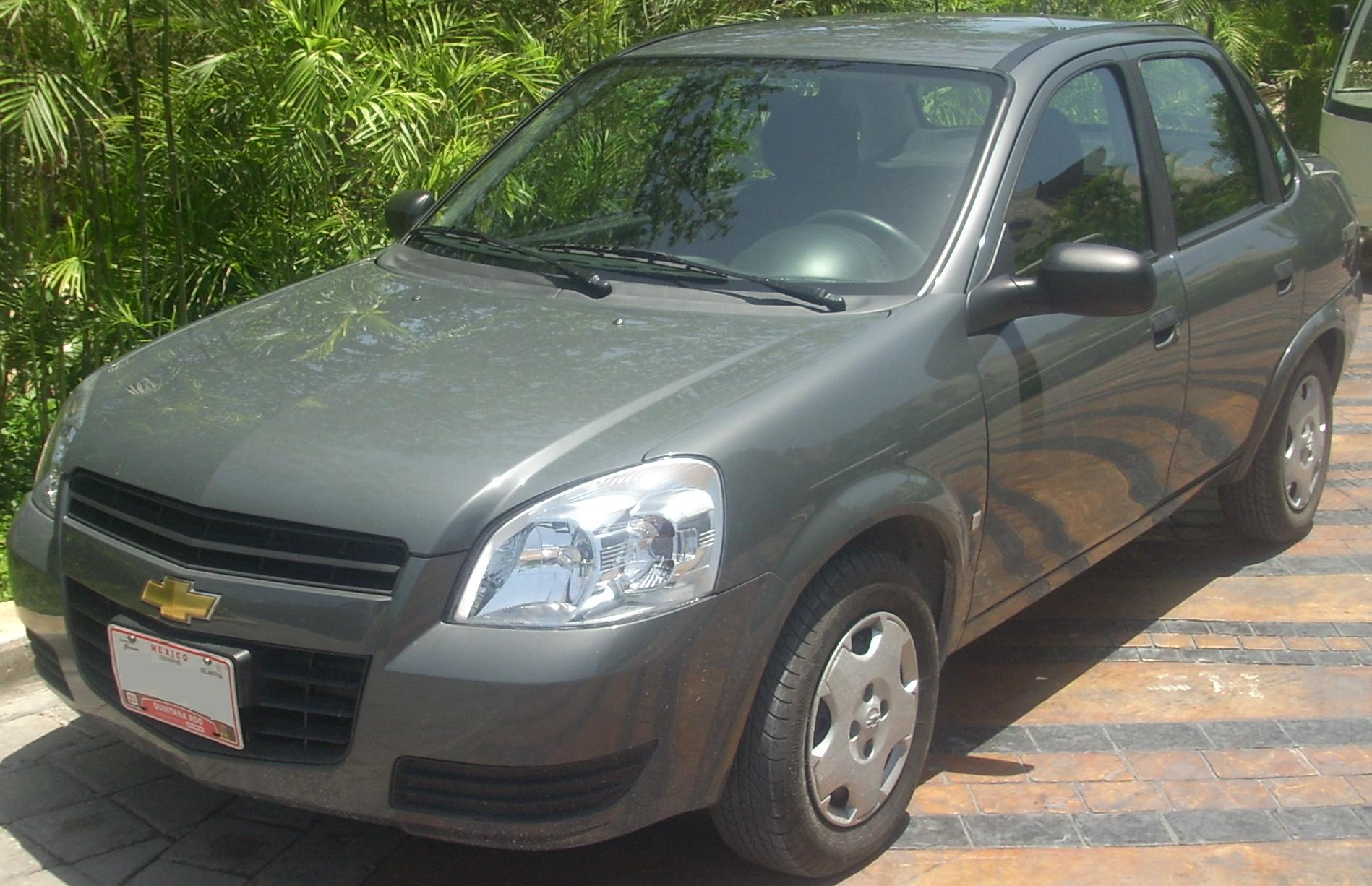
Chevrolet Chevy

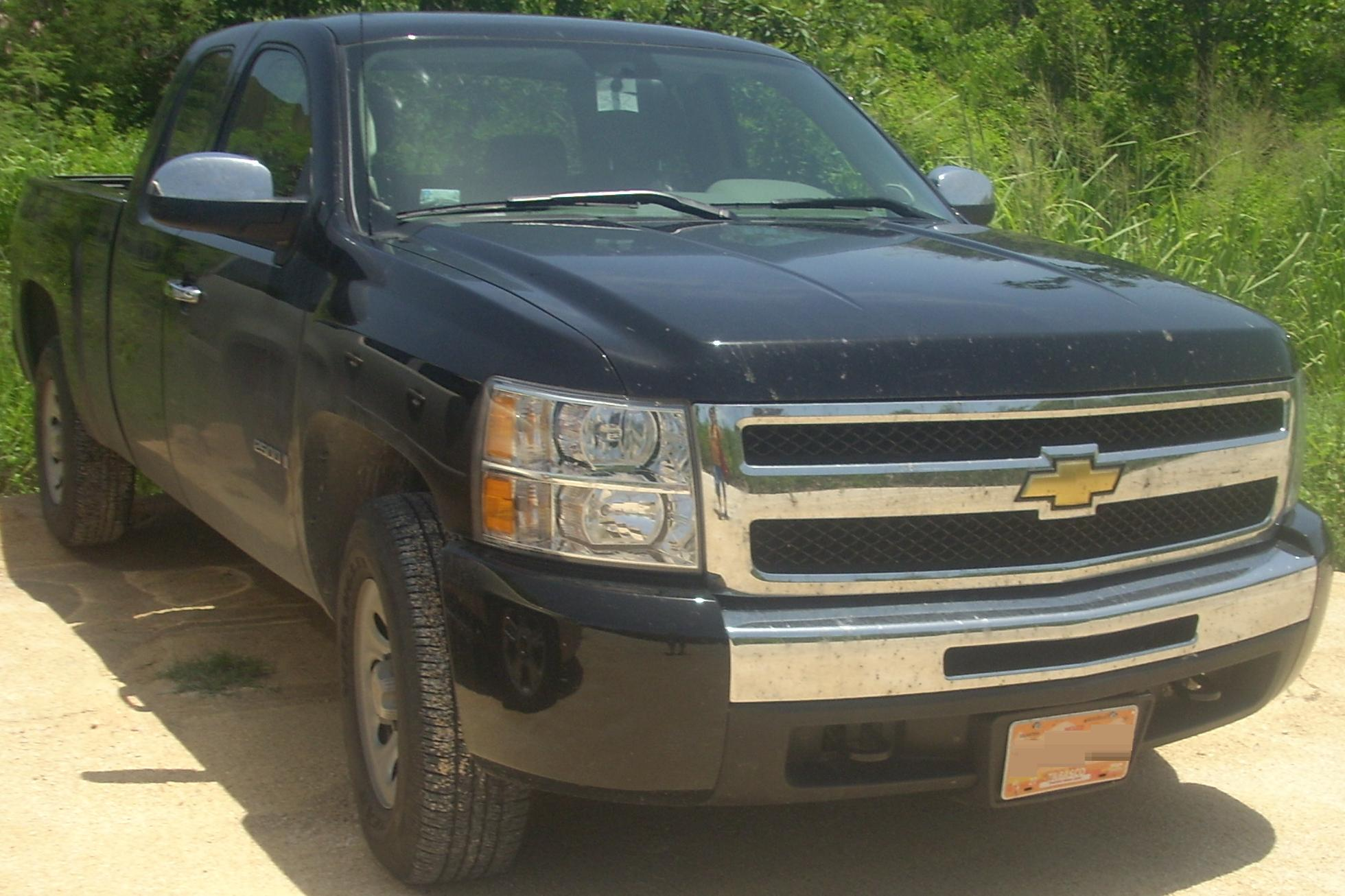
Chevrolet Cheyenne

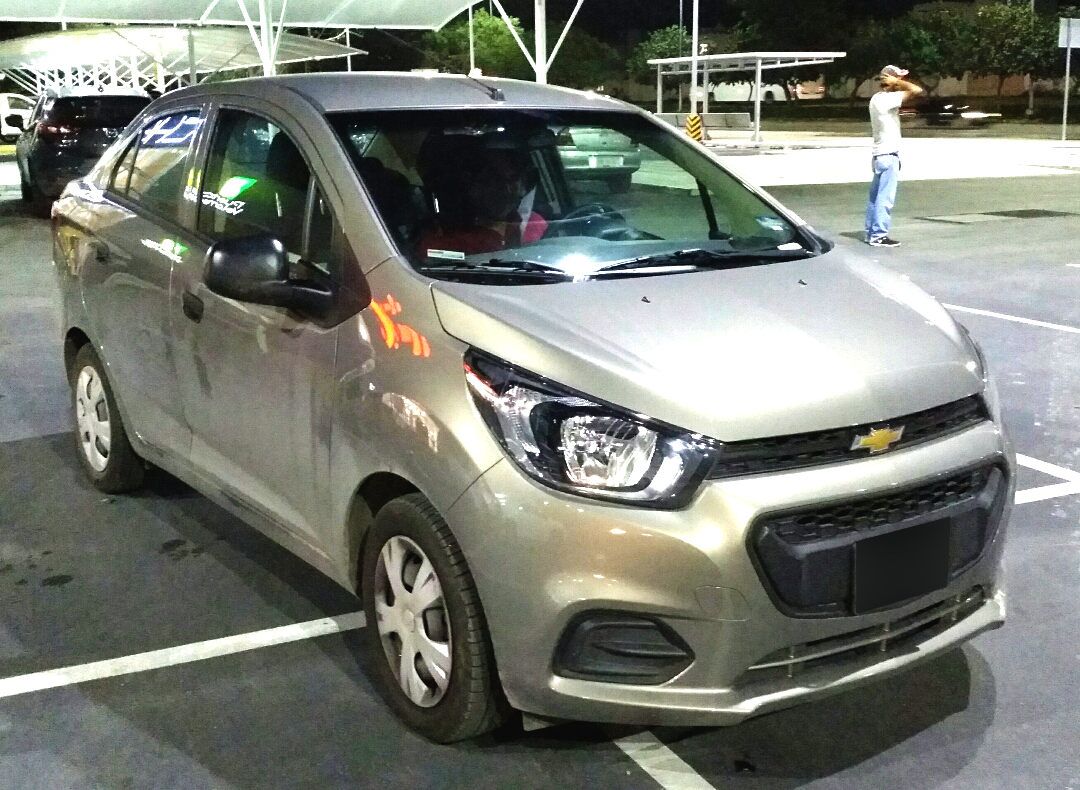
Chevrolet Beat Notchback

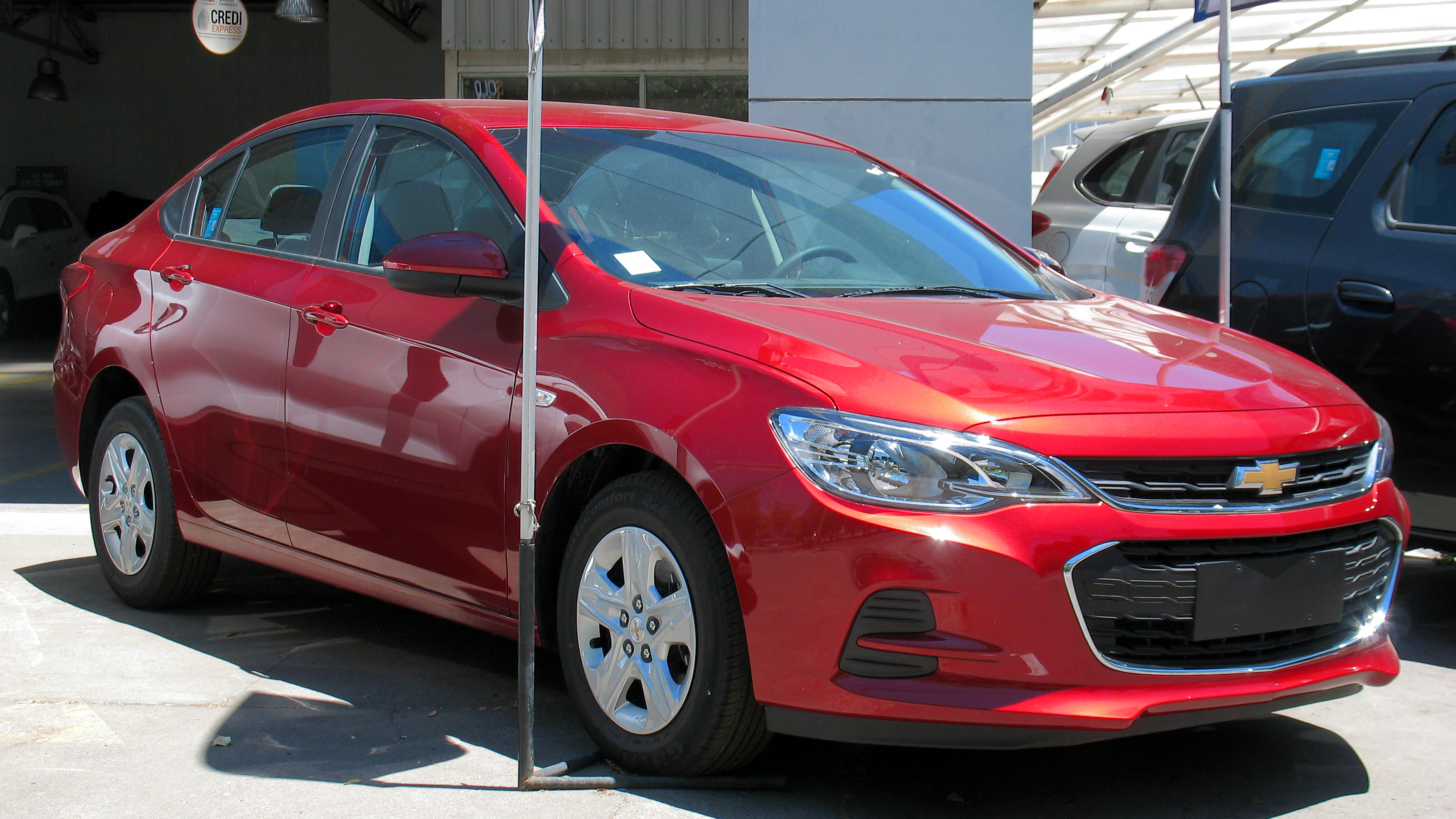
Chevrolet Cavalier

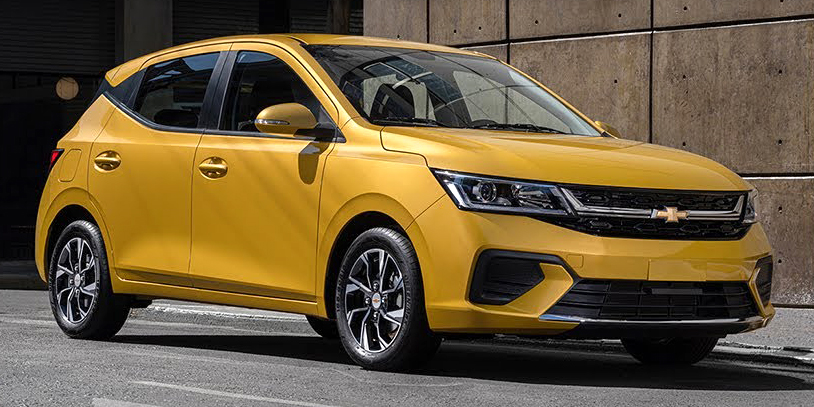
Chevrolet Aveo

Meksykańska oferta Chevroleta w istotnym stopniu odróżnia się od tej na pozostałych dużych rynkach Ameryki Północnej. Na przestrzeni lat tworzyły ją dwie części składowe – duże modele identyczne do oferty w Stanach Zjednoczonych oraz mniejsze pojazdy osobowe, głównie z importu. W przeszłości ofertę uzupełniały pojazdy Opla, które ze znaczkiem Chevroleta importowano z Brazylii i Argentyny, następnie wyparły je konstrukcje koreańskie, a w drugiej połowie drugiej dekady XXI wieku pojawiły się także konstrukcje importowane z Chin.

#### Samochody osobowe
- Aveo
- Onix
- Cavalier Turbo

#### SUV-y i crossovery
- Groove
- Trax
- Captiva
- Blazer
- Traverse
- Tahoe
- Suburban

#### Pickupy
- Montana
- S10 Max
- Colorado
- Cheyenne
- Silverado

#### Samochody sportowe
- Camaro
- Corvette

#### Samochody dostawcze
- Tornado Van
- Express Max
- Express

#### Historyczne
- Grand Vitara (1998–2005)
- Sonora (2000–2006)
- Vectra (1993–2008)
- Astra (2001–2008)
- Corsa (2002–2008)
- Uplander (2004–2008)
- Equinox (2004–2008)
- Epica (2007–2008)
- HHR (2006–2009)
- Optra (2006–2009)
- Equinox (2009–2010)
- Chevy (1995–2012)
- Avalanche (2001–2013)
- Captiva (2007–2017)
- Volt (2010–2019)
- Tornado (2003–2020)
- Spark (2009–2021)
- Equinox (2015–2021)
- Cavalier (2017–2021)
- Beat (2017–2021)
- Beat Notchback (2017–2021)
- Bolt (2017–2023)
- Bolt EUV (2021–2023)

### Brazylia

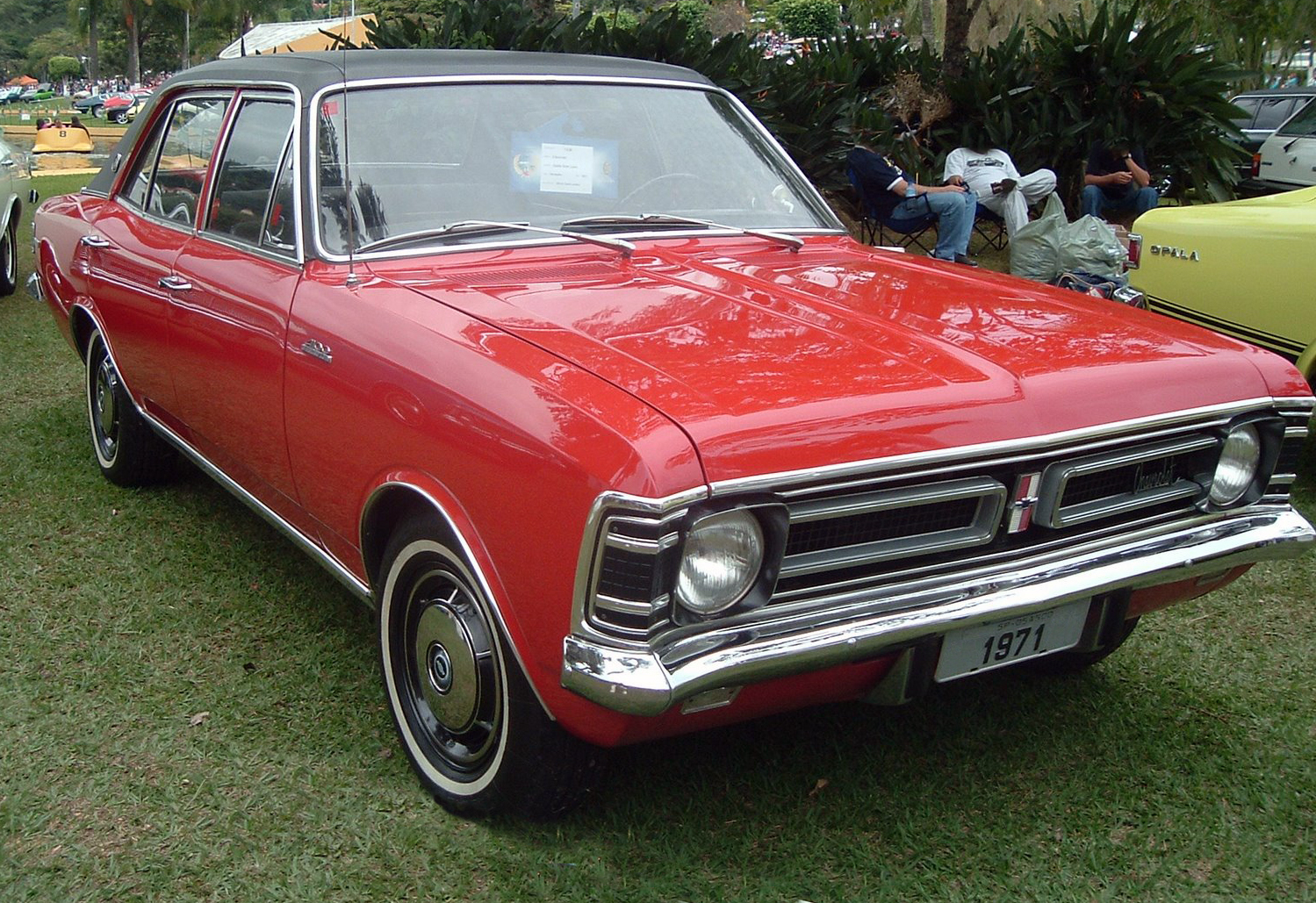
Chevrolet Opala

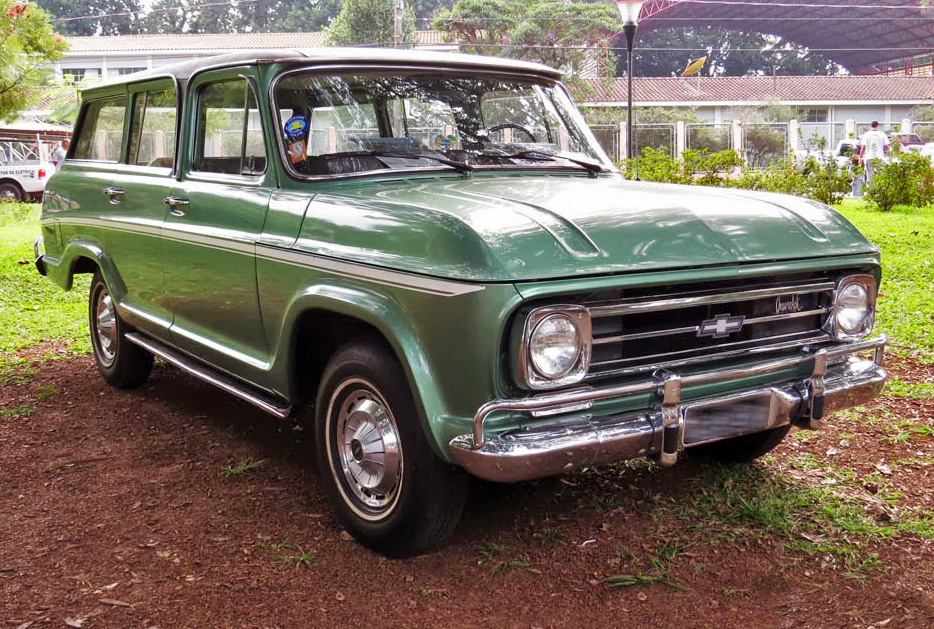
Chevrolet Veraneio

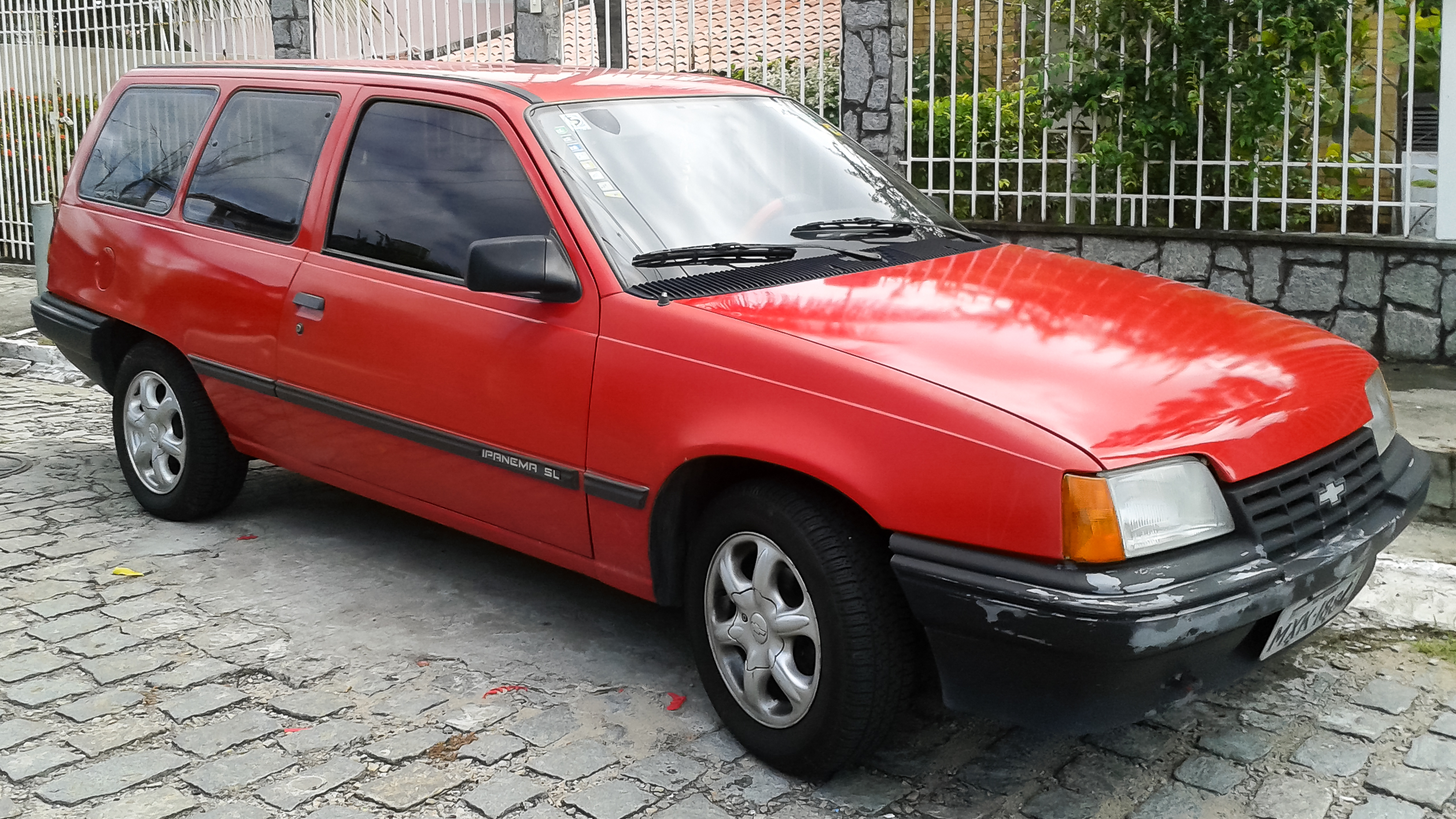
Chevrolet Ipanema

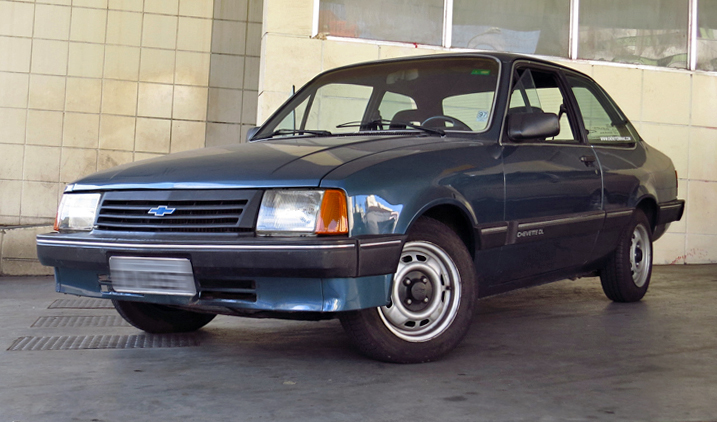
Chevrolet Chevette

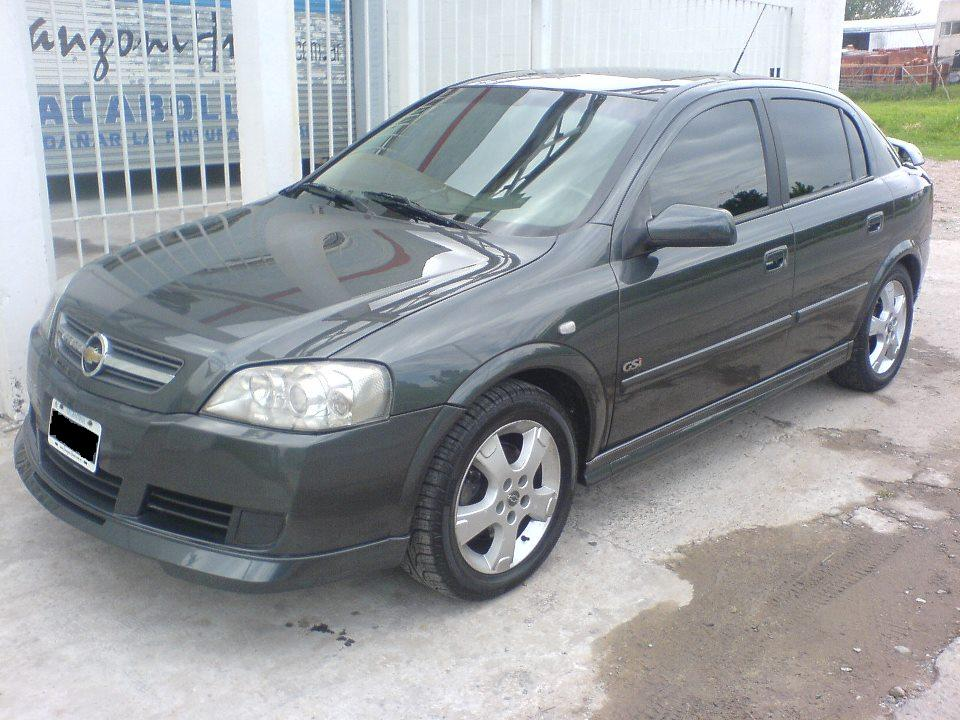
Chevrolet Astra

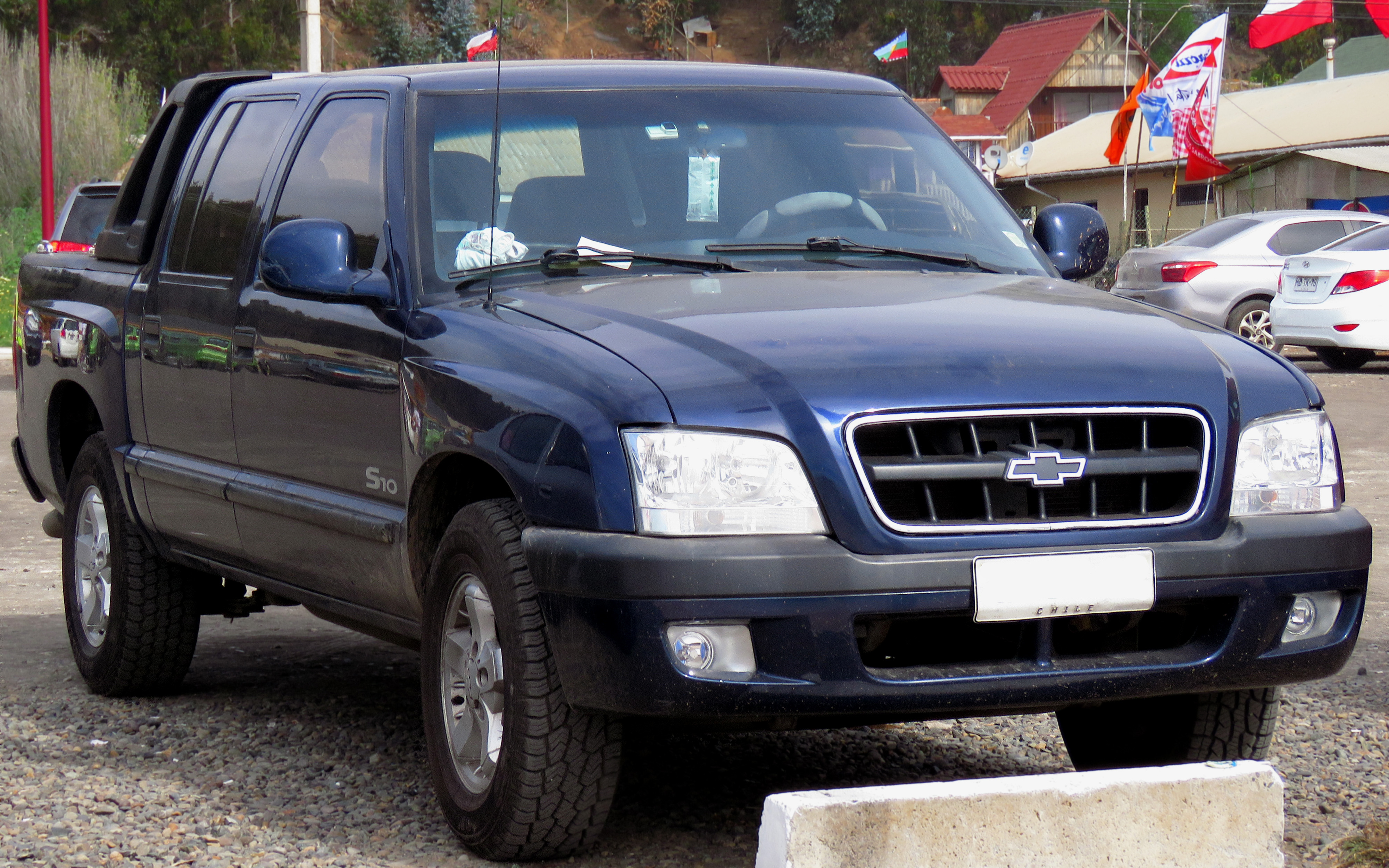
Chevrolet S-10

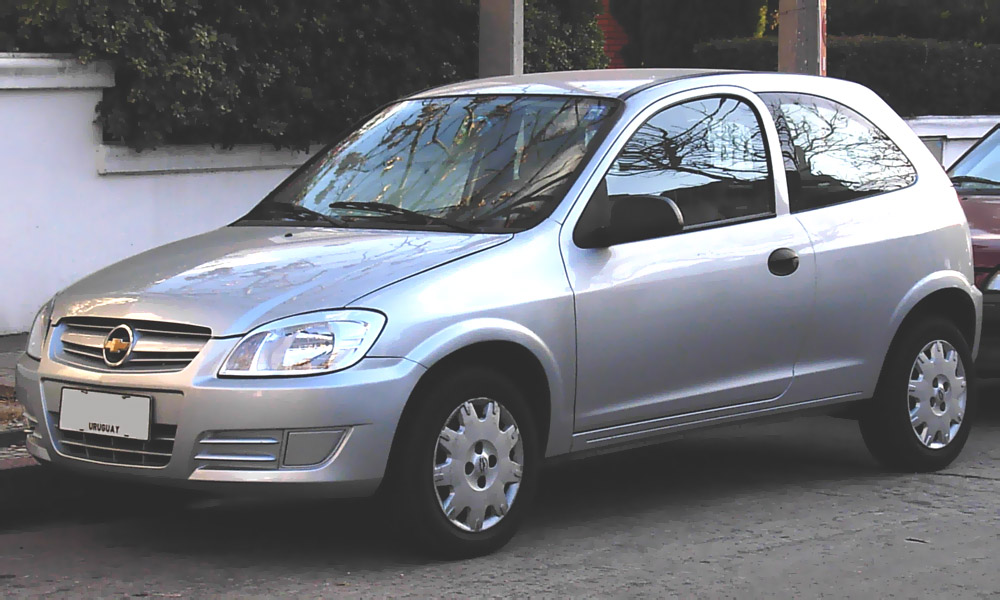
Chevrolet Celta

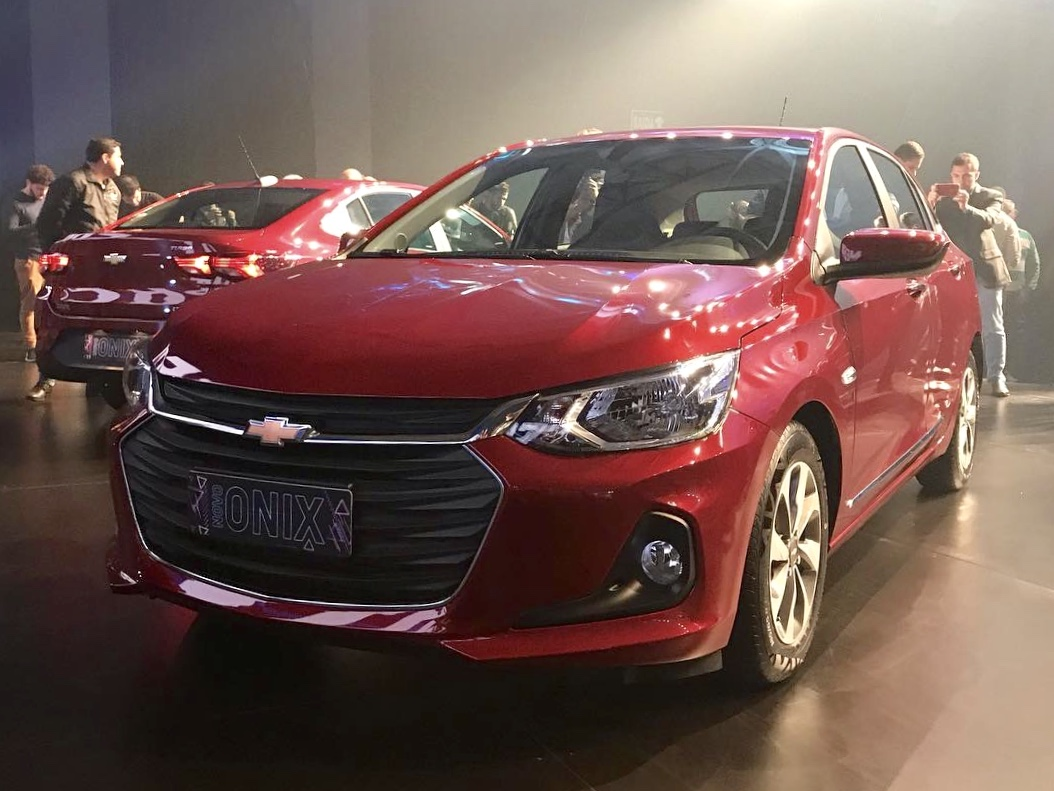
Chevrolet Onix Plus

Brazylijski oddział Chevroleta, wraz z pokrewnym ulokowanym w sąsiedniej Argentynie, jest trzecim najdłużej istniejącym tuż po kolumbijskim i amerykańskim – marka rozpoczęła tutaj działalność pod koniec lat 60. XX wieku. W początkowych latach tutejsze portfolio Chevroleta tworzyły modele importowane ze Stanów Zjednoczonych, a następnie konstrukcje opracowywane lokalnie przez brazylijskie biuro konstrukcyjne. W latach 90. ofertę Chevroleta w Brazylii i Argentynie zaczęły poszerzać modele zapożyczone z europejskiej oferty Opla, które przeważały w niej aż do drugiej dekady XXI wieku. W ich miejsce od 2010 roku zaczęto systematycznie wprowadzać koreańskie modele. Nie porzucono też prac nad lokalnymi modelami – najnowszym z nich jest model Onix z 2012 roku, przemianowany później na Joy Plus.

#### Samochody osobowe
- Onix
- Onix Plus
- Cruze

#### Minivany
- Spin

#### SUV-y i crossovery
- Tracker
- Equinox
- Trailblazer

#### Pickupy
- Montana
- S-10
- Silverado

#### Historyczne
- 400 (1962–1974)
- Chevy Malibu (1968–1982)
- C-10 (1964–1985)
- Comodoro (1975–1988)
- Marajó (1980–1989)
- Diplomata (1980–1990)
- Opala (1969–1992)
- Veraneio (1972–1994)
- Chevette (1973–1994)
- Chevy 500 (1983–1994)
- Bonanza (1989–1994)
- Lumina APV (1990–1994)
- Monza (1982–1996)
- Ipanema (1993–1996)
- D-20 (1985–1996)
- Calibra (1989–1997)
- Rodeo (1991–1998)
- Kadett (1993–1998)
- Tigra (1998–1999)
- Grand Blazer (1995–2000)
- Trafic (1980–2002)
- Space Van (1980–2002)
- Corsa Pickup (1994–2003)
- Frontera (1989–2004)
- Corsa Classic (2002–2010)
- Astra (1991–2011)
- Vectra (1993–2011)
- Vectra GT (2007–2011)
- Corsa (1994–2012)
- Blazer (1997–2012)
- Zafira (2001–2012)
- Meriva (2003–2012)
- Omega (1992–2013)
- Celta (2000–2015)
- Agile (2009–2016)
- Classic (2010–2016)
- Captiva Sport (2008–2017)
- Prisma (2006–2019)
- Cobalt (2011–2020)
- Bolt (2019–2023)
- Camaro (2008–2024)
- Joy (2019–2024)
- Joy Plus (2019–2024)

### Chile

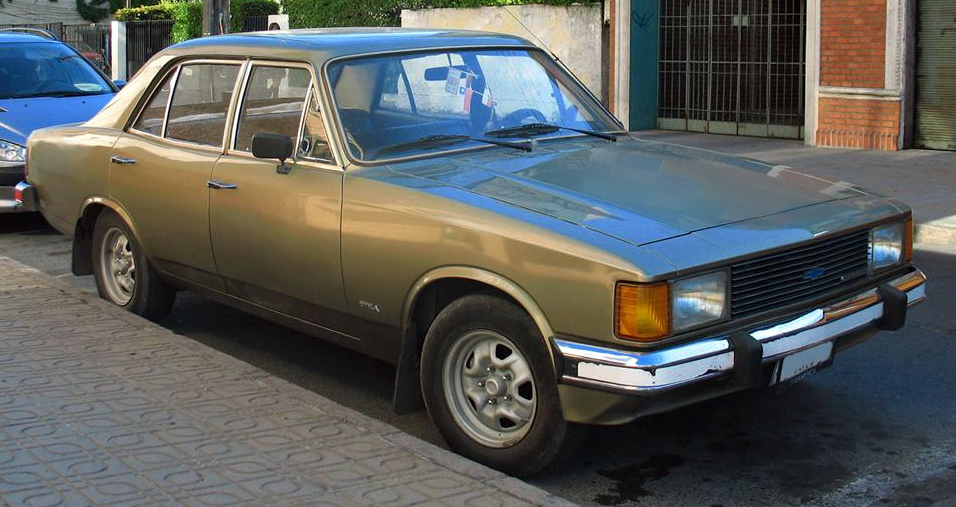
Chevrolet Opala

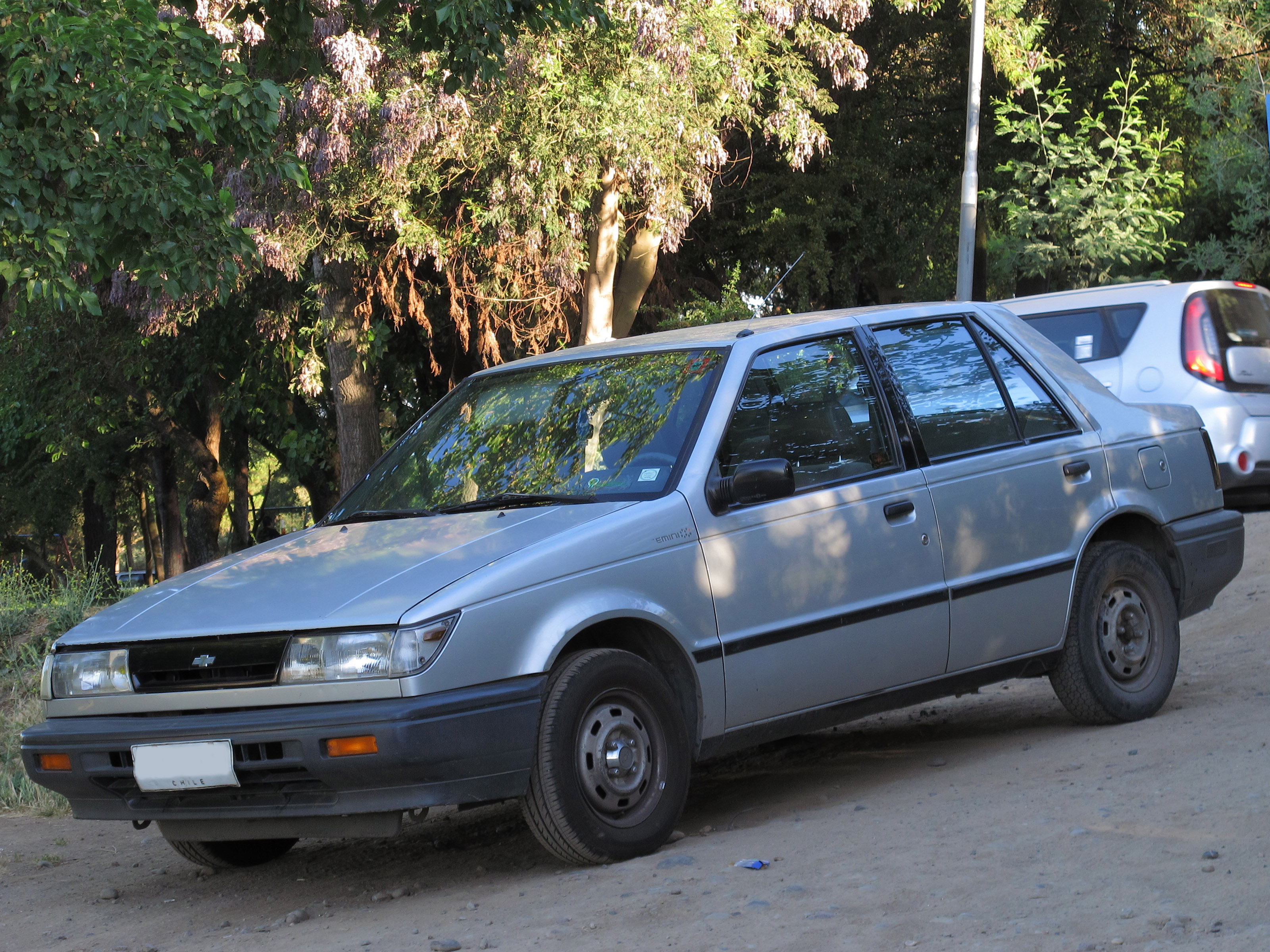
Chevrolet Gemini

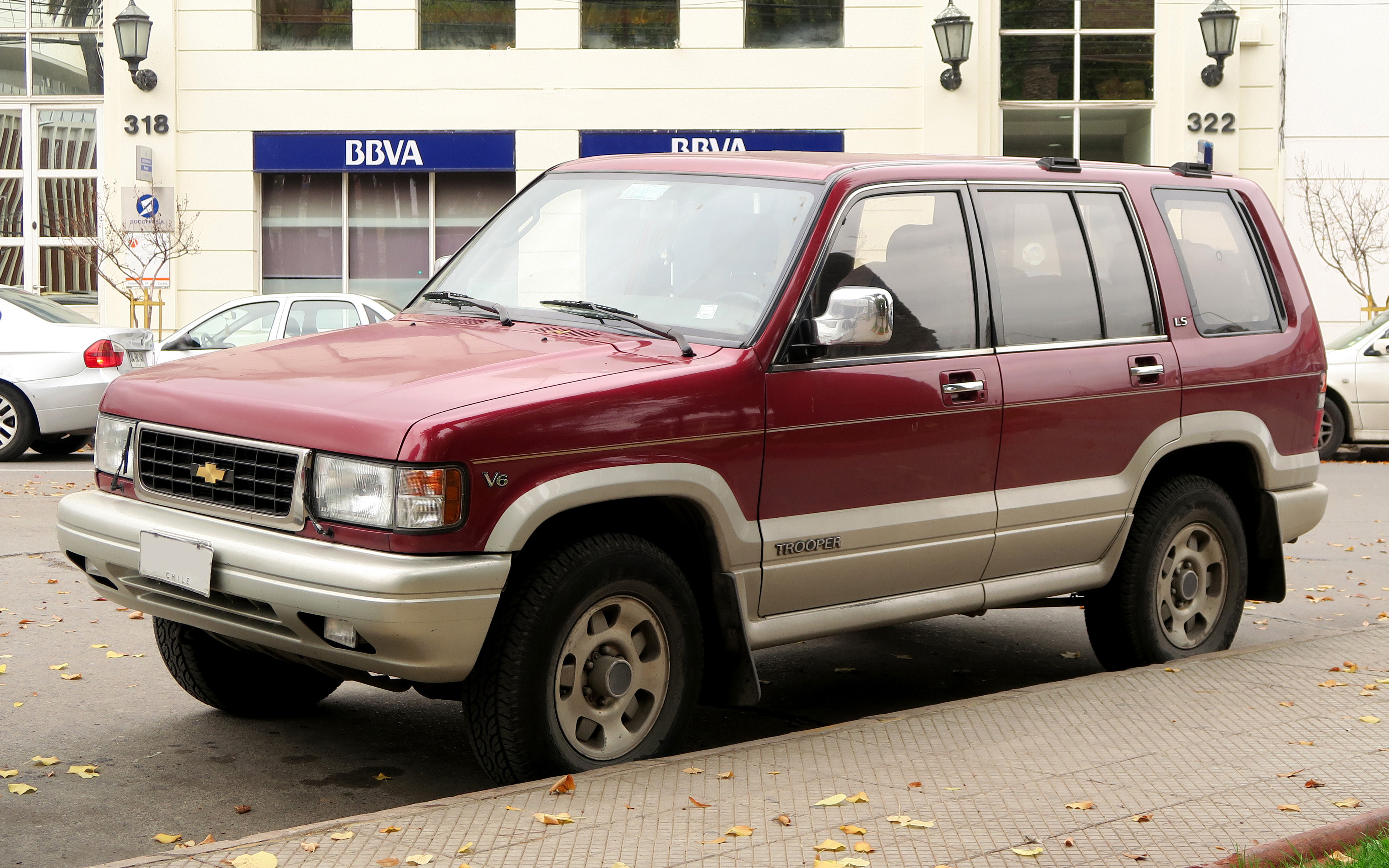
Chevrolet Trooper

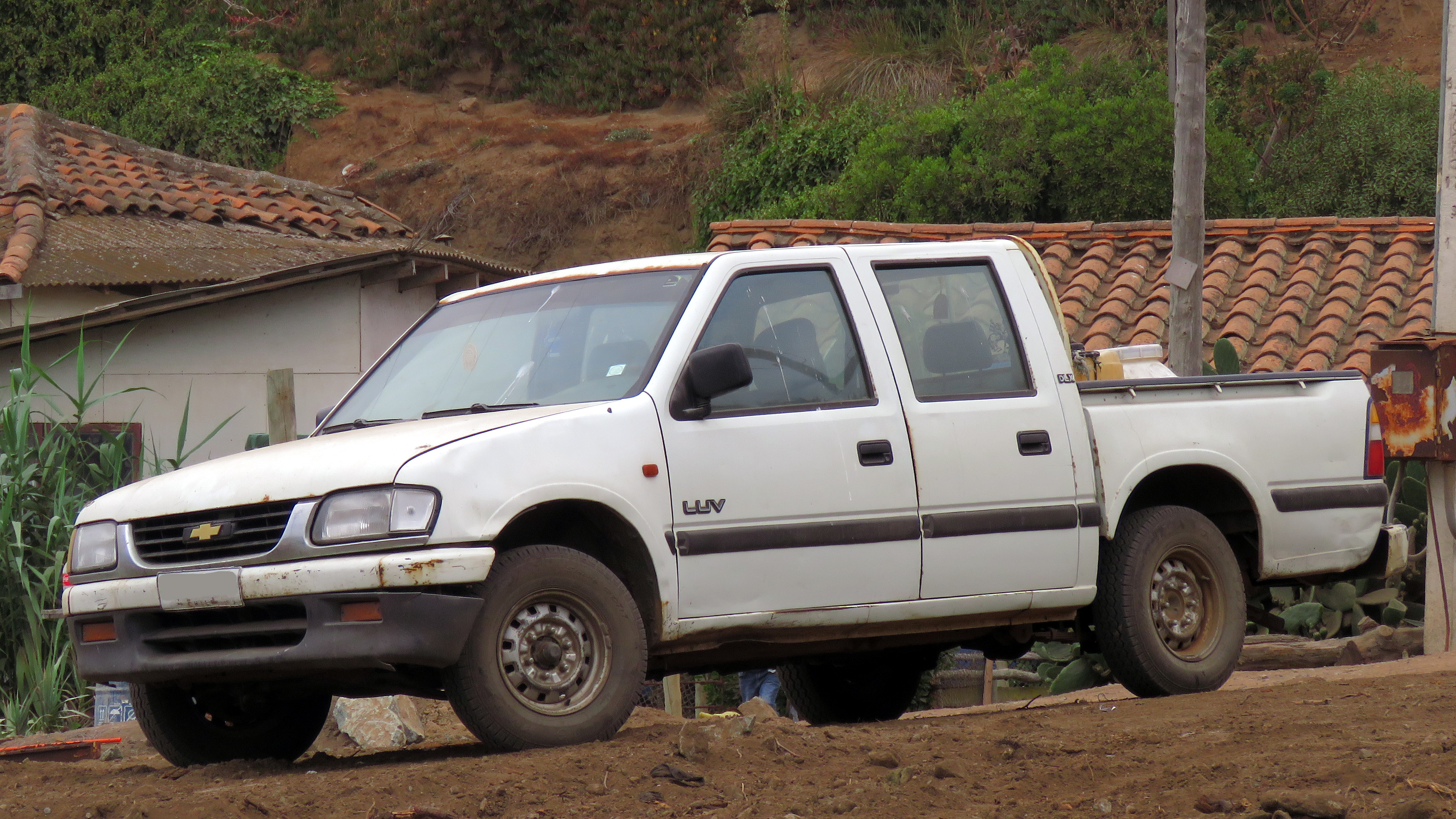
Chevrolet LUV

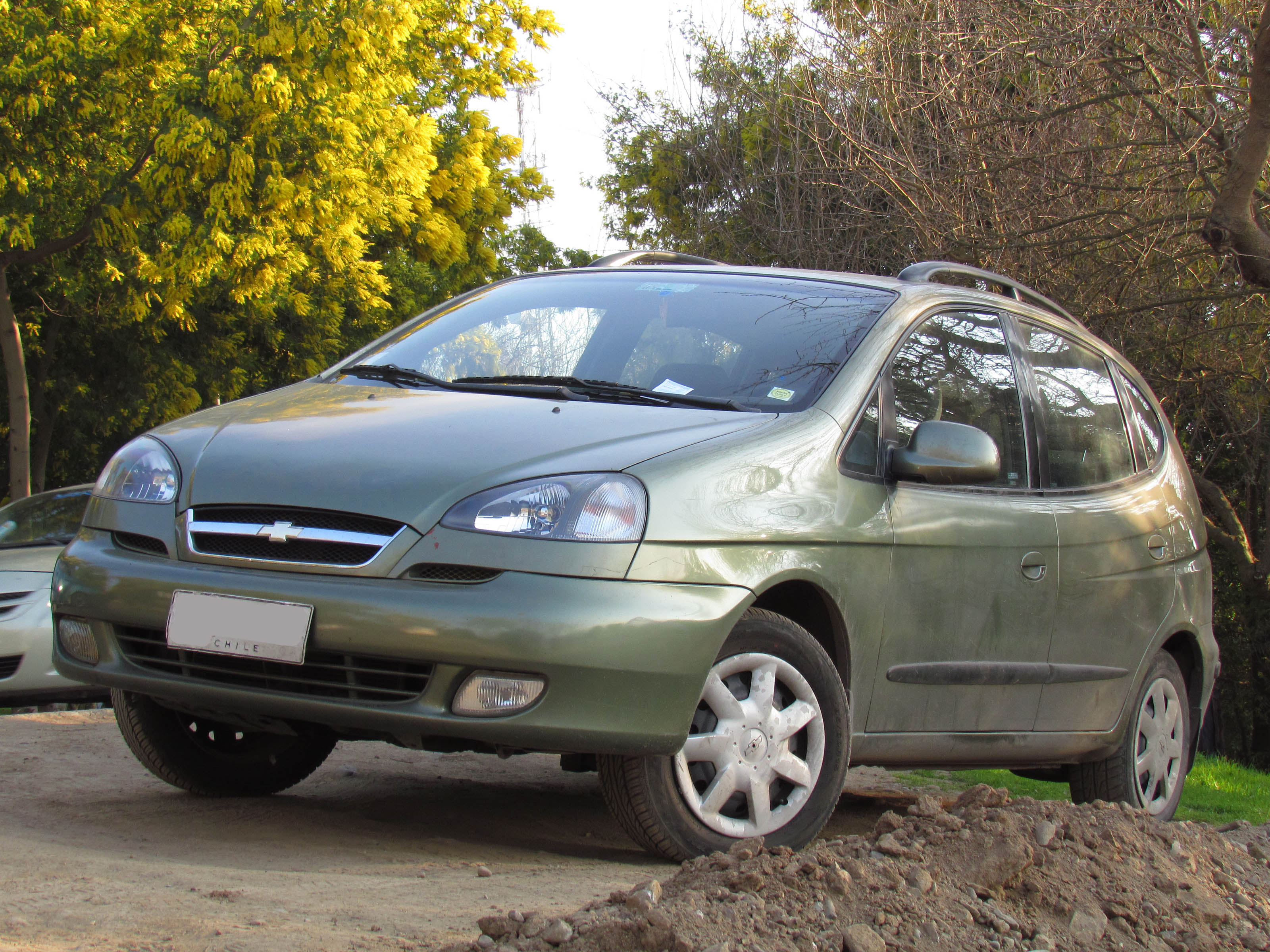
Chevrolet Vivant

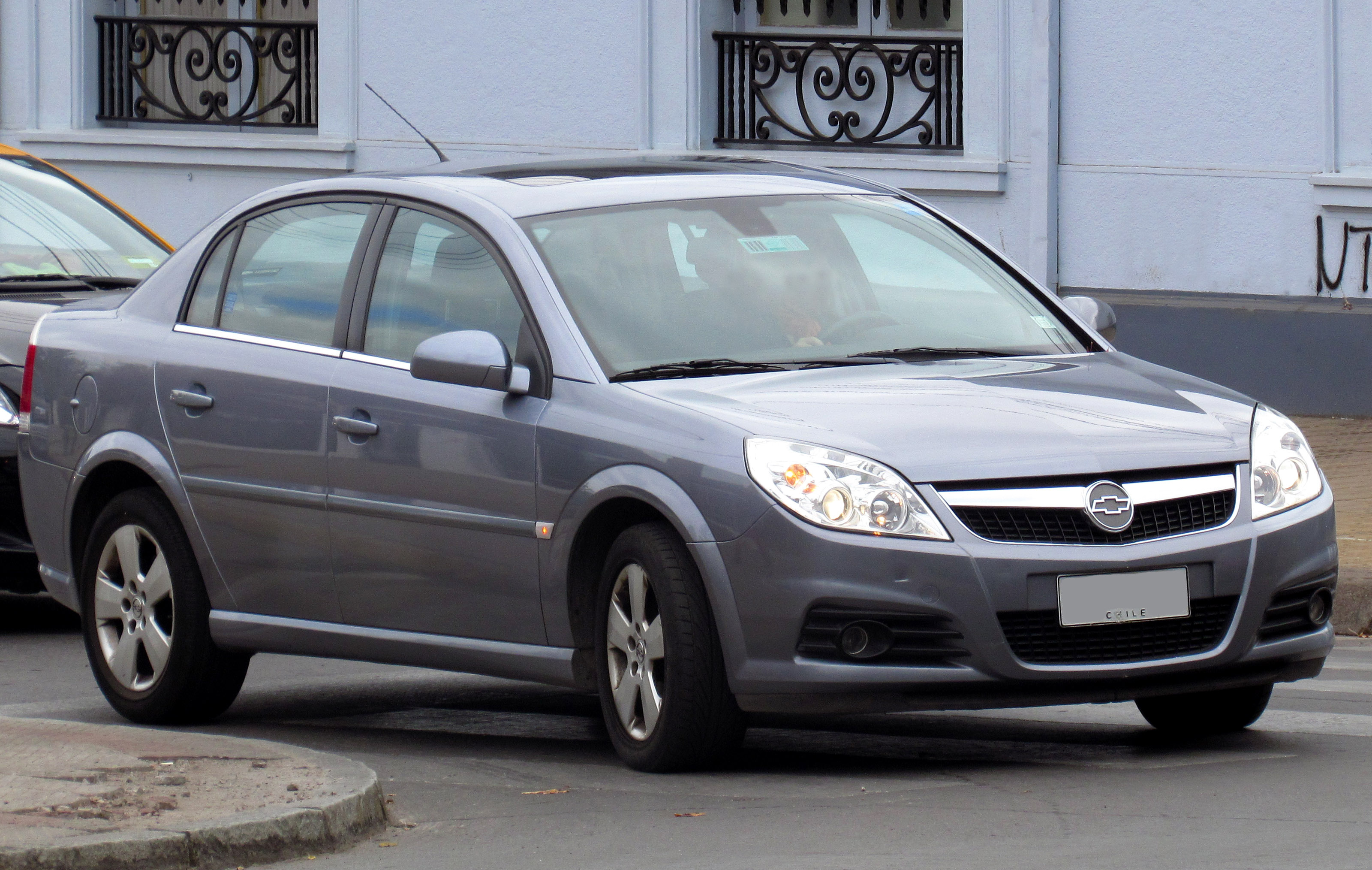
Chevrolet Vectra

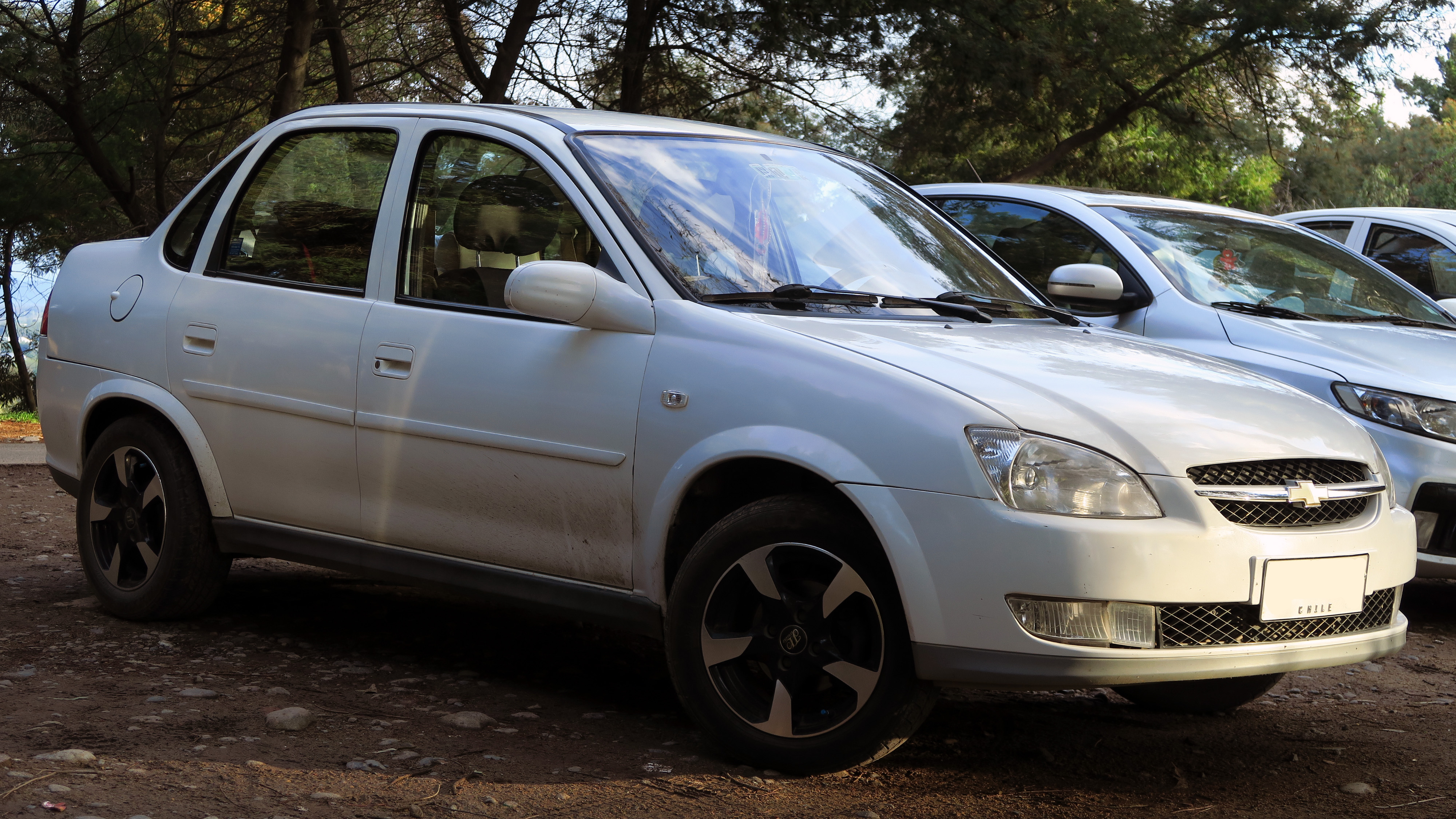
Chevrolet Corsa Plus

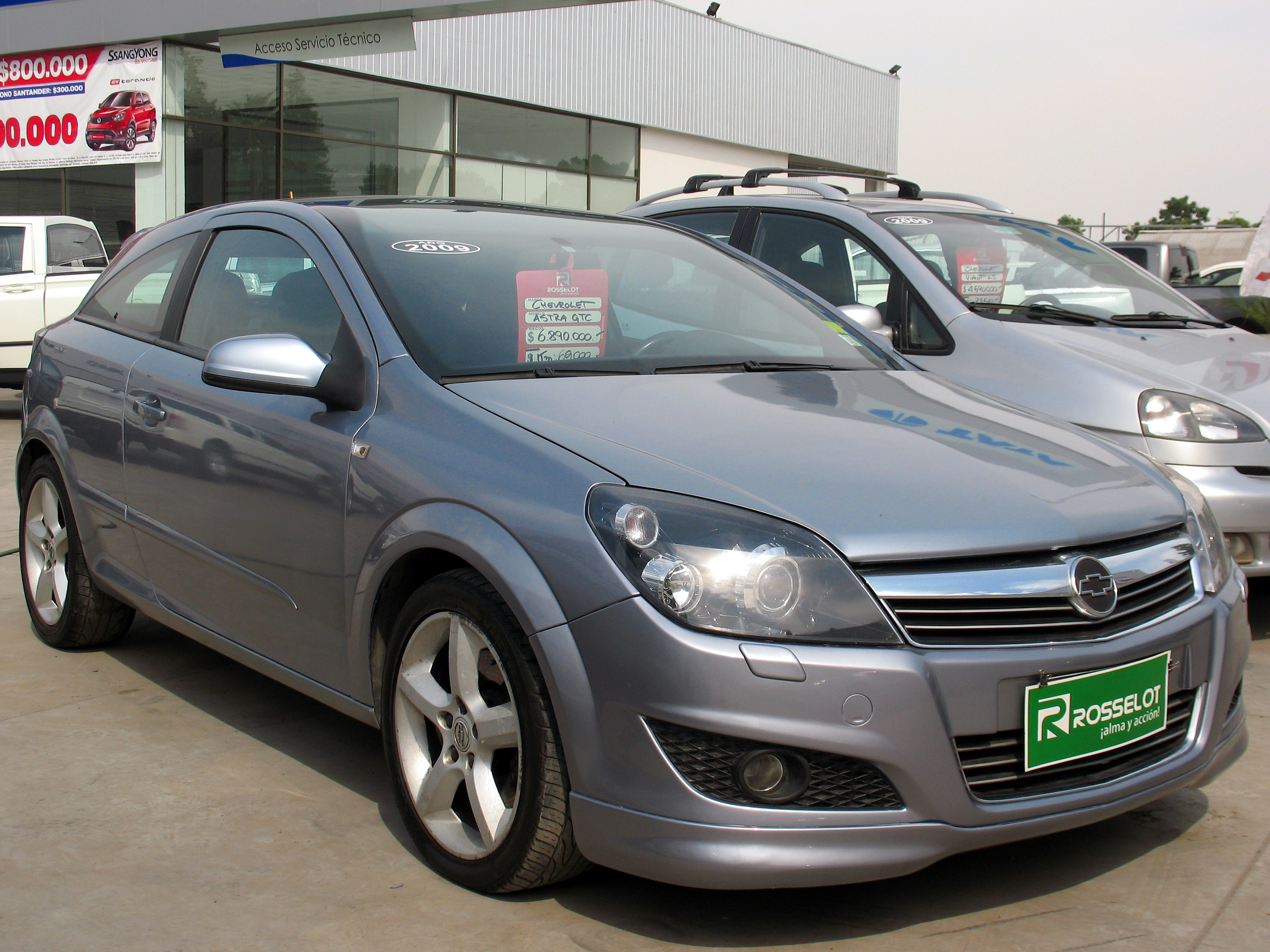
Chevrolet Astra GTC

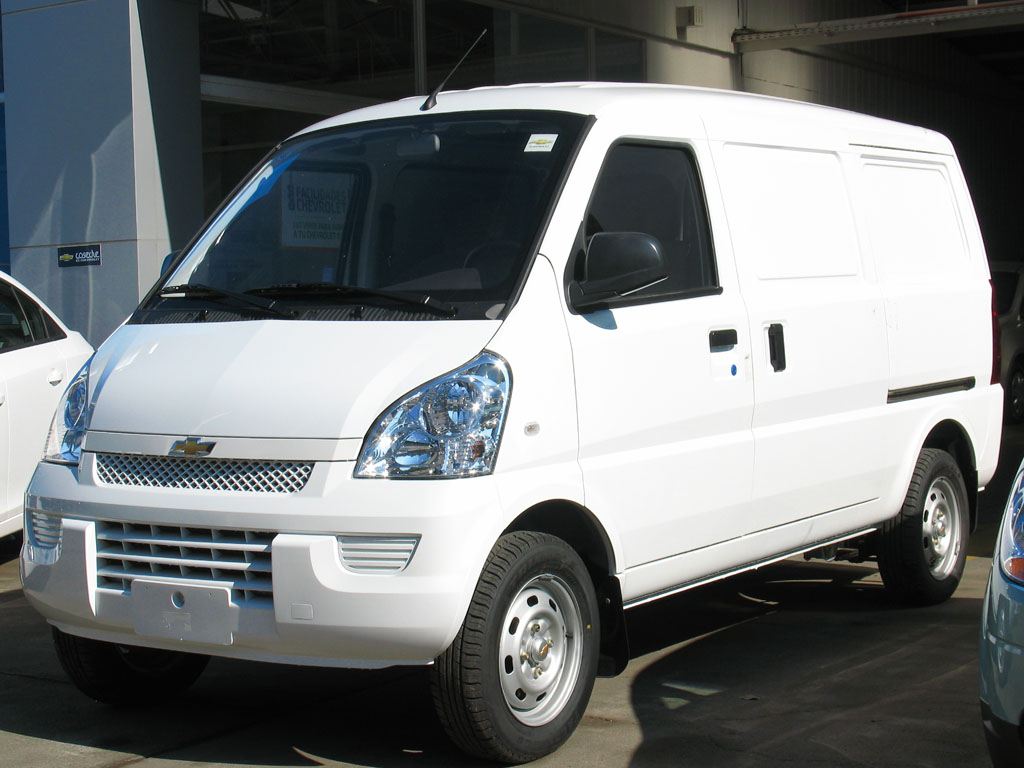
Chevrolet N300

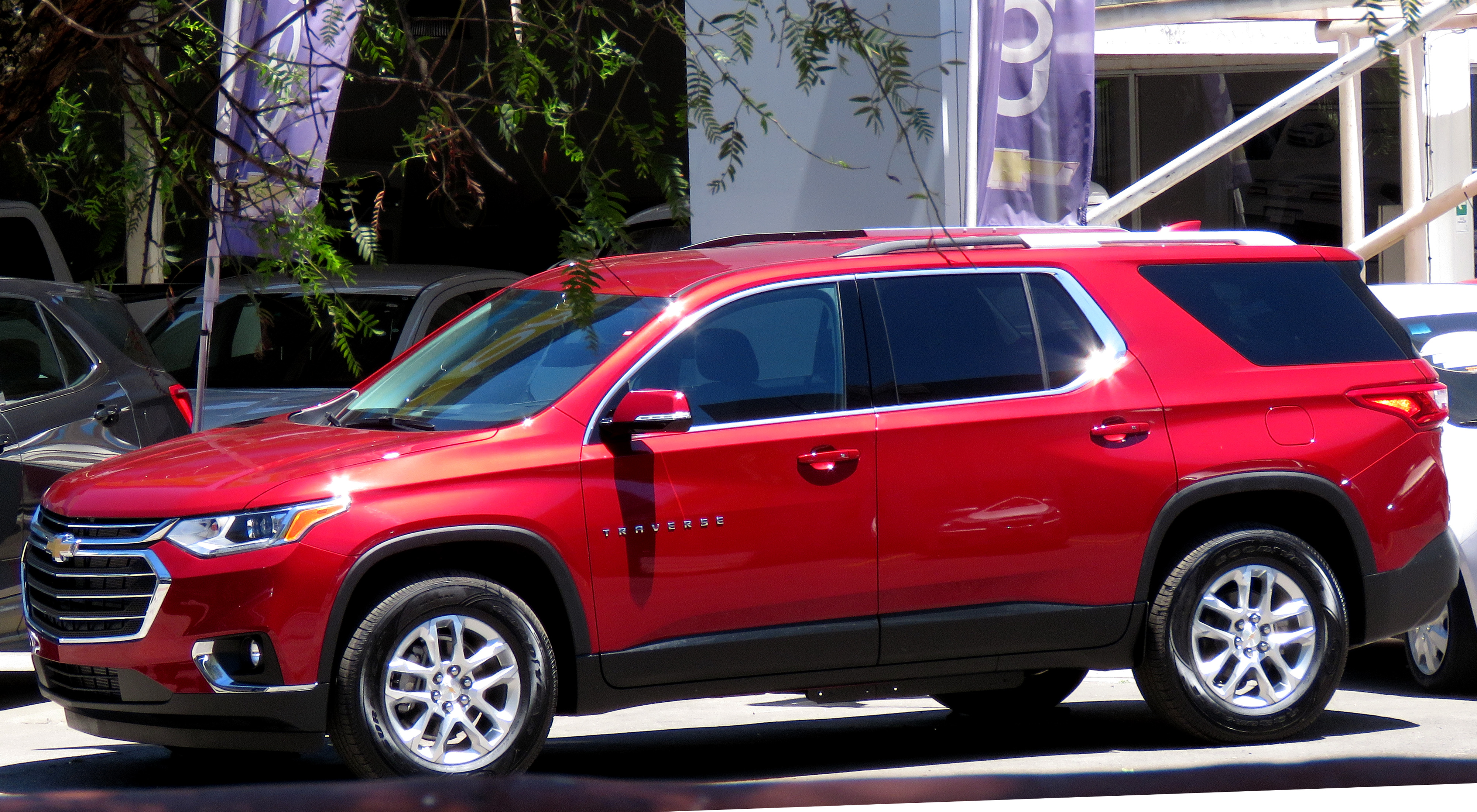
Chevrolet Traverse

W 1974 roku General Motors otworzyło swój oddział w Chile, jako reprezentację obierając markę Chevrolet. Początkowo producent koncentrował się na oferowaniu tutaj importowanych modeli zapożyczonych z północnoamerykańskiego portfolio, a następnie także z sąsiedniej Brazylii i Argentyny. Na przełomie lat 80. i 90. XX wieku polityka modelowa uległa dalszemu urozmaiceniu. W ofercie pojawiły się konstrukcje zarówno Opla, jak i Isuzu, z kolei z początkiem XXI wieku również w Chile rozpoczęła się sprzedaż południowokoreańskich Chevroletów opracowanych przez Daewoo.
Polityka modelowa Chevroleta w Chile zachowała dużą odrębność względem krajów ościennych, np. w czasie, gdy w 2002 roku zakończono import europejskiego Opla Vectry do Brazylii i Argentyny, w Chile kontynuowano go dalej do 2008 roku w postaci trzeciej generacji Chevroleta Vectry, a do 2010 roku sprzedawano wyłącznie tutaj pod taką nazwę sprzedawano model Opel Insignia. Podobną decyzję podjęto w sprawie drugiej generacji Opla Zafiry i trzydrzwiowej odmiany GTC Opla Astry, które ze znaczkiem Chevroleta importowano z Europy z wyłącznością dla rynku chilijskiego.
Z racji sprzyjającego geograficznego położenia, to do Chile w 2005 roku po raz pierwszy w historii rynków latynoamerykańskich rozpoczęto import produkowanego w Chinach modelu Chevroleta (modelu Sail pod nazwą Corsa Plus), a w 2014 roku powtórzono to rozwiązanie rozpoczynając import niedostępnych w Brazylii czy Kolumbii modeli Cavalier i Sail produkcji chińskiej. W 2015 i 2019 roku reprezentacja chińskiej produkcji Chevroletów została poszerzona za pomocą modeli N400 i Captiva.

#### Samochody osobowe
- Sail
- Onix
- Prisma
- Onix Sedan
- Cavalier

#### Minivany
- Spin

#### Samochody elektryczne
- Spark EUV
- Captiva EV
- Equinox EV
- Blazer EV

#### SUV-y i crossovery
- Groove
- Tracker
- Captiva
- Equinox
- Blazer
- Trailblazer
- Traverse
- Tahoe
- Suburban

#### Pickupy
- D-Max
- Colorado
- Silverado

#### Samochody dostawze
- N400

#### Samochody sportowe
- Camaro

#### Historyczne
- Aska (1984–1989)
- Gemini (1985–1990)
- Opala (1969–1992)
- Chevette (1973–1994)
- Chevy 500 (1983–1994)
- Monza (1982–1996)
- D-20 (1985–1996)
- Kadett (1993–1998)
- Trooper (1991–2001)
- Corsa Pickup (1994–2003)
- LUV (1972–2005)
- LUV Wagon (2000–2005)
- Vectra (1993–2010)
- Vivant (2004–2010)
- Corsa Plus (2005–2010)
- Zafira (2005–2010)
- Omega (1992–2011)
- Vectra GT (1992–2011)
- Epica (2004–2011)
- Chevy Urban (2006–2011)
- Corsa (1994–2012)
- Blazer (1997–2012)
- Astra (1999–2012)
- Combo (2001–2012)
- Aveo (2004–2012)
- LUV D-Max (2005–2012)
- Optra (2004–2014)
- Celta (2000–2015)
- Sonic (2012–2017)
- Montana (2003–2018)
- Orlando (2012–2018)
- N300 (2012–2018)
- Cruze (2010–2019)
- Cobalt (2011–2019)
- Spark GT (2017–2021)
- Spark Sedan (2017–2021)

### Kolumbia

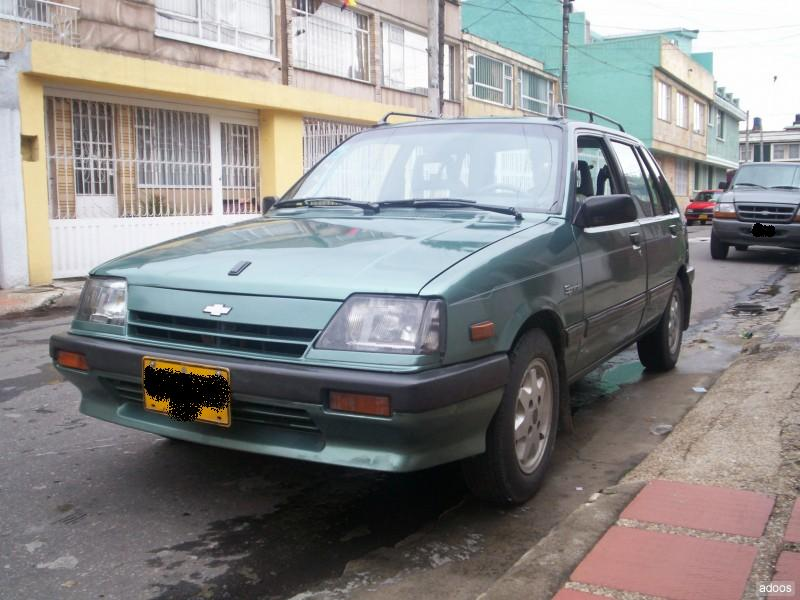
Chevrolet Sprint

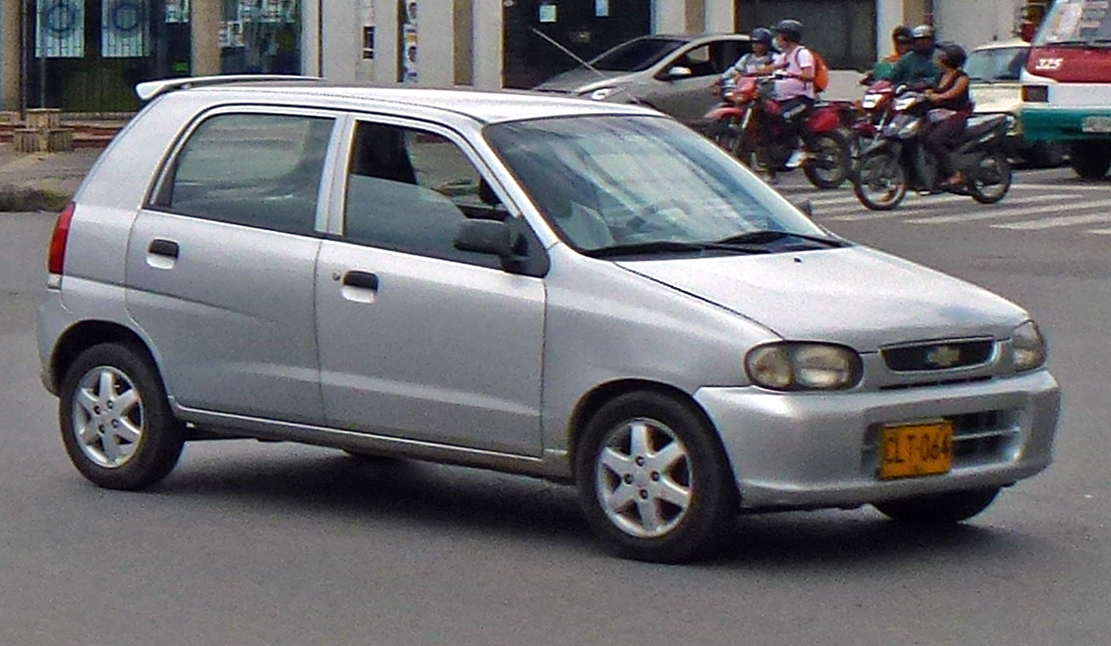
Chevrolet Alto

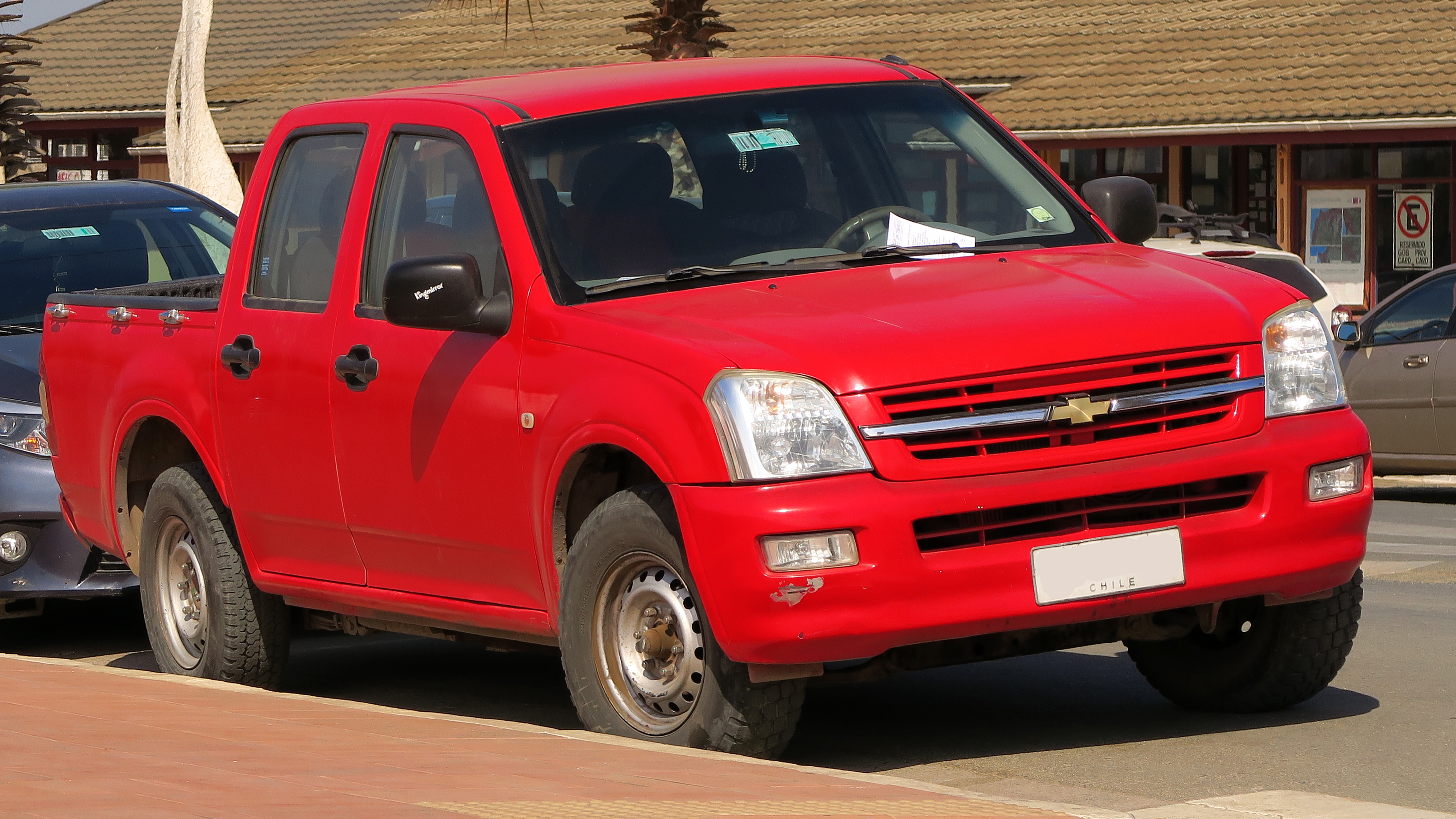
Chevrolet LUV D-Max

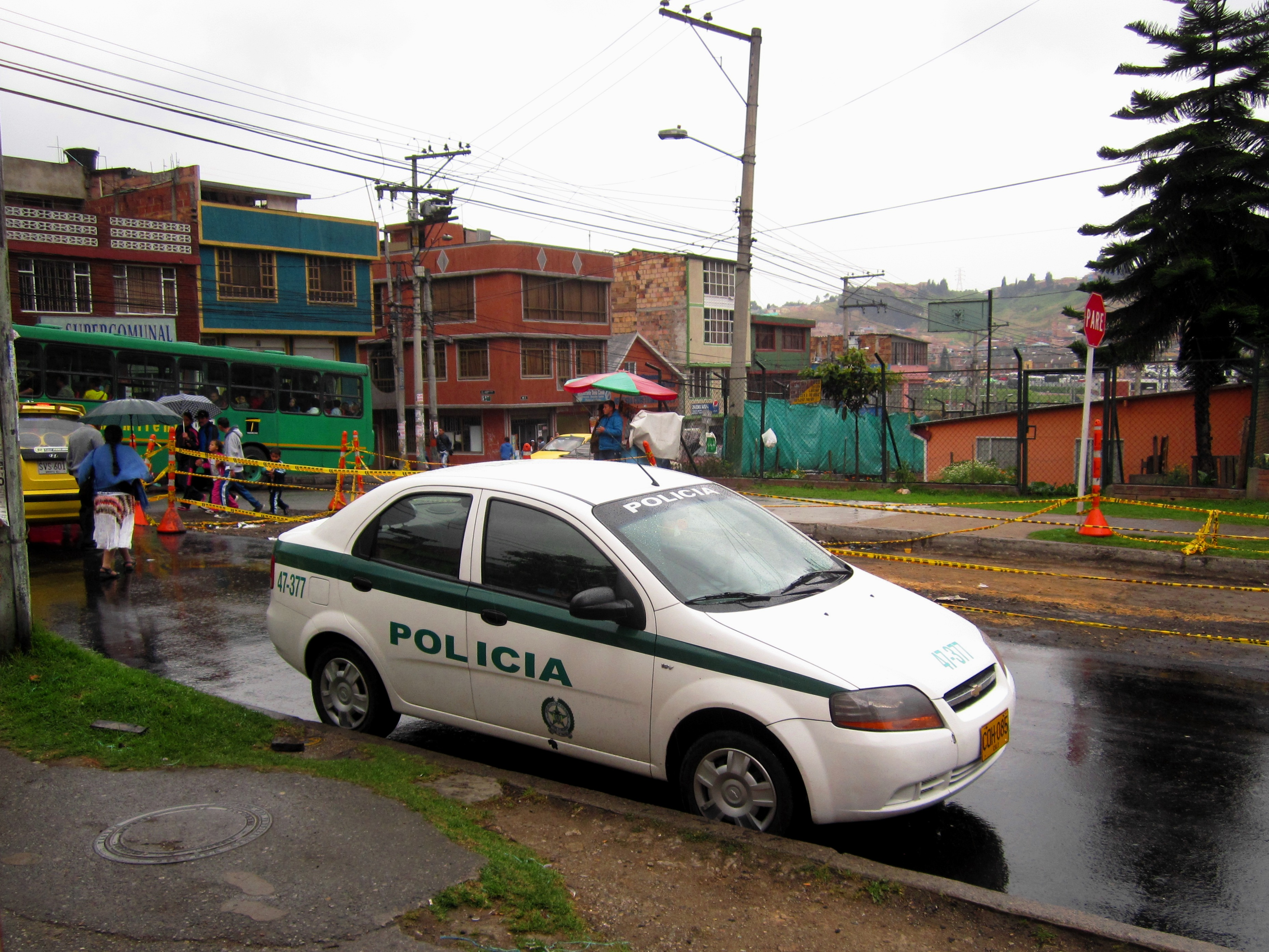
Chevrolet Aveo

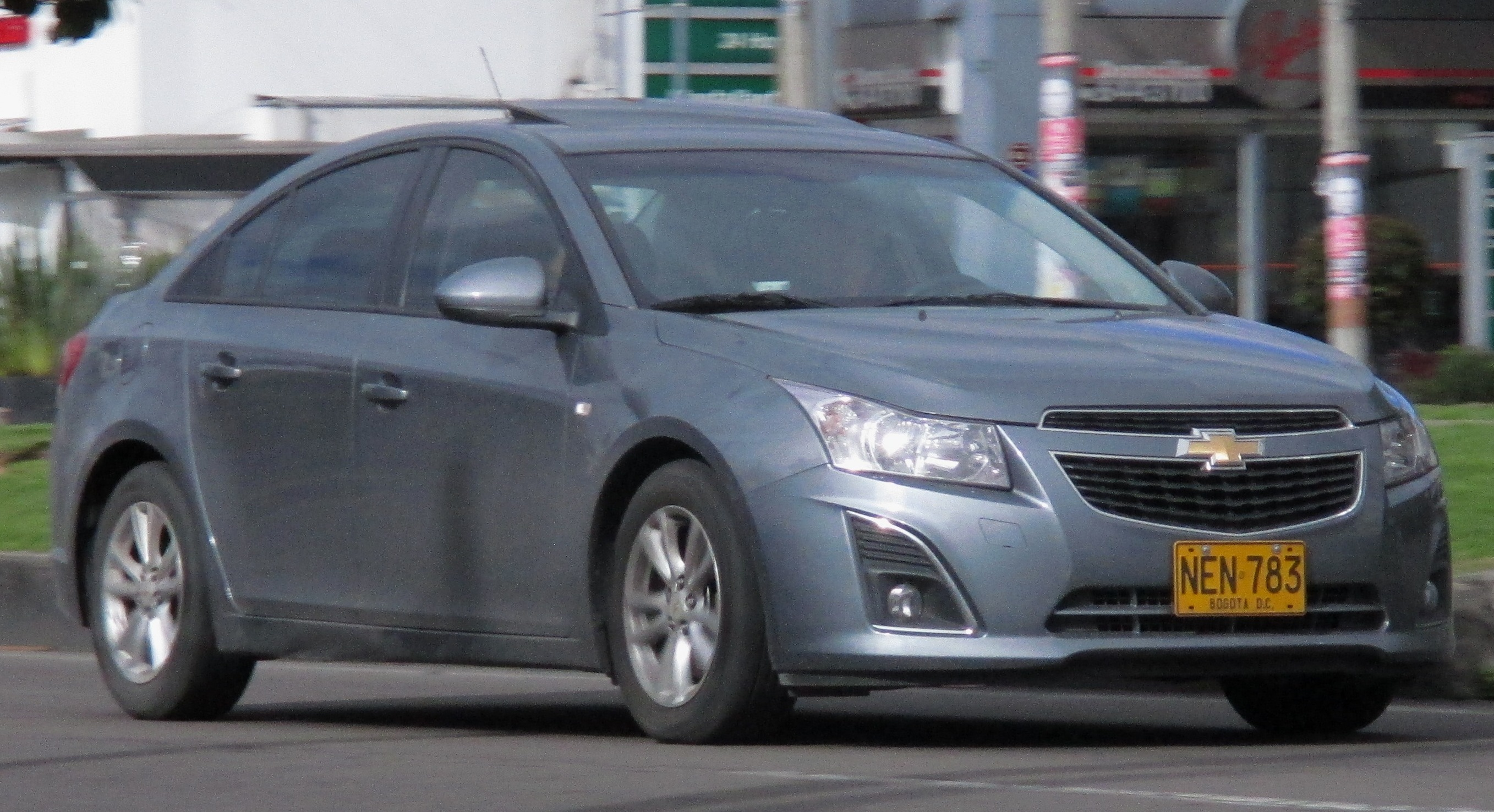
Chevrolet Cruze

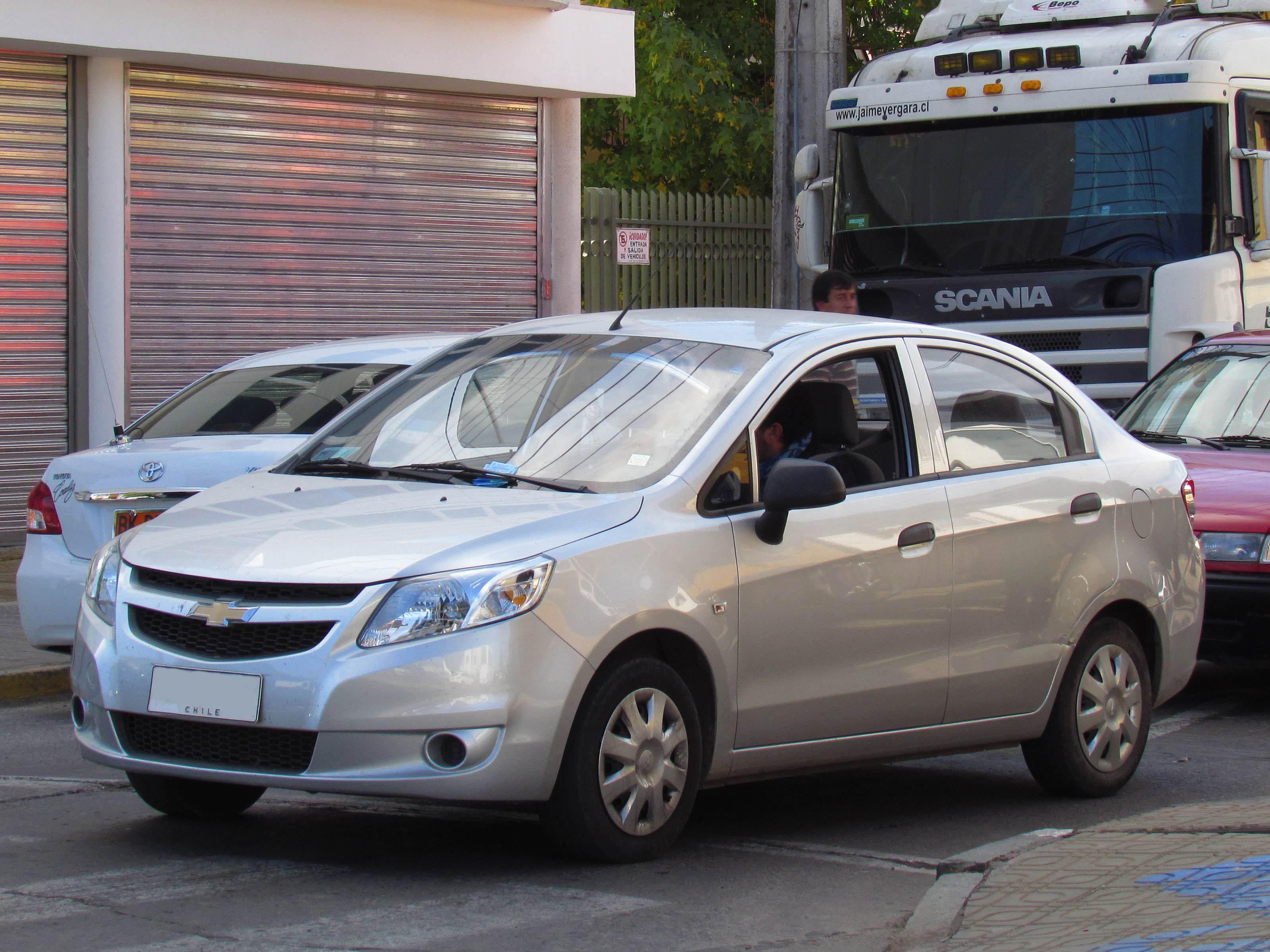
Chevrolet Sail

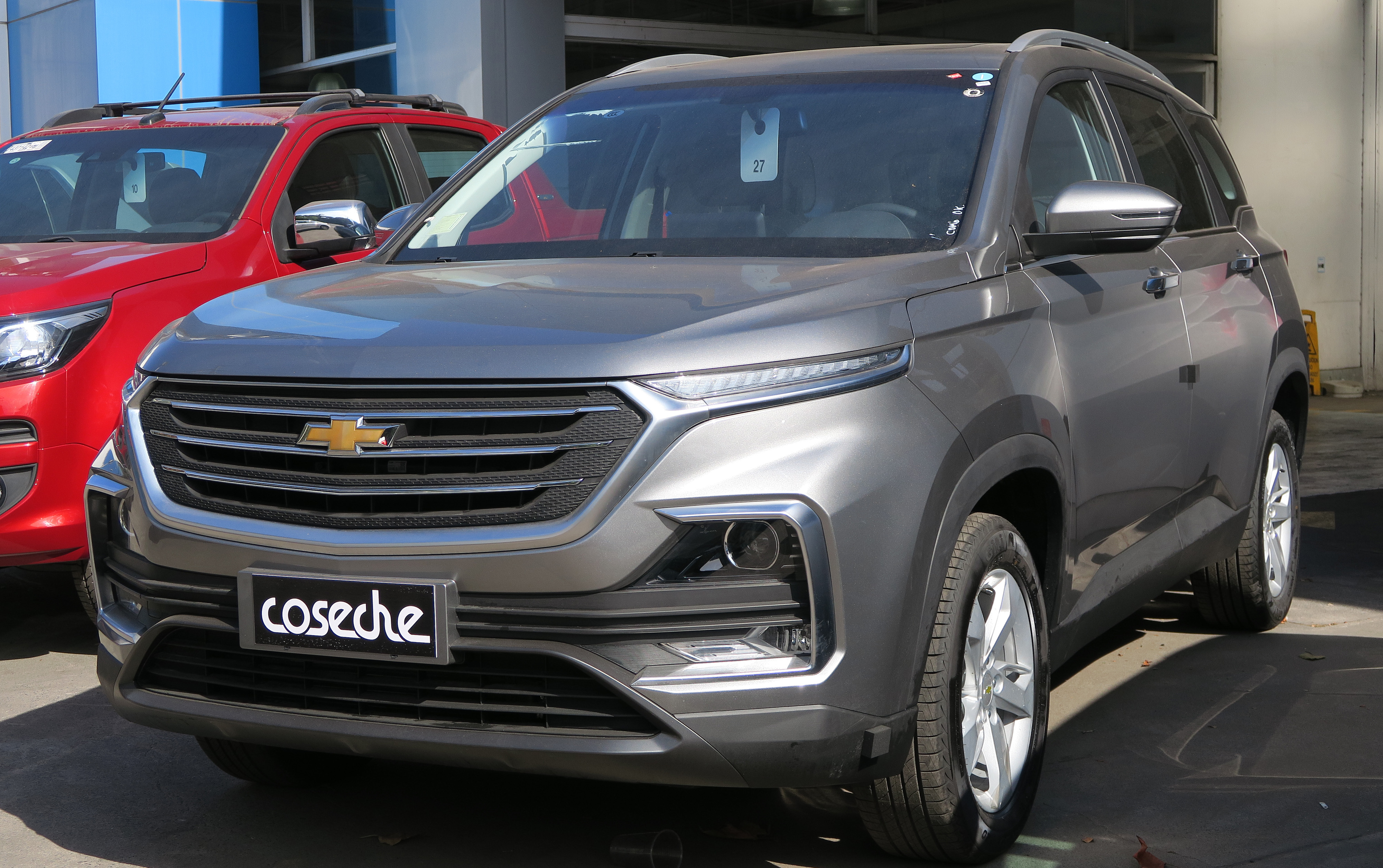
Chevrolet Captiva

Chevrolet otworzył swój kolumbijski oddział w 1956 roku. W stosunku do innych rynków Ameryki Południowej, Kolumbia zachowała na przestrzeni lat największą autonomię, mając w ofercie dużo modeli nieoferowanych gdzie indziej ze znaczkiem Chevroleta. Przez większą część drugiej połowy XX wieku importowano najpierw modele z Ameryki Północnej, a w latach 90. zaczęły przeważać modele wywodzące się z oferty Suzuki. Ich dominacja trwała do przełomu pierwszej i drugiej dekady XXI wieku, kiedy to Chevrolety z japońskim rodowodem zaczęły wypierać modele opracowane w Korei Południowej, a później – także Chinach.

#### Samochody osobowe
- Onix
- Onix Sedan
- Novo Onix
- Novo Onix Sedan

#### SUV-y i crossovery
- Groove
- Tracker
- Captiva
- Equinox
- Blazer
- Trailblazer
- Traverse
- Tahoe

#### Pickupy
- D-Max
- Colorado

#### Samochody sportowe
- Camaro

#### Samochody dostawcze
- N200
- N300
- N400

#### Historyczne
- Samurai (1981–1998)
- Vitara (1988–1998)
- Wagon R+ (1999–2001)
- Alto (1999–2003)
- Sprint (1986–2004)
- Swift (1991–2004)
- Esteem (1995–2004)
- LUV (1988–2005)
- LUV Wagon (2000–2005)
- Jimny (2002–2006)
- Super Carry (1985–2007)
- Vivant (2004–2008)
- Corsa (2004–2008)
- Spark (2005–2010)
- Aveo (2004–2011)
- LUV D-Max (2005–2012)
- Chevy (2004–2012)
- Optra (2004–2013)
- Captiva Sport (2006–2015)
- Sail (2011–2018)
- Spark GT (2016–2022)
- Beat (2016–2022)

## Chevrolet w Azji

### Korea Południowa

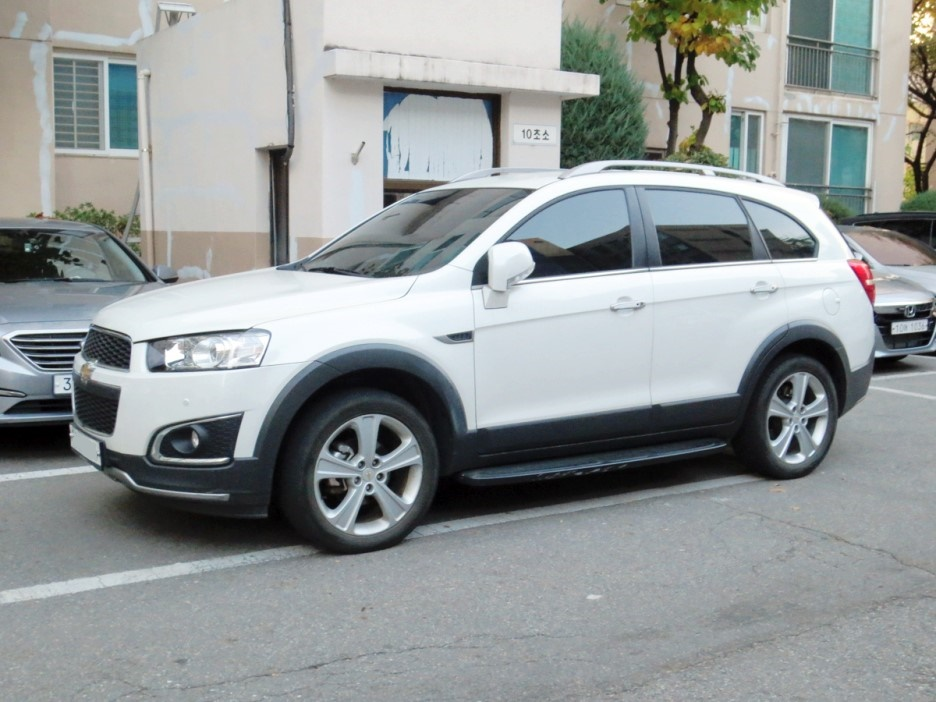
Chevrolet Captiva

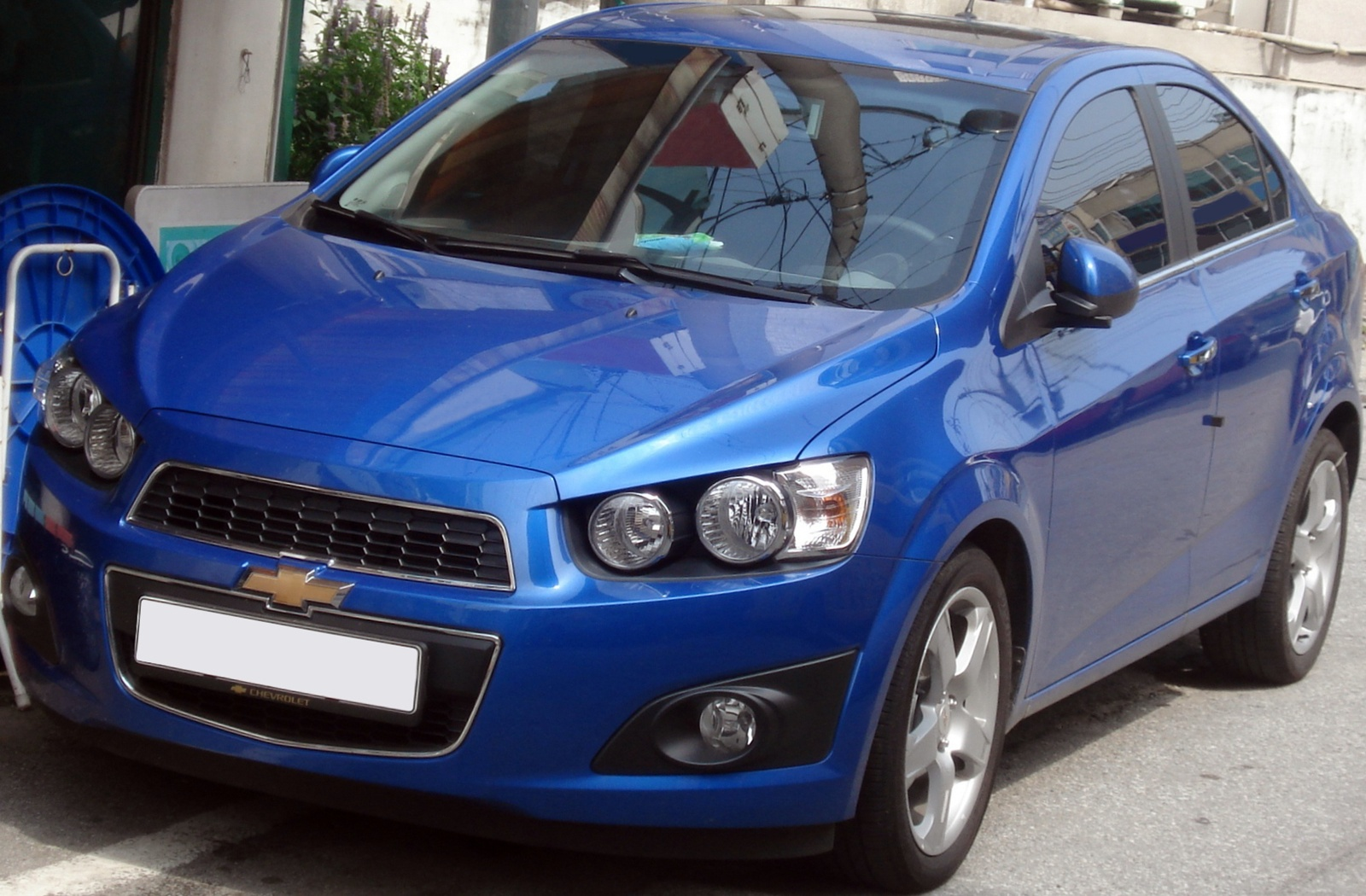
Chevrolet Aveo

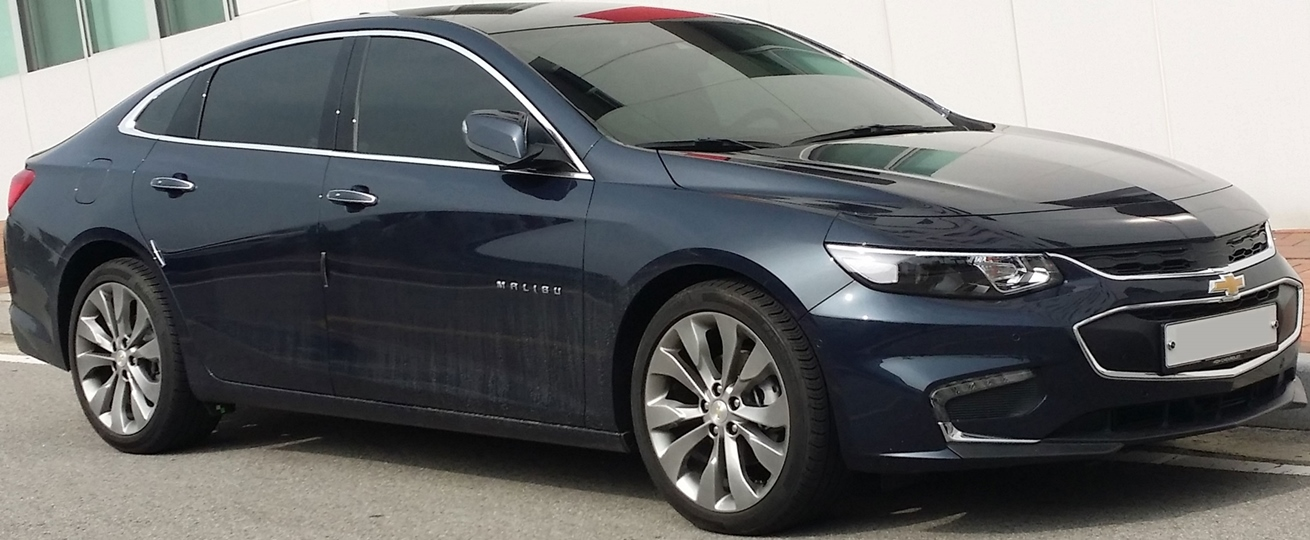
Chevrolet Malibu

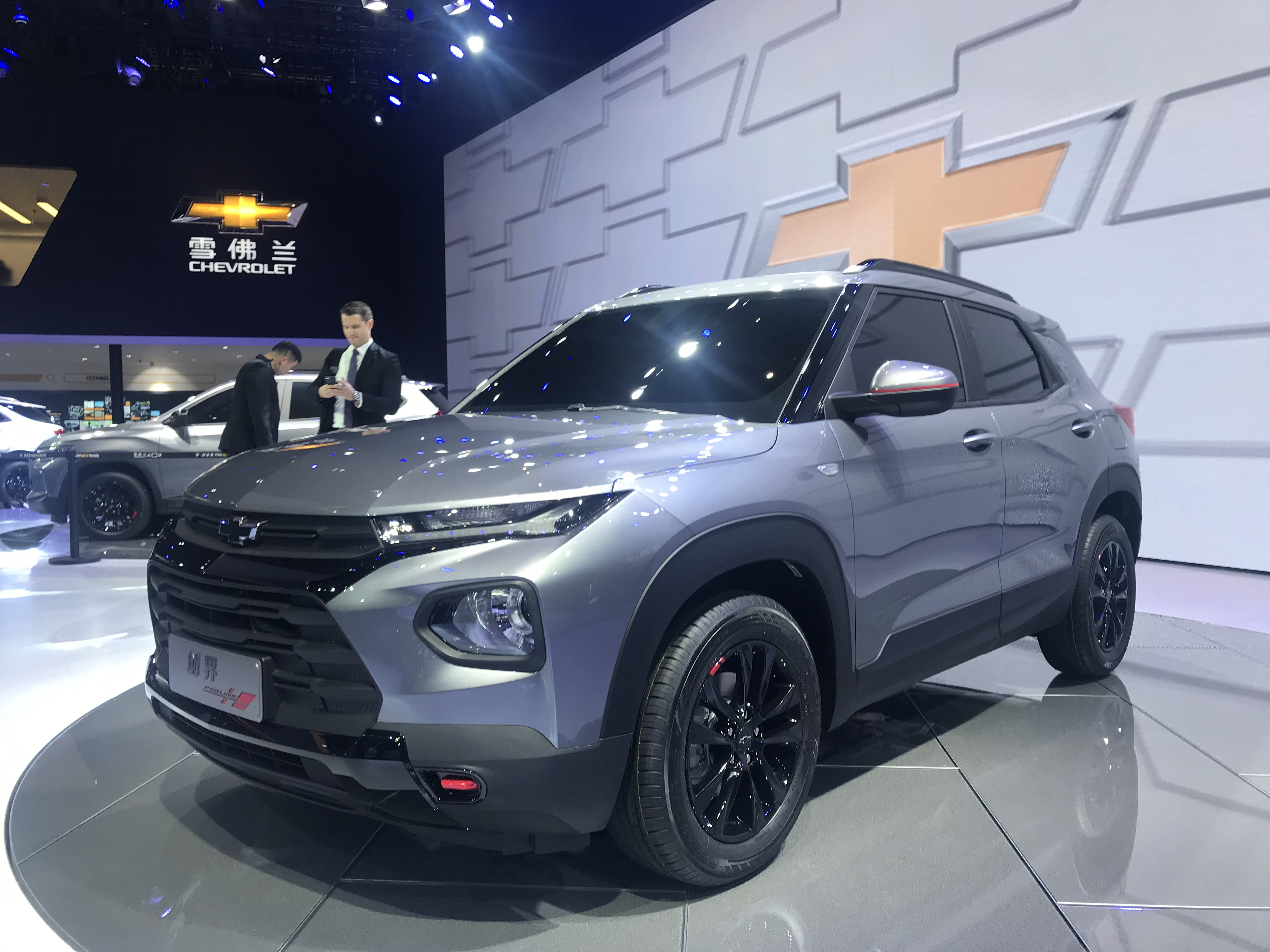
Chevrolet Trailblazer

Po raz pierwszy marka Chevrolet pojawiła się na rynku Korei Południowej w 1972 roku, gdy przedsiębiorstwo Shinjin Motors przemianowano na GM Korea. Przez kolejne 4 lata nazwę Chevrolet 1700 nosiła eksportowa odmiana australijskiego Holdena Torany, aż do czasu przemianowania go na Saehan Camina w 1976 roku.
Po tym, jak w 2004 roku w ramach upadłości Daewoo, zarządzające nią General Motors postanowiło przemianować jej modele w Europie na Chevrolety. Na rodzimym, południowokoreańskim rynku jednak marka Daewoo dalej była obecna, oferując konstrukcje znane na innych rynkach jako Chevrolet i Holden aż do stycznia 2011 roku. Wówczas także i w Korei Południowej zdecydowano się przemianować modele Daewoo na Chevrolety. Od tego czasu lokalna oferta marki jest tworzona przez konstrukcje tutejszej i północnoamerykańskiej konstrukcji.

#### SUV-y i crossovery
- Trailblazer
- Equinox
- Traverse
- Tahoe

#### Pickupy
- Colorado

#### Historyczne
- 1700 (1972–1976)
- Orlando (2011–2018)
- Captiva (2011–2018)
- Aveo (2011–2019)
- Cruze (2011–2019)
- Trax (2012–2020)
- Spark (2011–2022)
- Malibu (2011–2022)
- Camaro (2011–2022)
- Bolt (2017–2023)
- Bolt EUV (2021–2023)

### Indie

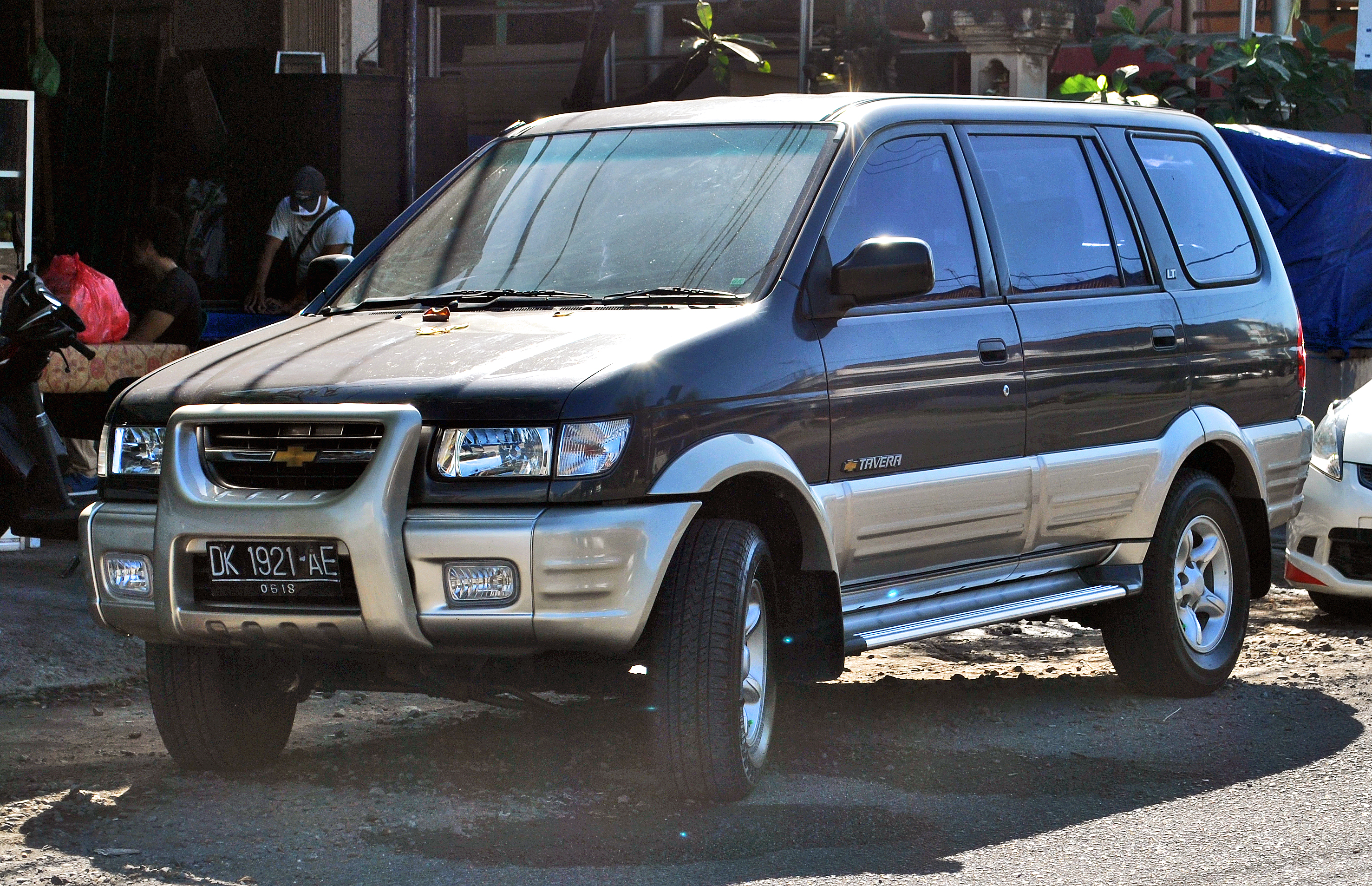
Chevrolet Tavera

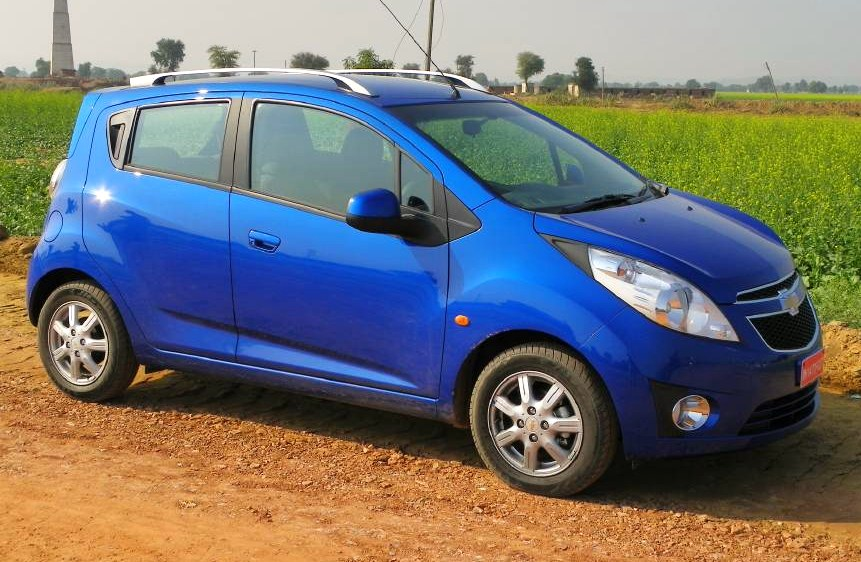
Chevrolet Beat

W ramach ekspansji rynkowej zaplanowanej na pierwsze lata XXI wieku, w 2003 roku General Motors podjęło decyzję o wprowadzeniu Chevroleta do sprzedaży w Indiach. Sprzedaż rozpoczęto nietypowo, od konstrukcji zapożyczonej od Subaru, a w kolejnych latach były to już modele w większości konstrukcji koreańskiej. Pierwszym i jedynym modelem opracowanym specjalnie z myślą o lokalnym rynku był model Tavera, który produkowano najdłużej – bo ponad 13 lat. W 2017 roku General Motors podjęło decyzję o wycofaniu Chevroleta z Indii z powodu wdrożenia planu oszczędnościowego.

#### Historyczne
- Forester (2003–2005)
- SRV (2004–2007)
- Aveo (1998–2011)
- Optra (2004–2013)
- Tavera (2004–2017)
- Spark (2005–2017)
- Captiva (2006–2017)
- Cruze (2009–2017)
- Beat (2009–2017)
- Sail (2011–2017)
- Enjoy (2013–2017)

### Arabia Saudyjska

Chevrolet Lumina

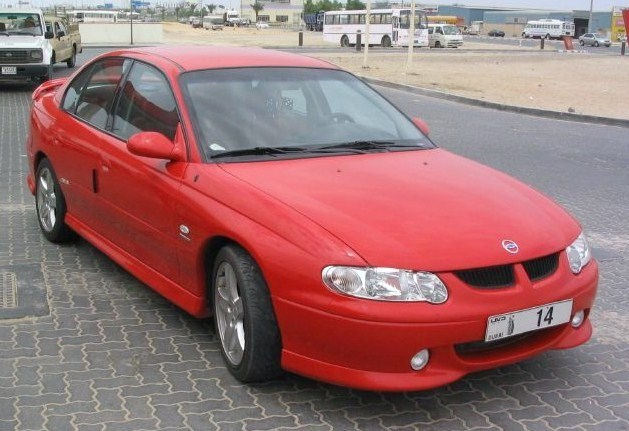
Chevrolet Lumina SS

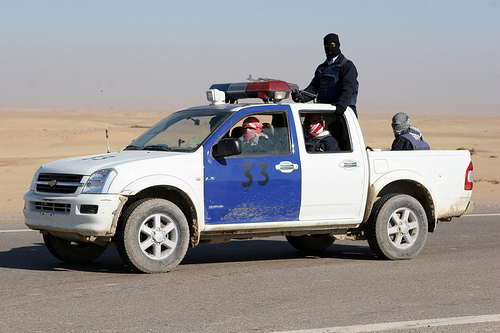
Chevrolet D-Max

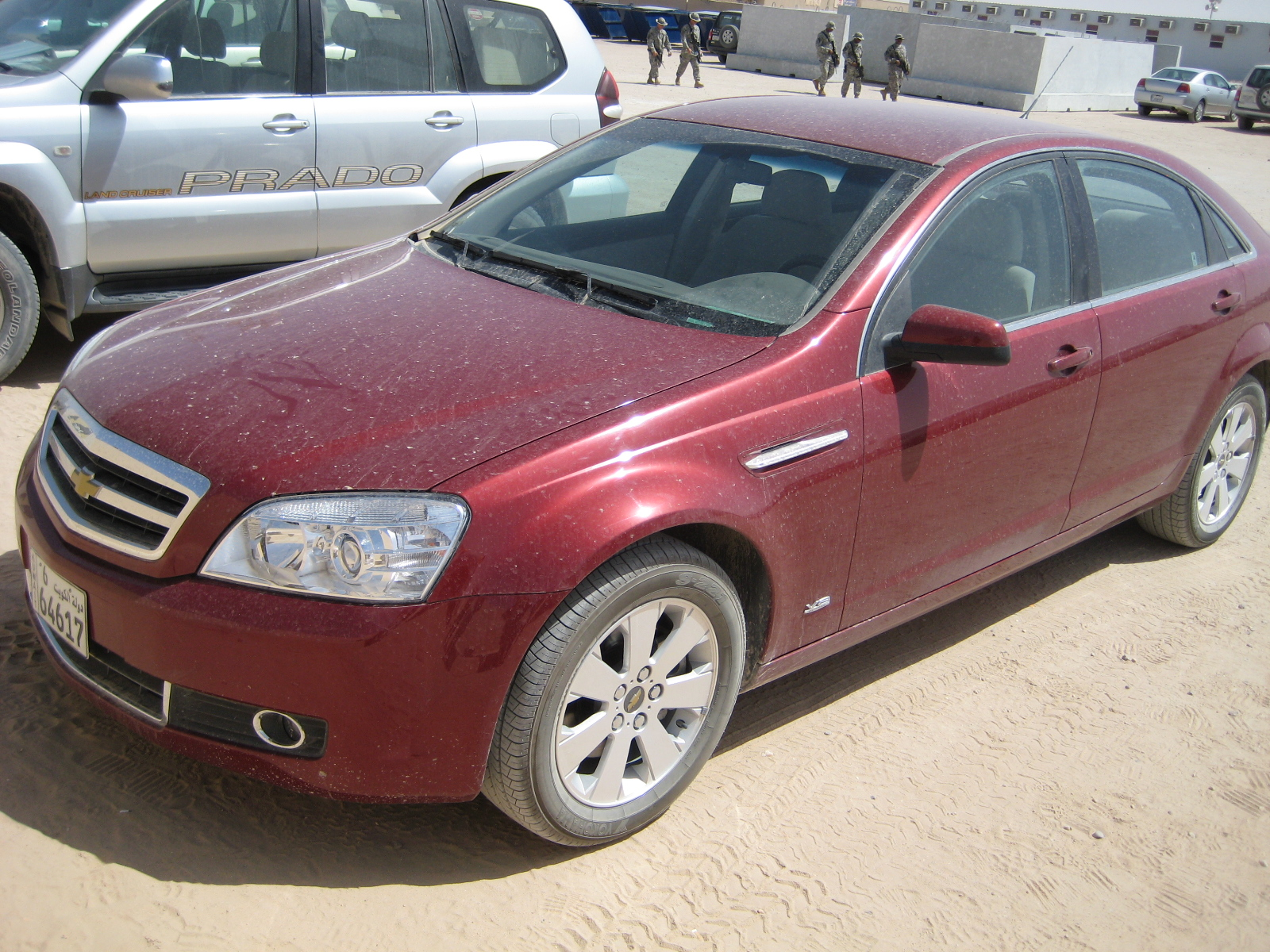
Chevrolet Caprice

Chevrolet zaczął rozwijać swoją obecność w krajach Bliskiego Wschodu w latach 90., w większości zapożyczając modele z lokalnej, północnoamerykańskiej oferty. Na przełomie XX i XXI wieku ofertę marki poszerzyły modele opracowane przez australijskiego Holdena, które współtworzyły ofertę marki do 2011 roku. Od tego czasu, oferta Chevroleta jest identyczna z tą z innych rynków światowych – głównie Ameryki Północnej i Łacińskiej.

#### SUV-y i crossovery
- Groove
- Captiva
- Equinox
- Blazer
- Traverse
- Tahoe
- Suburban

#### Pickupy
- Silverado

#### Samochody sportowe
- Camaro
- Corvette

#### Samochody dostawcze
- Move
- Express

#### Historyczne
- Lumina Coupe (2004–2006)
- Lumina (1998–2011)
- D-Max (2004–2012)
- Caprice (1999–2017)
- Captiva (2006–2018)
- Spark (2008–2022)
- Malibu (2011–2022)
- Bolt EUV (2021–2023)

### Japonia

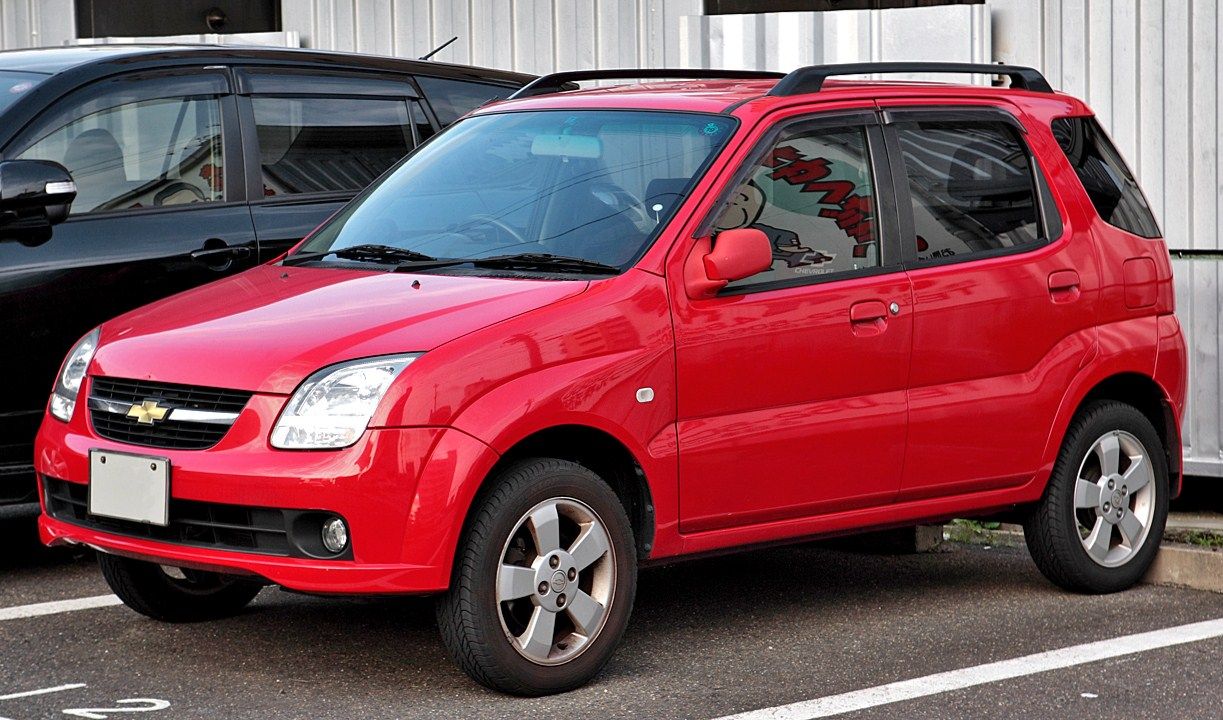
Chevrolet Cruze

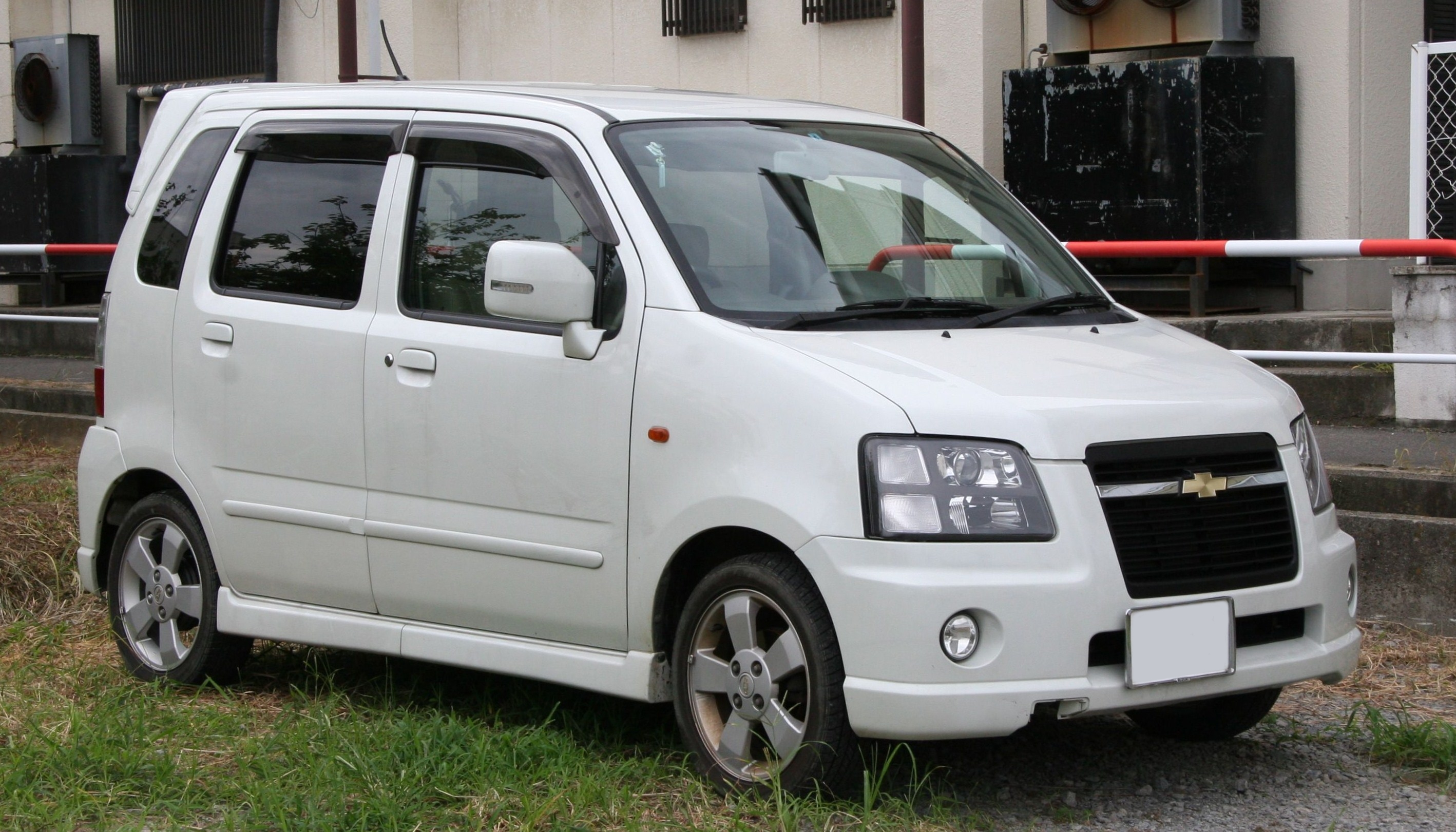
Chevrolet MW

Na początku XXI wieku Chevrolet poszerzył swoją obecność o rynek japoński odpowiadając na podobny krok Forda w podobnym okresie. Producent zdecydował się rozbudować ofertę o importowanego ze Stanów Zjednoczonych SUV-a TrailBlazer, a chwilę później portfolio poszerzono o bliźniacze konstrukcje pokrewnego wówczas Suzuki. Od drugiej dekady XXI wieku, Chevrolet oferuje w Japonii tylko limitowane serie samochodów sportowych.

#### Samochody sportowe
- Camaro
- Corvette

#### Historyczne
- Cruze (2001–2008)
- TrailBlazer (2001–2008)
- Optra (2005–2008)
- MW (2001–2010)

### Uzbekistan

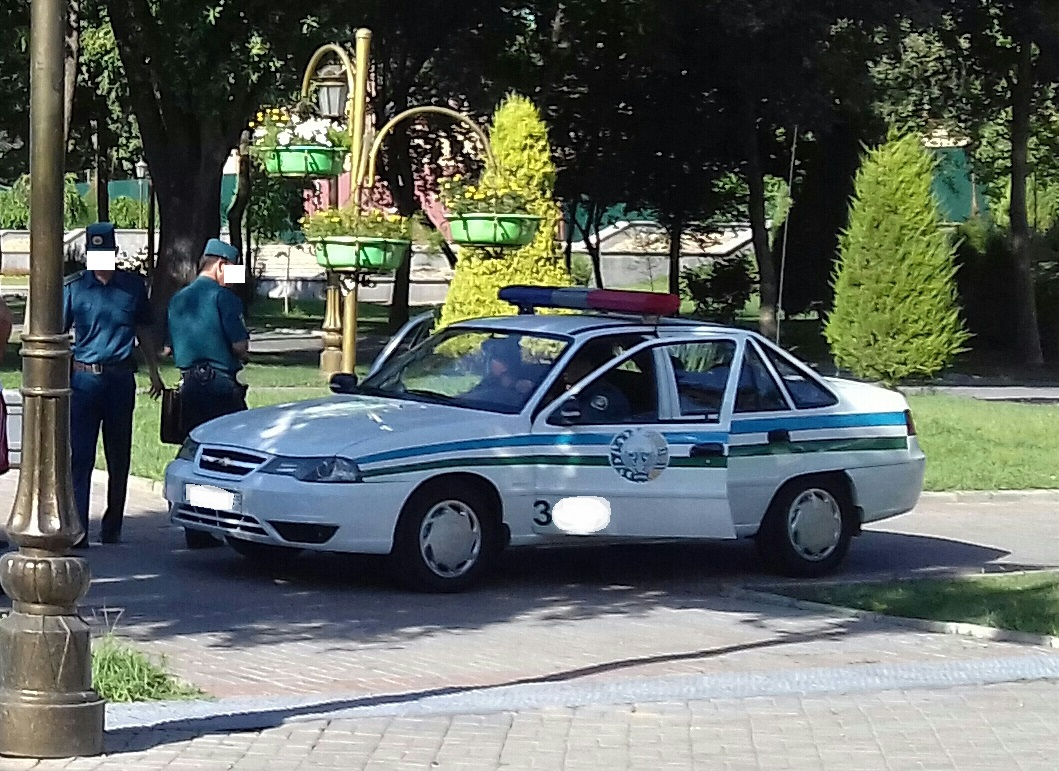
Chevrolet Nexia

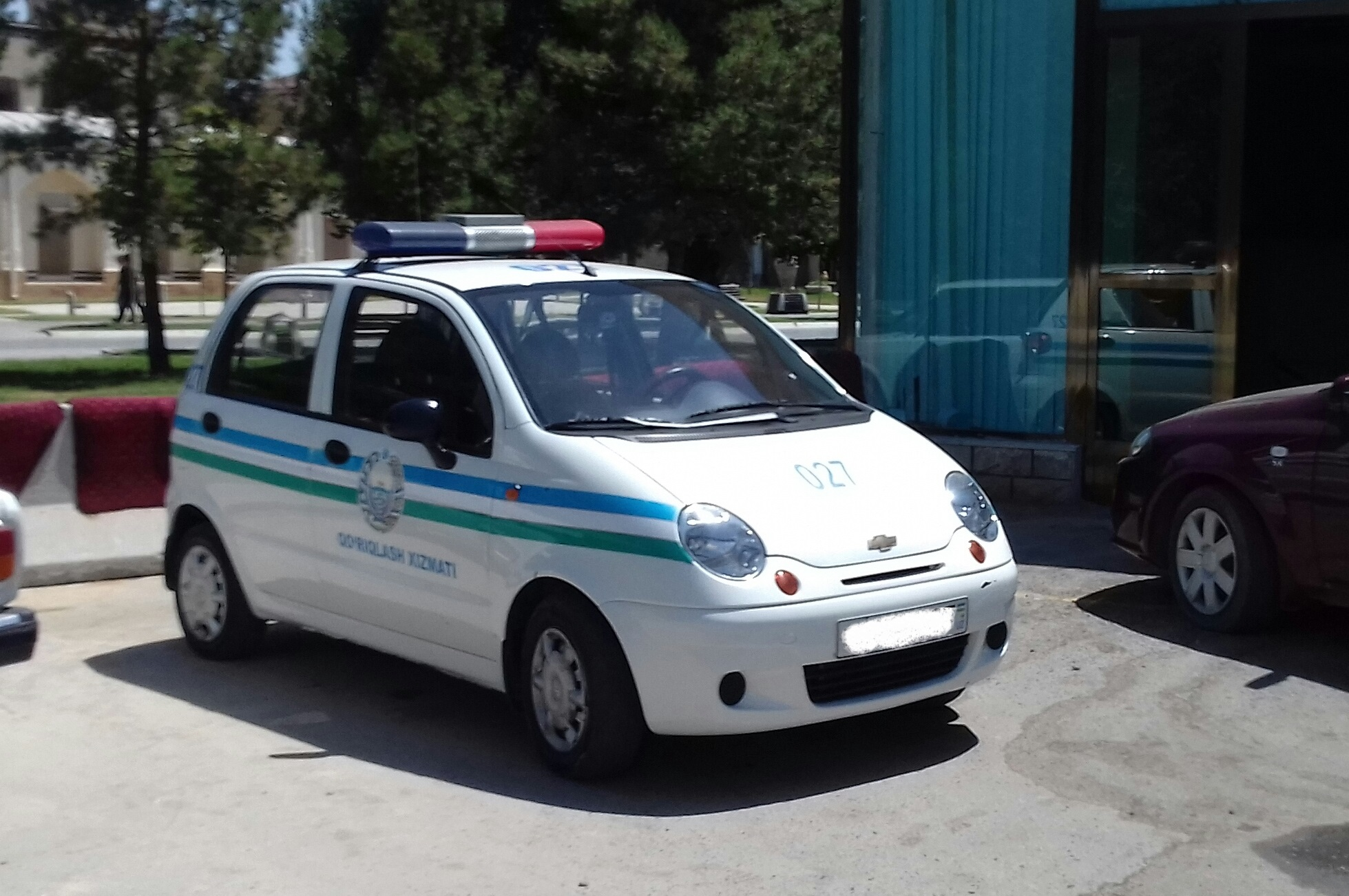
Chevrolet Matiz

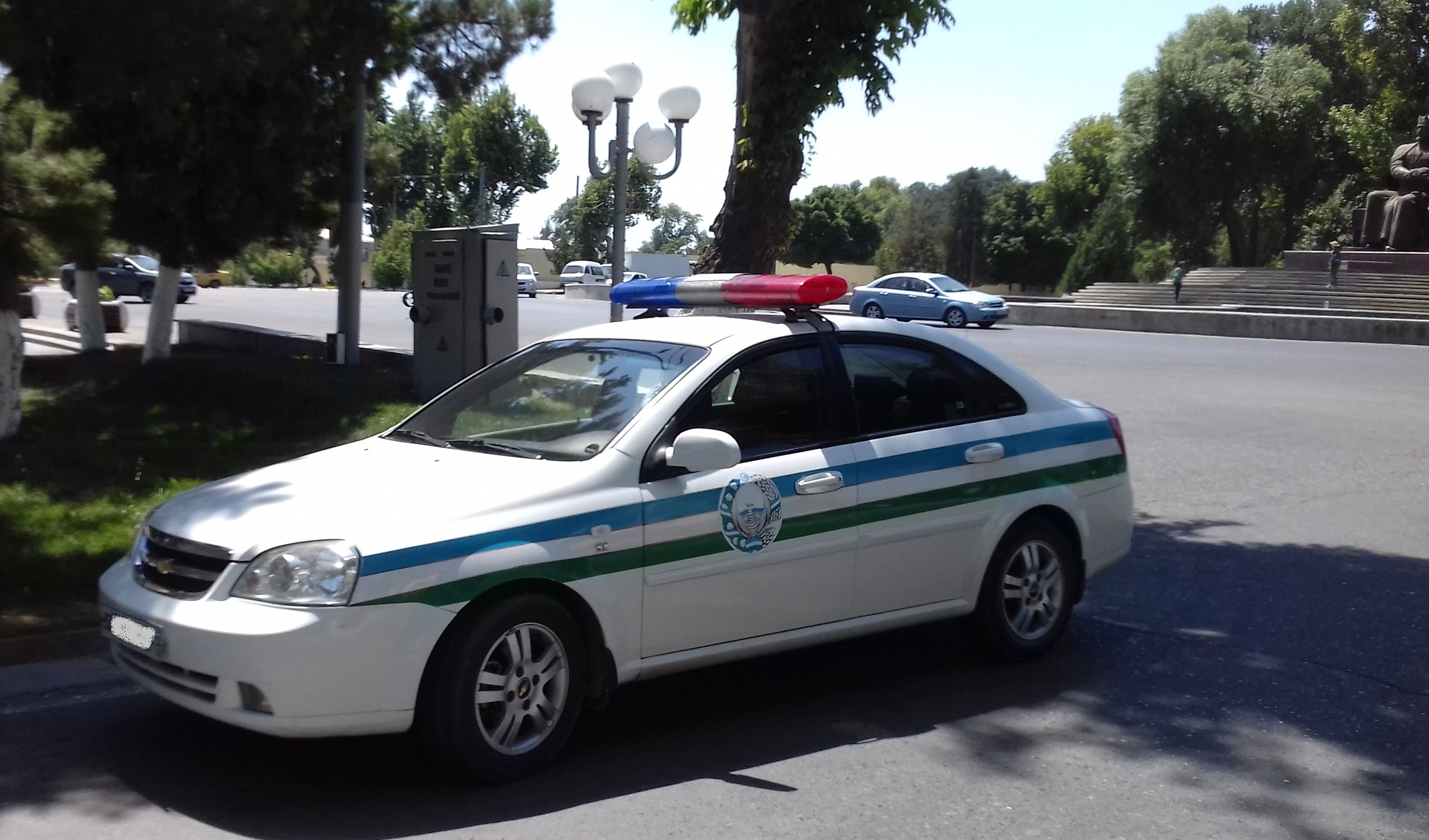
Chevrolet Lacetti

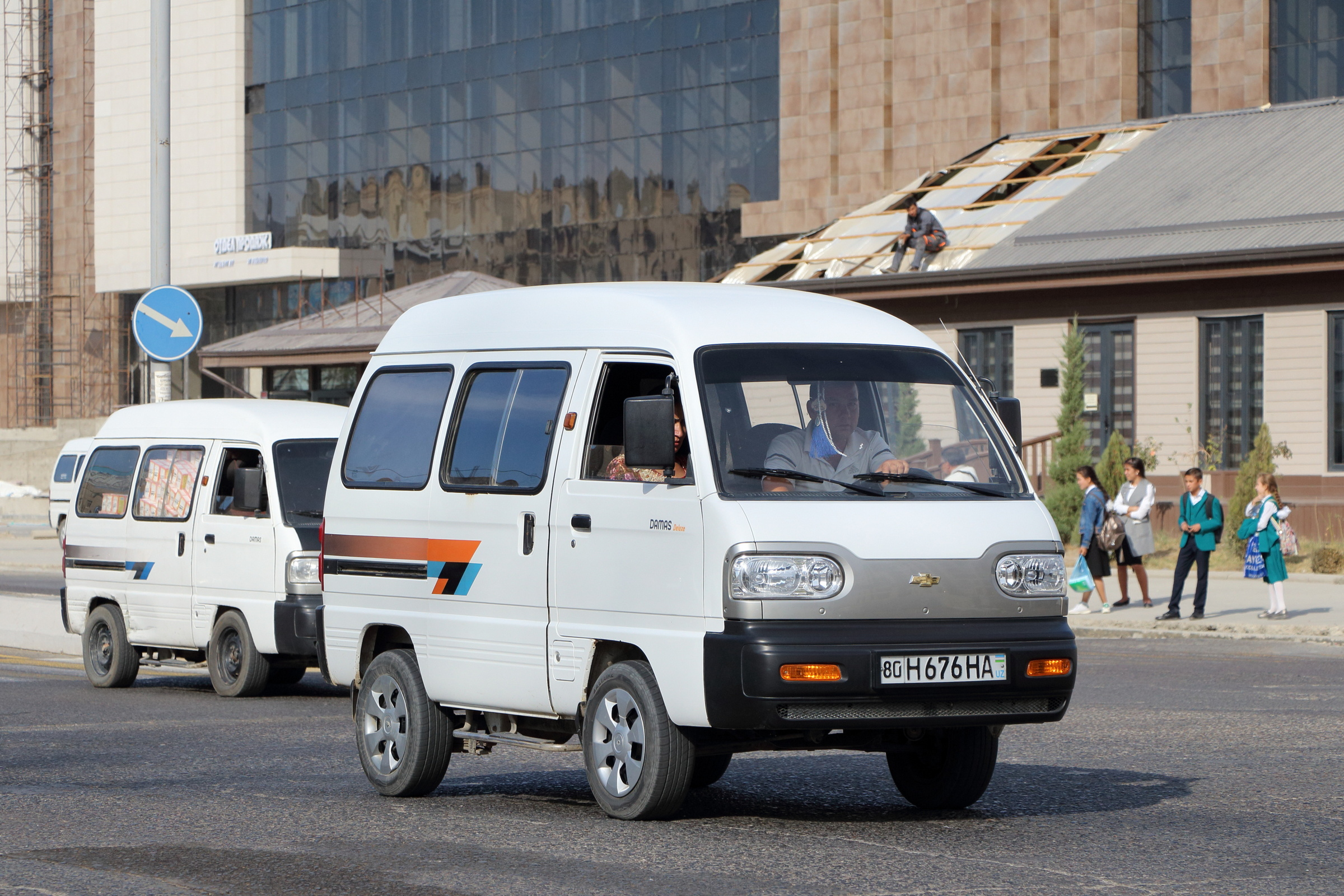
Chevrolet Damas

W 2008 roku w ramach przekształcenia uzbeckiej spółki UzDaewoo Auto w General Motors Uzbekistan, produkowane tutaj modele Daewoo zostały przemianowane na Chevrolety. Zmiana marki objęła także stare modele Nexia i Damas, które produkowano odpowiednio aż do 2016 i 2020 roku.
W lutym 2020 GM Uzbekistan otrzymało zgodę od General Motors na ponowne używanie nazwy Chevrolet dla swoich modeli, przez co dotychczas oferowane pod marką Ravon pojazdy ponownie trafiły do sprzedaży w krajach WNP jako Chevrolety.

#### Samochody osobowe
- Onix
- Cobalt
- Lacetti
- Malibu XL

#### Crossovery i SUV-y
- Tracker
- Trailblazer
- Captiva5
- Equinox
- Traverse
- Tahoe

#### Samochody dostawcze
- Damas
- Labo

#### Historyczne
- Tacuma (2008–2009)
- Lacetti (2003–2011)
- Epica (2008–2011)
- Matiz (2008–2015)
- Nexia (2011–2016)
- Captiva (2008–2018)
- Orlando (2014–2018)
- Spark (2015–2022)
- Nexia R3 (2015–2022)

## Chevrolet w Afryce

### Południowa Afryka

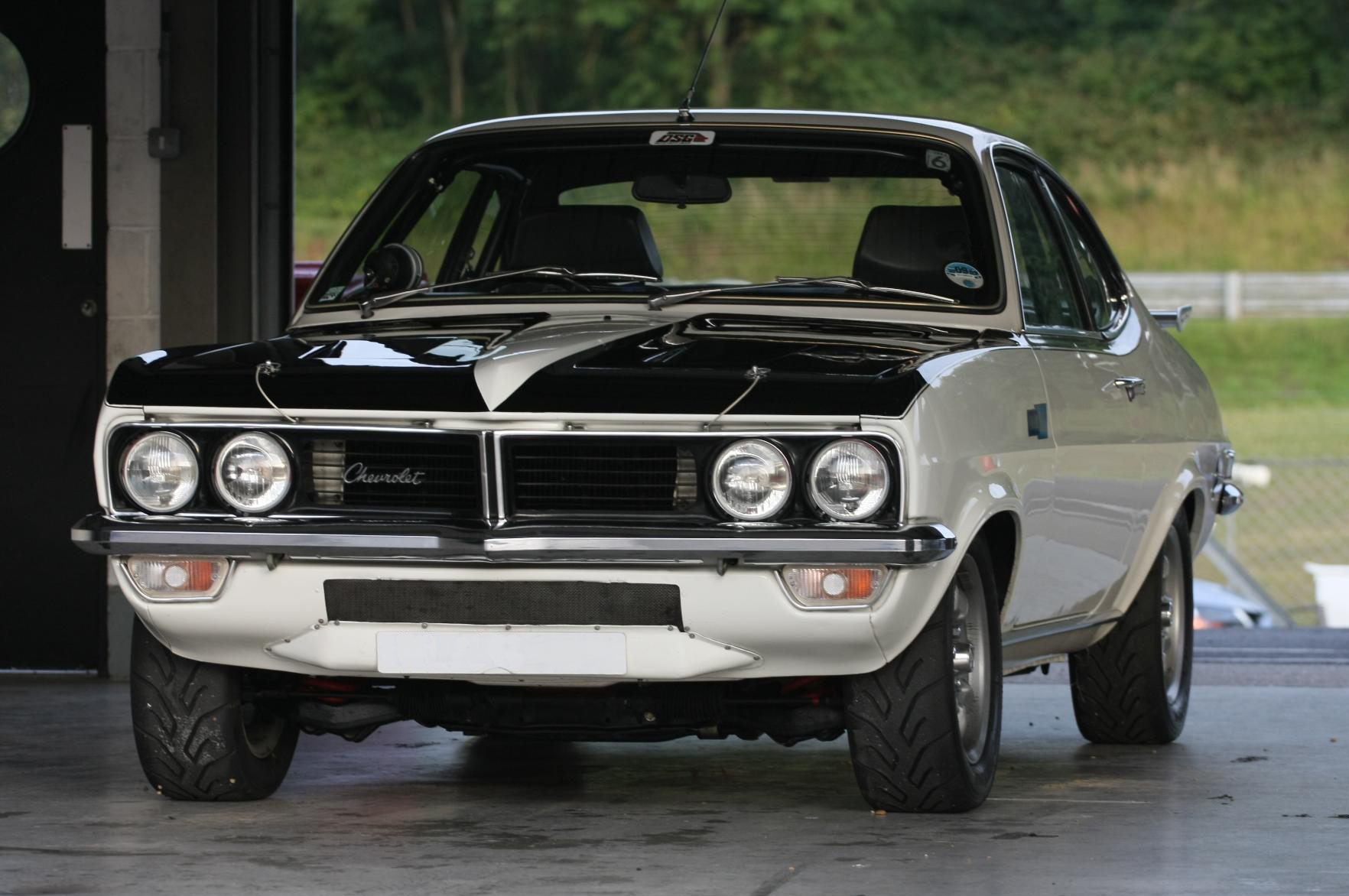
Chevrolet Firenza

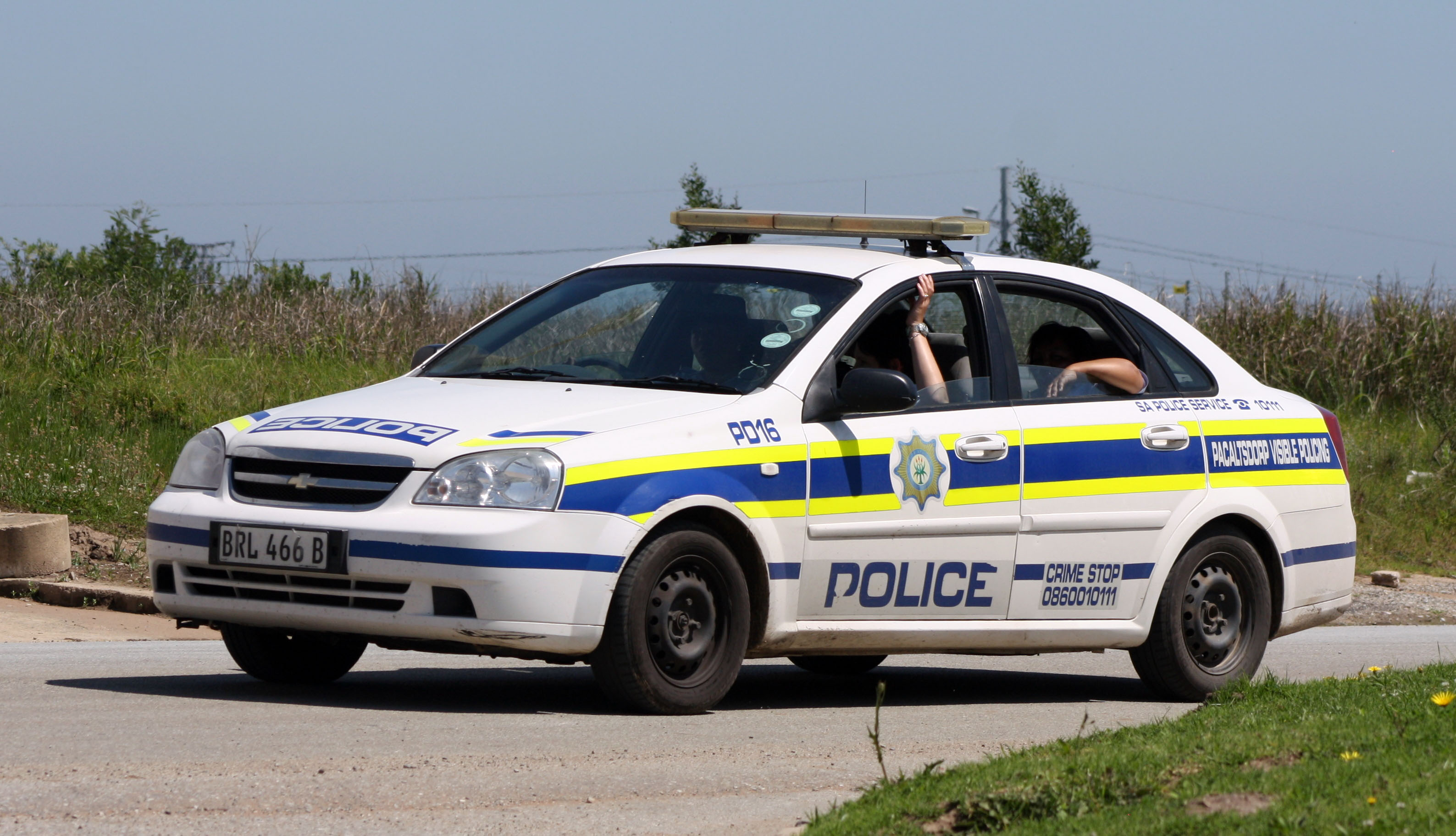
Chevrolet Optra

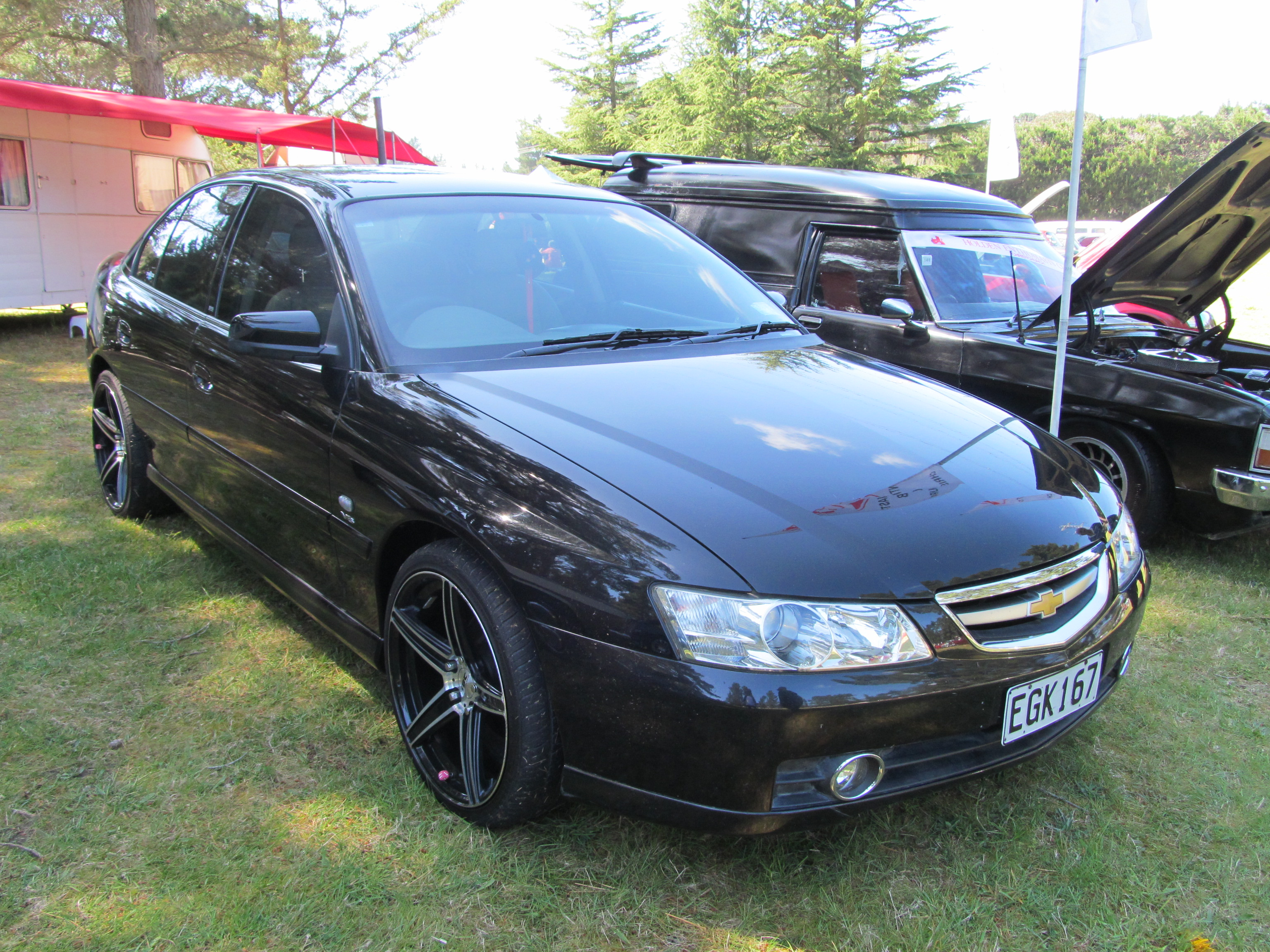
Chevrolet Lumina

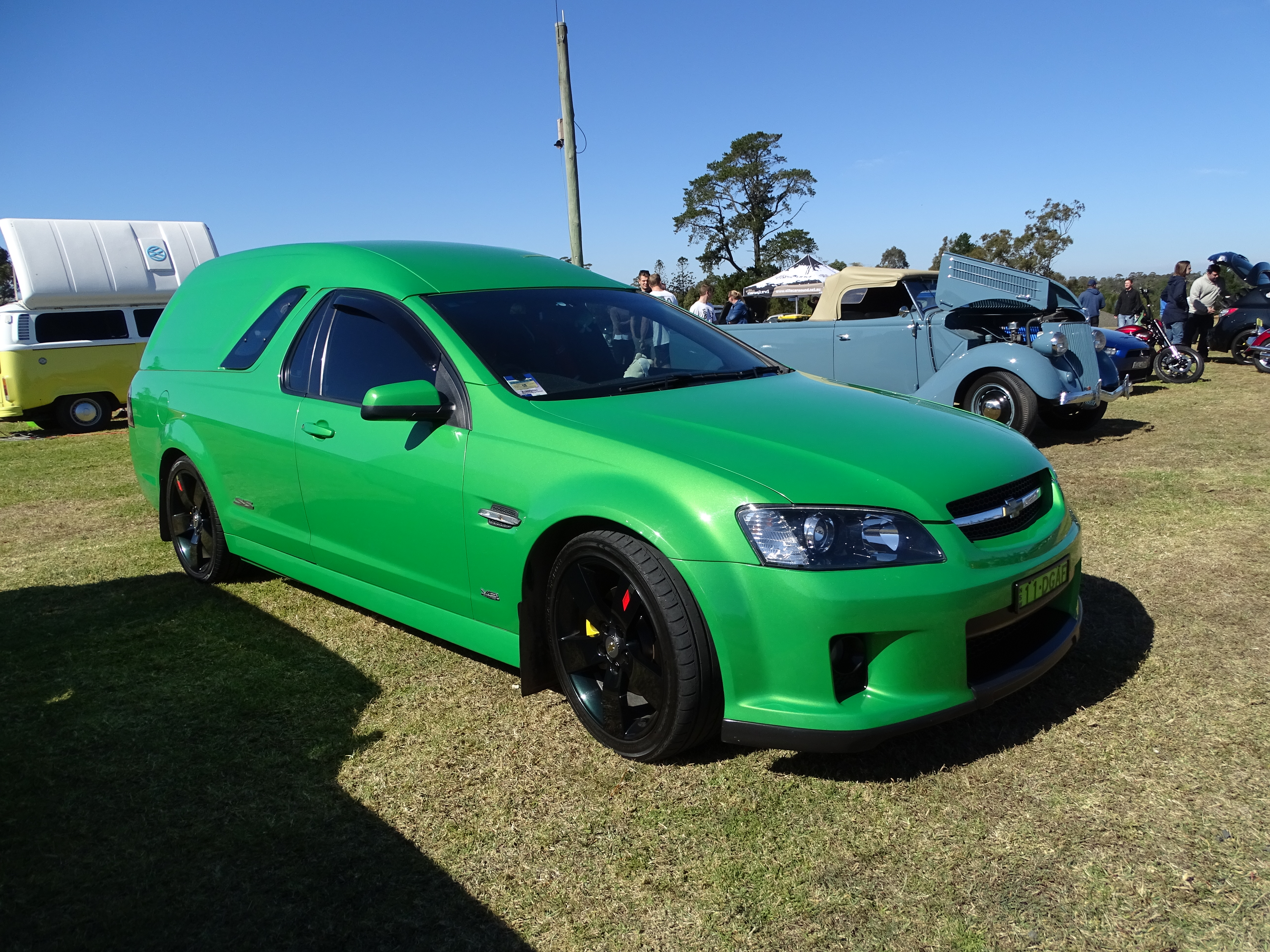
Chevrolet Lumina Ute

Historia Chevroleta w Republice Południowej Afryki sięga lat 60. XX wieku, kiedy to przedsiębiorstwo rozpoczęło działalność w tym kraju importując modele z rynku Ameryki Północnej. Później wzbogaciły je także modele Vauxhalla importowane z Europy, a z czasem także konstrukcji Holdena z Australii.
Na początku XXI wieku południowoafrykańskie portfolio Chevroleta analogicznie do innych rynków poszerzyły modele opracowane w Korei Południowej. W 2017 roku General Motors ogłosiło wycofanie się z RPA, po pół wieku obecności, w ramach planu oszczędnościowego.

#### Historyczne
- Firenza (1970–1975)
- Constantina (1969–1978)
- El Camino (1969–1978)
- 1300 (1975–1978)
- Caprice Classic (1975–1978)
- Chevair (1975–1981)
- Ascona (1975–1981)
- Commodore (1978–1982)
- Senator (1978–1982)
- Kommando (1964–1984)
- Rekord (1977–1986)
- Lumina Coupe (2001–2006)
- Lumina (1998–2011)
- Aveo (2004–2011)
- Lumina Ute (2003–2011)
- Spark Lite (2005–2017)
- Captiva (2006–2017)
- Spark (2009–2017)
- Cruze (2009–2017)
- Utility (2011–2017)
- Sonic (2011–2017)
- Orlando (2011–2011)
- Trailblazer (2012–2017)

### Egipt

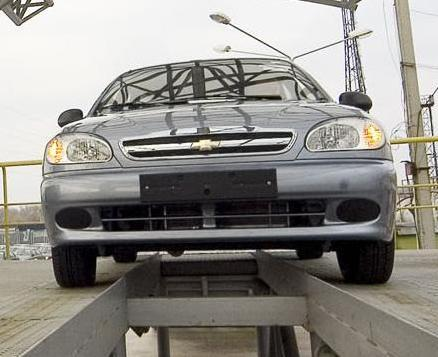
Chevrolet Lanos

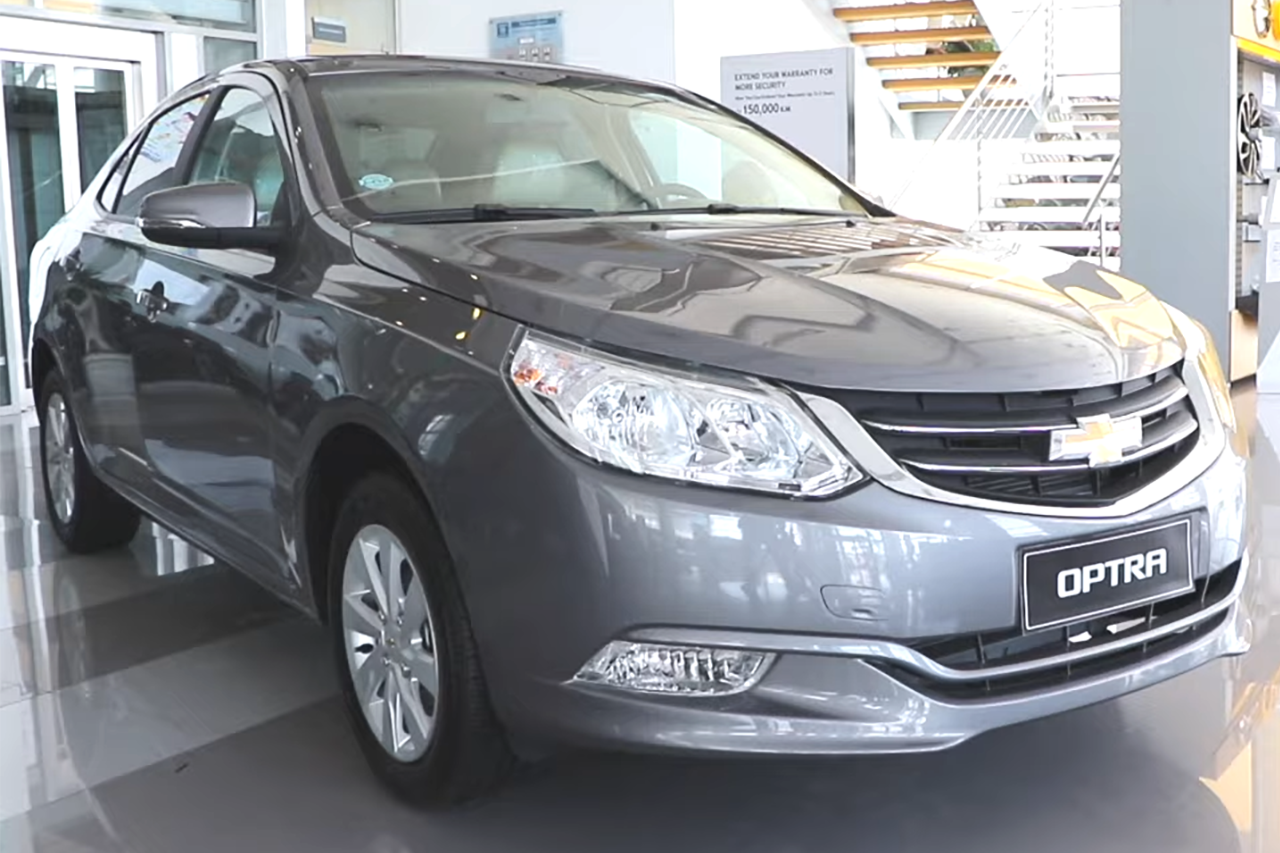
Chevrolet Optra

Chevrolet wkroczył na rynek egipski na przełomie lat 90. XX wieku i początku XXI wieku, wprowadzając do oferty tanie samochody osobowe. Filarem oferty stała się zmodernizowana odmiana Daewoo Lanosa oferowana pod marką Chevrolet, a w 2012 roku zastąpił go inny model – unikalny dla regionu Afryki Północnej nowy Chevrolet Optra, będący lokalną odmianą chińskiego Baojuna 630.

#### SUV-y
- Captiva

#### Pickupy
- T-Series

#### Historyczne
- Lanos (1998–2012)
- N300 (2012–2022)
- Optra (2004–2023)
- Aveo (2004–2023)
- Malibu  (2012–2023)

## Chevrolet w Rosji

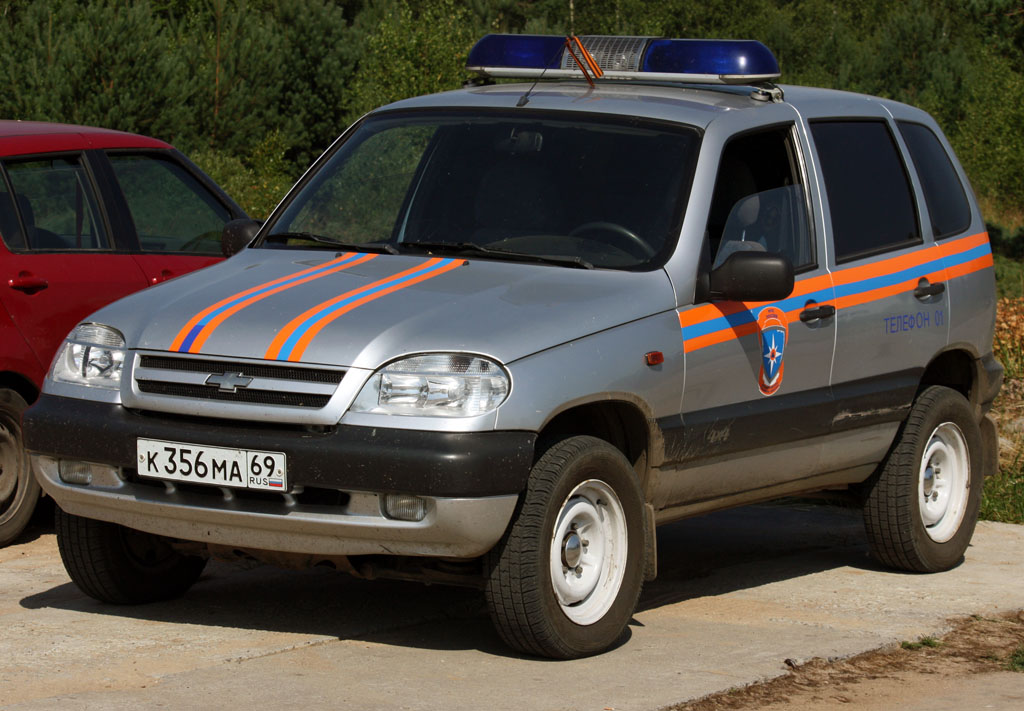
Chevrolet Niva

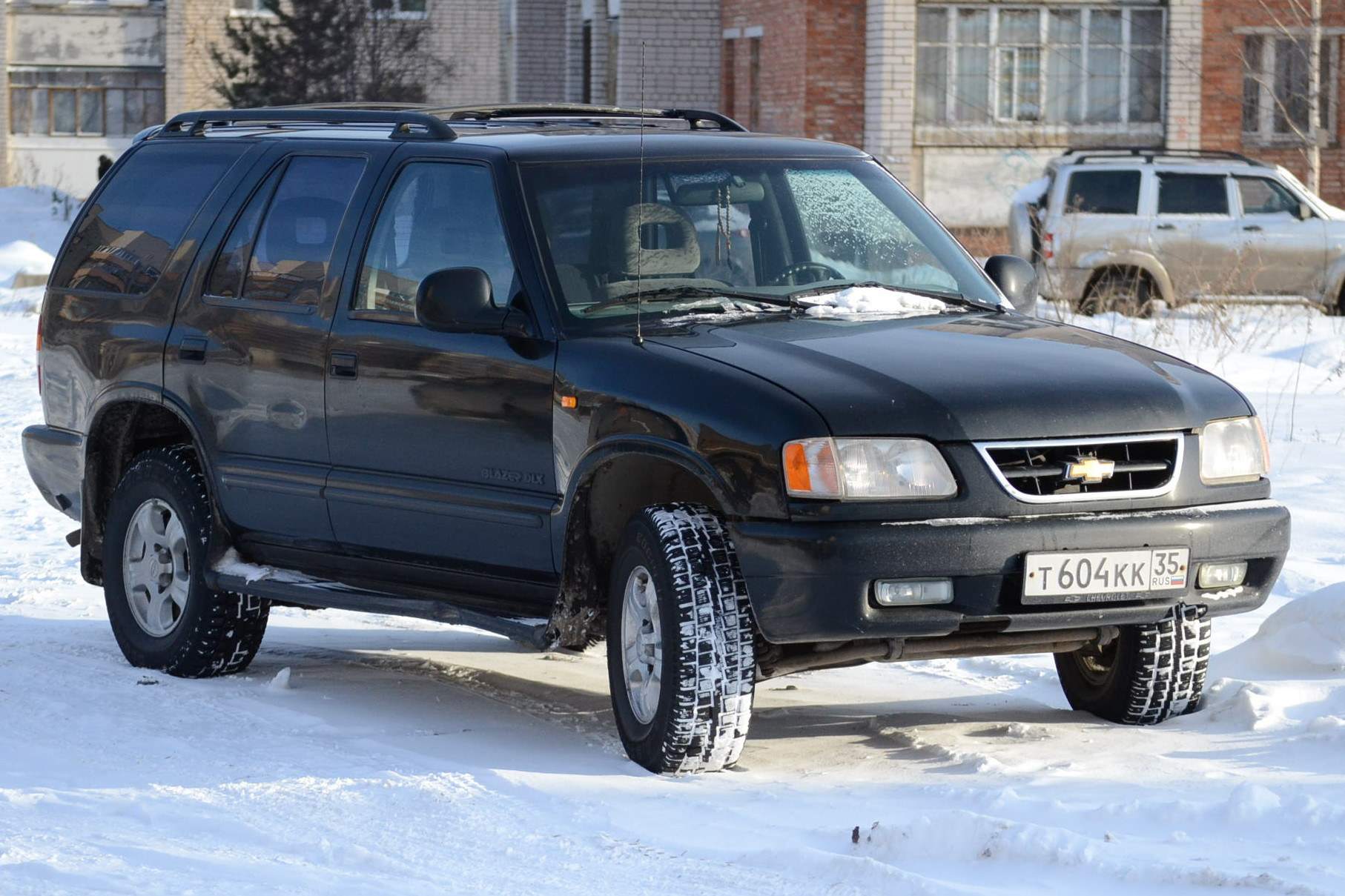
Chevrolet Blazer

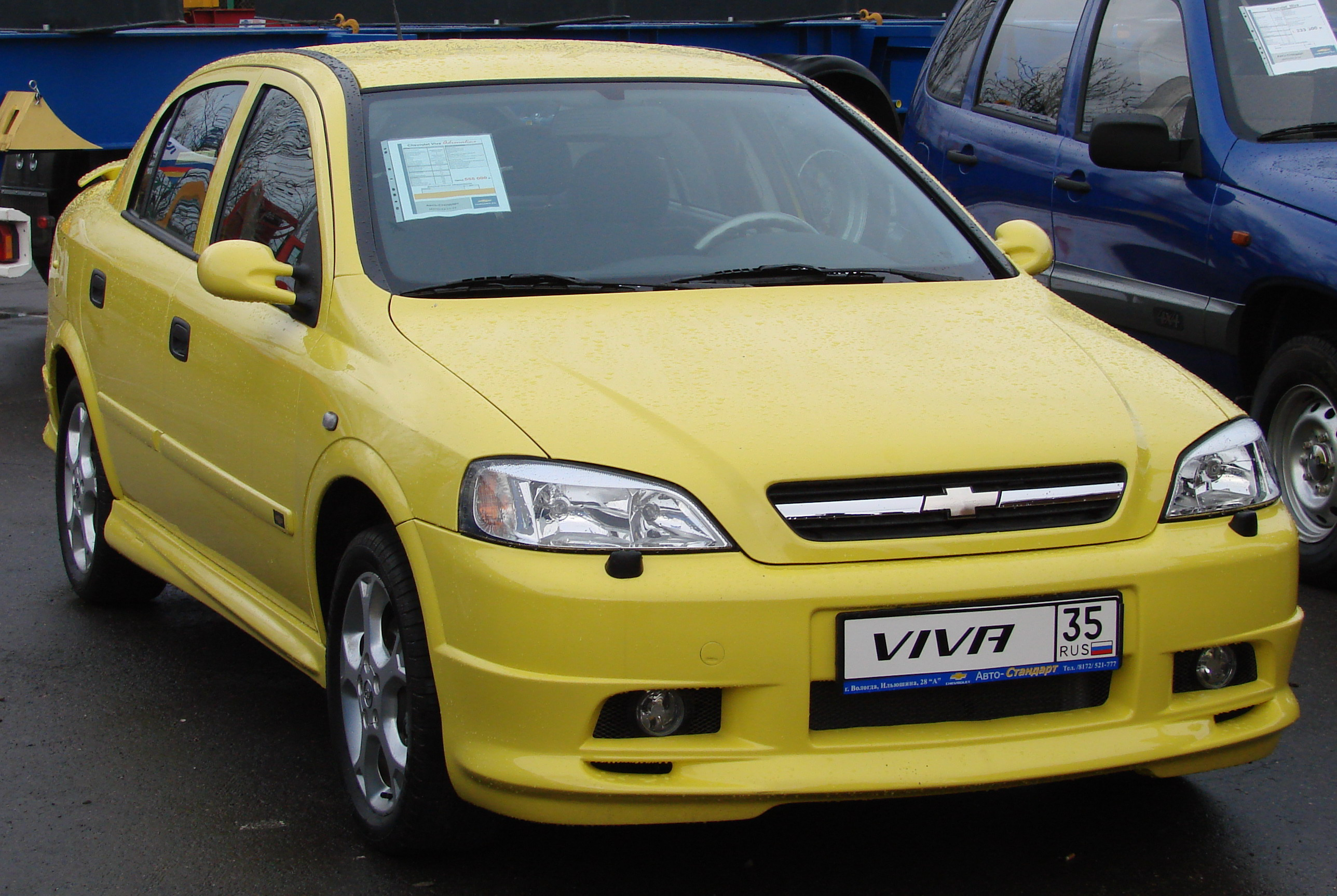
Chevrolet Viva

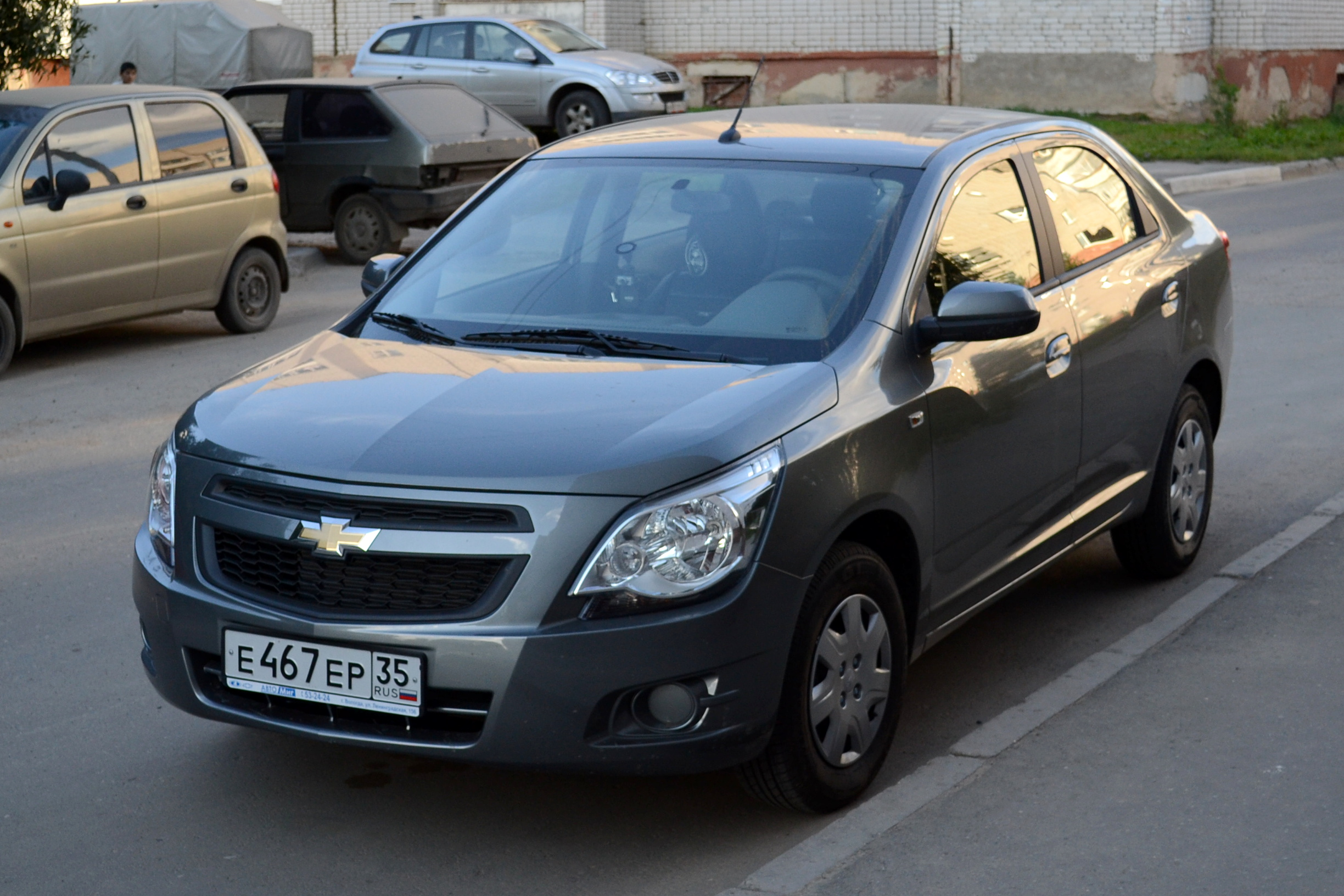
Chevrolet Cobalt

Chevrolet rozpoczął oficjalną działalność w Rosji w 2001 roku, tworząc spółkę GM-AvtoVAZ, która miała na celu produkcję małego samochodu terenowego Chevrolet Niva powstałego we współpracy z Ładą. W kolejnych latach General Motors sukcesywnie poszerzało ofertę o różne modele nieznane z innych rynków Europy, jak SUV-a Blazer po modernizacji pierwotnie obejmującej tylko rynek Brazylii i Chin, a także sedana Viva będącego rosyjską wersją europejskiego Opla Astry. Z czasem ofertę poszerzono o modele opracowane przez południowokoreański oddział GM, a także uzupełniono o modele amerykańskie takie jak Tahoe.
W 2015 roku, pomimo faktu, że Rosja to jeden z największych rynków Chevroleta, Genral Motors podjęło decyzję o wycofaniu się z tego kraju z powodu rosnących kosztów prowadzenia działalności w tym kraju.
Od momentu wycofania Chevroleta z Rosji, marka wciąż oferuje jedynie trzy modele importowane ze Stanów Zjednoczonych tylko dla klientów flotowych i firm w niskonakładowej sprzedaży.

### Obecnie produkowane

#### SUV-y i Crossovery
- Trailblazer
- Tahoe
- Traverse

#### Samochody sportowe
- Camaro

### Historyczne
- Blazer (1997–2005)
- Viva (2004–2008)
- Lacetti (2004–2009)
- Epica (2006–2011)
- Lanos (1998–2012)
- Aveo (2004–2015)
- Captiva (2006–2015)
- Nexia (2008–2015)
- Cruze (2009–2015)
- Cobalt (2011–2015)
- Orlando (2011–2015)
- Niva (1998–2020)

## Chevrolet w Australii

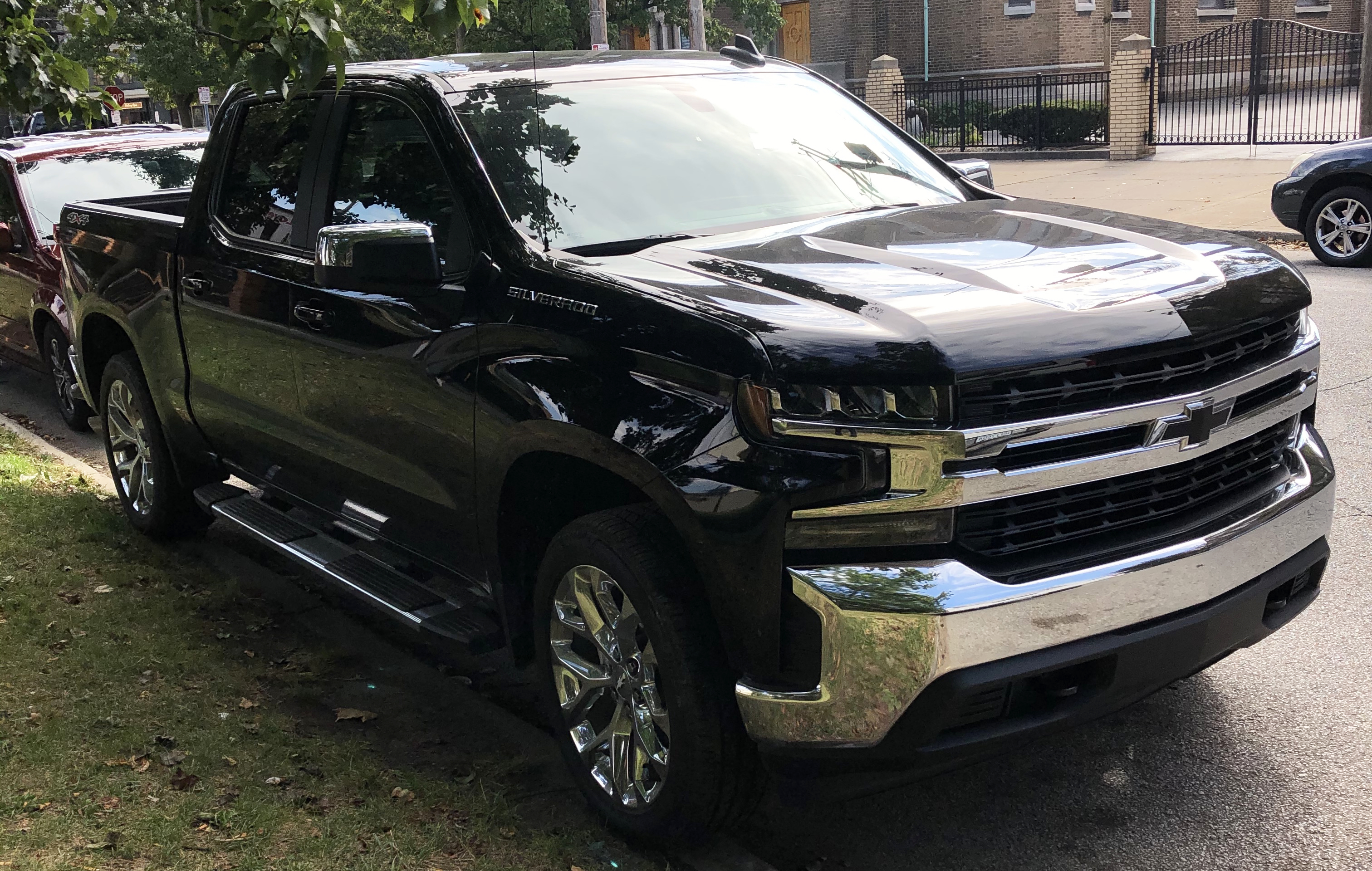
Chevrolet Silverado

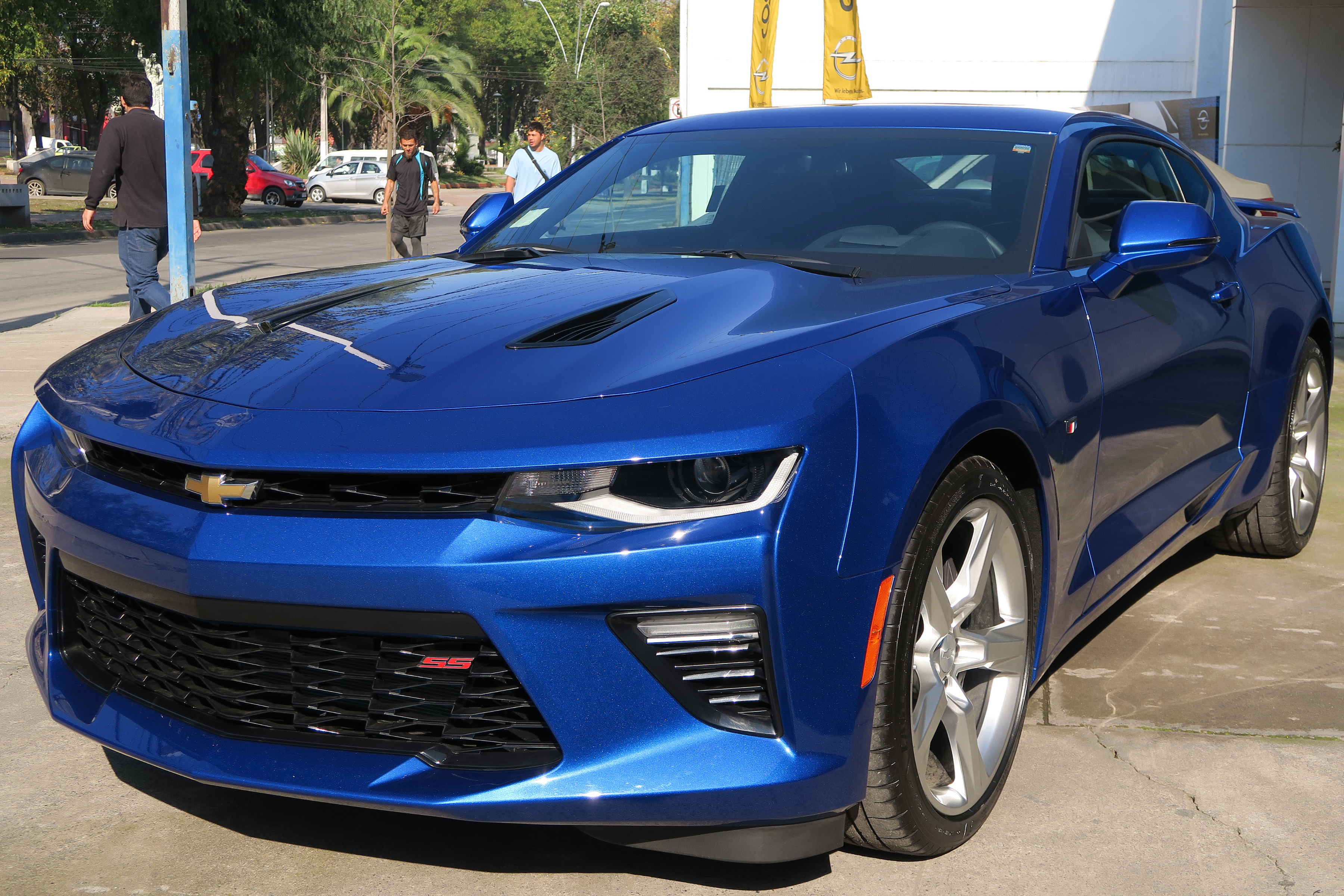
Chevrolet Camaro

Po ogłoszeniu w połowie lutego 2020 roku przez General Motors decyzji o likwidacji australijskiej marki Holden, marka nie podjęła jednak decyzji o całkowitym zamknięciu lokalnego oddziału. Lukę po wycofywanym ze sprzedaży Holdenie mają zapewnić wyselekcjonowane modele Chevroleta importowane ze Stanów Zjednoczonych. W marcu 2020 roku potwierdzono, że będzie to pickup Silverado oraz sportowe modele Camaro i Corvette.

### Obecnie produkowane

#### Pickupy
- Silverado

#### Samochody sportowe
- Camaro
- Corvette